# 紀勢本線
紀勢本線（きせいほんせん）は、三重県亀山市の亀山駅から和歌山県新宮市の新宮駅を経て同県和歌山市の和歌山市駅に至る鉄道路線（幹線）である。亀山駅 - 新宮駅間は東海旅客鉄道（JR東海）、新宮駅 - 和歌山市駅間は西日本旅客鉄道（JR西日本）の管轄で、JR西日本の区間のうち新宮駅 - 和歌山駅間には「きのくに線」という愛称が付与されている。

## 概要

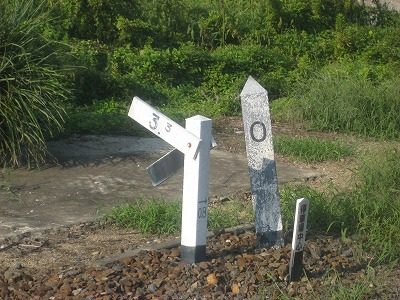
亀山駅にある紀勢本線の0キロポスト

紀伊半島を海沿いに走る路線。全通したのは日本の幹線級の路線としては比較的遅く、1959年（昭和34年）のことである。新宮駅を境に、東側のJR東海が管轄する区間は非電化であり、西側のJR西日本が管轄する区間は直流電化されている。
全区間に大小180本（総延長68.9km）のトンネルがあり、これはJRグループの1路線としては最多のトンネル数である。
名古屋駅からは関西本線と伊勢鉄道伊勢線を、京都駅・新大阪駅からは東海道本線・大阪環状線・阪和線をそれぞれ経由して当路線へ特急列車が直通している。JR西日本管轄区間では、カーブを高速で通過可能な振り子式の車両が一部の特急列車で使用されている。
JR西日本の管轄区間では、海南駅 - 和歌山駅間の各駅と南海電気鉄道（南海）が管理する和歌山市駅で自動改札機が、新宮駅 - 紀伊田辺駅間の特急停車駅と紀伊田辺駅 - 冷水浦駅の各駅と紀和駅ではIC専用型自動改札機が設置されている。新宮駅 - 和歌山市駅間が「ICOCA」のエリアに含まれており、区間内の各駅でICOCAなどのIC乗車カードが利用できる。また、2018年10月1日に近畿圏で開始されたPiTaPaによるポストペイ利用は対象外となる（従前のプリペイド利用。2020年3月14日のICOCAエリア拡大後も対象外）。2021年3月13日より車載型IC改札機を導入することにより、新宮駅 - 紀伊田辺駅間の全駅でもICOCAなどが利用可能となった。
2014年度から、新宮駅 - 和歌山駅間のきのくに線区間に、W の路線記号が導入されている。
亀山駅 - 新宮駅（構内除く）間はJR東海の東海鉄道事業本部、新宮駅 - 和歌山市駅（構内除く）間はJR西日本の近畿統括本部が管轄している。なお、紀和駅 - 和歌山市駅間のうち、分界点 - 和歌山市駅間1.0kmは南海の所有である。この区間は、南海が施設をJR西日本に貸与しており、南海が第三種鉄道事業者とならず、JR西日本が第一種鉄道事業者となっている。
新宮駅 - 白浜駅間は、2022年4月11日にJR西日本が公表したローカル線の線区別収支によると、2019年度の輸送密度が1日2000人以下となっており、JR西日本は路線の活性化策などを関係自治体と協議したい考えで、廃線も視野に議論が進む可能性があると報じられている。

### 路線データ

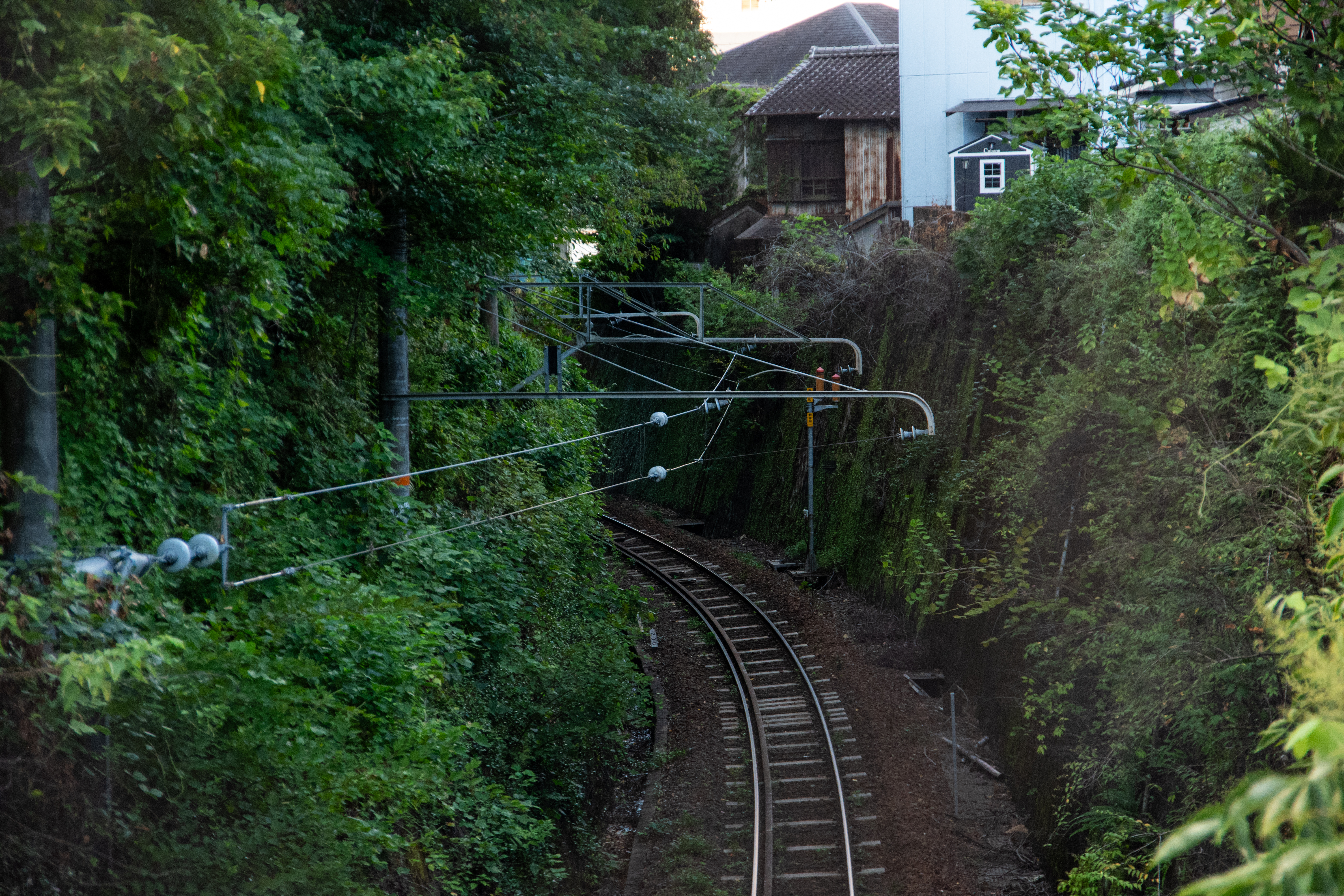
新宮駅構内、亀山方にある電化境界

- 管轄・路線距離（営業キロ）：全長384.2km[1]
  - 東海旅客鉄道（第一種鉄道事業者）：
    - 亀山駅 - 新宮駅間 180.2km

  - 西日本旅客鉄道（第一種鉄道事業者）：
    - 新宮駅 - 和歌山市駅間 204.0km
- 駅数：96（起終点駅含む）
  - JR東海：40（新宮駅除く）
  - JR西日本：56
    - 紀勢本線所属駅に限定した場合、起点の関西本線所属の亀山駅[18]が除外され、95駅（うちJR東海は39駅）となる。
- 軌間：1,067mm
- 複線区間：紀伊田辺駅 - 和歌山駅間
- 電化区間：新宮駅 - 和歌山駅 - 和歌山市駅間（直流1500V）
- 閉塞方式：
  - 亀山駅 - 新宮駅間：自動閉塞式（特殊）
  - 新宮駅 - 和歌山駅間：自動閉塞式
  - 和歌山駅 - 和歌山市駅間：自動閉塞式（特殊）
- 保安装置：
  - ATS-PT（亀山駅 - 新宮駅間）
  - ATS-SW（新宮駅 - 和歌山市駅間）
- 運転指令所：
  - 亀山駅 - 新宮駅間：東海総合指令所
  - 新宮駅 - 和歌山市駅間：近畿総合指令所和歌山指令所
    - 和歌山駅 - 和歌山市駅間の閉塞扱いは両駅で行うため列車集中制御装置 (CTC) の管轄外となっている。
- 最高速度：
  - 亀山駅 - 津駅間：95km/h
  - 津駅 - 多気駅間：100km/h（HC85系による特急、キハ75形による快速）、95km/h（その他）
  - 多気駅 - 新宮駅間：85km/h
  - 新宮駅 - 紀伊富田駅間[3]：95km/h（283系、287系および289系）、85km/h（その他）
  - 紀伊富田駅 - 白浜駅間[3]：110km/h（283系、287系および289系）、85km/h（その他）
  - 白浜駅 - 和歌山駅間[3]：110km/h（283系、287系および289系）、95km/h（その他）
    - なお芳養←南部駅間上り線・紀三井寺→和歌山駅間下り線では2021年まで283系特急型車両に限り130km/h運転を行っていた

  - 和歌山駅 - 紀和駅間[3]：95km/h
  - 紀和駅 - 和歌山市駅間[3]：85km/h
- IC乗車カード対応区間：
  - TOICAエリア：なし
  - ICOCAエリア：新宮駅 - 和歌山市駅間（新宮駅 - 紀伊田辺駅間の無人駅は、車載型IC改札機で対応）

## 沿線概況
紀伊半島を半周する路線で、松阪駅 - 和歌山駅間では熊野や南紀といった沿岸部の都市を国道42号とともに結んでいる。
紀伊長島駅 - 海南駅間では一部区間を除いて海沿いを走行する一方で、多気駅 - 紀伊長島駅間など山間部を走行する区間もあり、山間部では野生動物と列車が衝突する事象も増えている。

### JR東海区間

#### 亀山駅 - 多気駅間
鈴鹿川の北側にある亀山駅を発車すると、右にカーブして鈴鹿川を渡り、丘陵地の中をトンネルで抜けていくつものカーブを抜けて南東方向に進む。築堤を上がると下庄駅であるが、なお山間部の中を進み、しばらくして田園地帯に入り、国道23号（中勢バイパス）をくぐると一身田駅で、左手に真宗高田派本山の専修寺（せんじゅじ）が見える。左手から伊勢鉄道伊勢線が合流してくると、近鉄名古屋線をくぐって津駅に到着する。三重県の県庁所在地で近鉄名古屋線と伊勢鉄道伊勢線も乗り入れている。
津駅を出ると、三重県庁が建ち並ぶ丘陵を右に眺めながら、近鉄名古屋線と並走して南下する。 安濃川を渡り、津市の副都心として発展している近鉄津新町駅の東側を通過し、岩田川を渡ると近鉄名古屋線と分かれて市街地を進むと阿漕駅で、国道23号（伊勢街道）とともに南下を始める。 高茶屋駅の先で田園風景が広がってくるようになり、雲出川を渡ると津市から松阪市に入る。六軒駅を過ぎ、三渡川を渡って近鉄山田線と交差し紀勢本線は近鉄山田線の西側を走行する。右手から名松線が合流すると、松阪駅に到着する。
松阪駅を出ると近鉄山田線はやや東向きに分かれていく。かつて伊勢電気鉄道（のちの関急伊勢線）との乗換駅であった徳和駅を過ぎて丘陵地帯を通過し、櫛田川を渡ってまもなく多気駅に到着する。

#### 多気駅 - 新宮駅間
建設の経緯から、参宮線は多気駅を出ると直進するのに対し、紀勢本線は右にカーブをして進路を西に変えて、かつて紀勢東線と呼ばれていた区間に入る。国道42号（松阪バイパス）を過ぎると相可駅を通過し、多気町役場の西側を走行すると紀伊山地に入り、川添駅まで茶畑が目立つようになる。この先、国道42号とともに和歌山市を目指す。三瀬谷駅を出ると、宮川に架かるアンダートラス橋を渡り、滝原駅 - 阿曽駅間では大滝峡と呼ばれる渓谷を通過する。梅ケ谷駅を過ぎると伊勢国と紀伊国の境にある荷坂峠を荷坂トンネルで抜け、Ω状のカーブを13ものトンネルで抜けると紀勢本線では初めて熊野灘が見える海沿いに出て、再びトンネルをくぐると紀伊長島駅に到着する。
紀伊長島駅を出ると赤羽川橋梁を渡る。三野瀬駅を出て小さな峠を越えると、田園地帯を走行し、船津駅を通過して、相賀駅を過ぎ、銚子川を渡る高架橋のままトンネルに入って銚子川沿いの谷を走行し、馬越峠を尾鷲トンネルで抜けると尾鷲駅に到着する。国道は山間部を通過するのに対して、紀勢本線は海沿いを走行し、中部電力の尾鷲三田火力発電所を左手に眺めながら小さなトンネルを抜けて大曽根浦駅を通過する。この先は、長大トンネルが多く、熊野市駅まで各トンネルの間に駅が所在するようになる。九鬼駅・三木里駅と続いて、紀勢東線と呼ばれた区間が終了する。この区間は住民・政治家から国鉄に対して陳情が行われ、九鬼駅経由で建設されることになった。三木里駅 - 新鹿駅間は紀勢本線で最後に建設された区間であり、建設当初の計画では賀田駅 - 新鹿駅間を1本のトンネルによって結ぶ予定であったが、住民から国鉄に対して陳情が行われ、二木島駅経由で建設されることになった。
熊野市駅近くにある鬼ヶ城と呼ばれる景勝地が志摩半島から続いたリアス式海岸の最南端にあり、熊野市駅からは平野部が続き鵜殿駅までは約22kmの海岸線が続く七里御浜沿いに進む。この七里御浜では毎年8月に熊野大花火大会が行われ、臨時列車が多数運転されている。鵜殿駅を過ぎると、右にカーブをして一度山側へ迂回して三重県と和歌山県の県境である熊野川を渡り、新宮城跡の下に設けられた丹鶴トンネルをくぐると新宮市の市街地を進み、ほどなくして新宮駅に到着する。なお、熊野川橋梁中央部から丹鶴トンネル入り口までのわずか200mほどの区間が、JR東海唯一の和歌山県区間である。

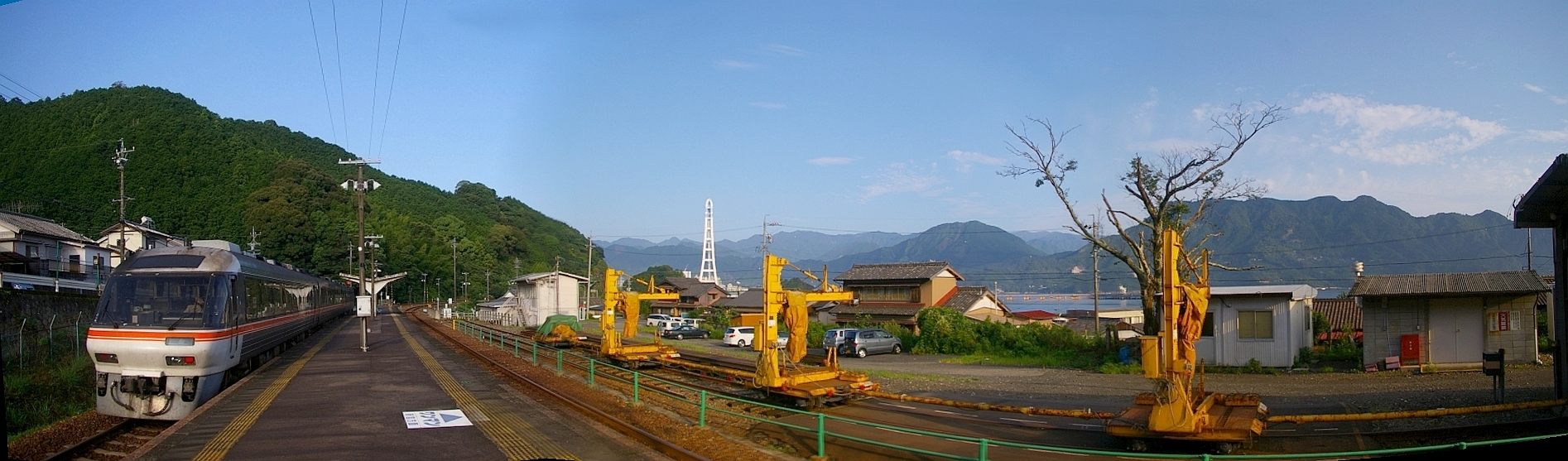
遠方に尾鷲湾が見える大曽根浦駅。

### JR西日本区間
JR西日本が管轄する区間の大半は沿岸部を走行している。近い将来に発生が想定されている東海地震・東南海地震・南海地震による津波対策として新宮駅 - 和歌山駅間では避難誘導標が沿線に設置されている。沿線の架線柱には、津波浸水区間・避難する方向・避難場所と避難場所までの距離などが記された看板や海岸線沿いで海抜が低い串本駅 - 紀伊勝浦駅間においては、津波避難用の全長5m程度のコンクリート製避難誘導降車台が設置されている。

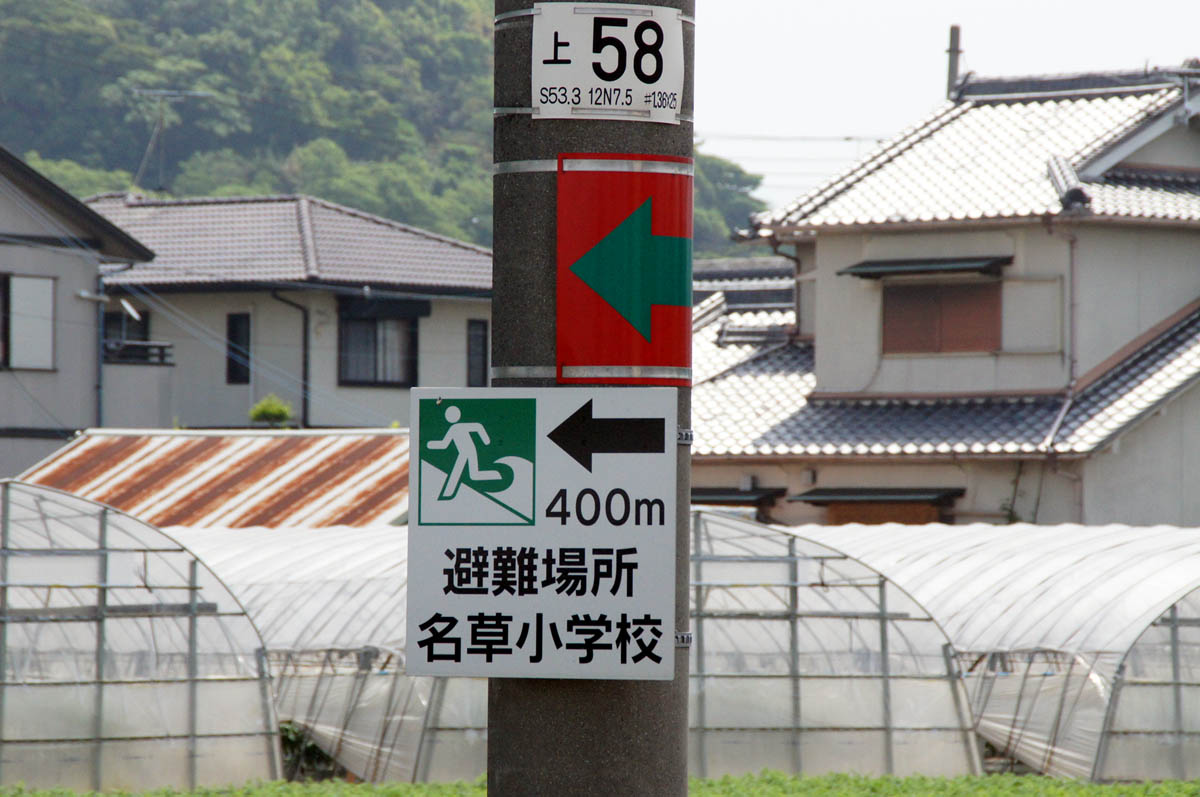
避難誘導指示標（避難場所・距離を示したもの）

なお、この区間の各駅の1日あたりの乗降客の推移（昭和55年度以降）については、和歌山県のホームページに一覧表が公開されている。

#### 新宮駅 - 紀伊田辺駅間
紀勢本線の要衝の駅である新宮駅は、かつて新宮運転区が設けられていたこともあり、構内は広大な留置線が設けられている。新宮駅を発車した列車は、南東に進んだのちに、王子ヶ浜の海岸線を南下する。那智駅は那智勝浦海浜公園の前にあり、海水浴場もあるため、特急列車が停車していたこともあった。熊野那智大社は那智駅から山奥に入った場所に位置している。2011年の台風12号による大雨の影響で、橋脚が流された那智川を渡り紀伊勝浦駅に至る。紀伊勝浦駅のすぐ近くには、マグロの水揚げ量が日本一を誇る勝浦漁港と、南紀勝浦温泉がある。
古くからの温泉地である湯川駅を過ぎ、日本の捕鯨発祥の地にある太地町の太地駅を通過し、駅前に県内最古の前方後円墳のある下里駅の先では、万葉集でも詠まれた玉の浦を望みながら紀伊浦神駅を過ぎ、左手には近畿大学水産研究所の浦神研究所が見え、山間部に入る。紀伊田原駅付近から再び海沿いを走行し、平成の名水百選にも選ばれ、カヌーでの川下りが盛んな古座川を渡って古座駅である。対岸に紀伊大島が見え始め、紀伊姫駅を過ぎると岩が立ち並ぶ橋杭岩が見え、本州最南端の駅である串本駅に到着する。この駅を境にして、多気駅から南西方向に向かってきた紀勢本線は右にカーブをして和歌山市を目指すために北進を始める。山間にある紀伊有田駅・田並駅と過ぎると、やがて枯木灘が広がる海岸が田子駅・和深駅と続いた先の周参見駅付近まで広がる。江住駅 - 和深駅間ではシカとの接触事故が多く、沿線のアドベンチャーワールドで飼われているライオンの糞を忌避剤として線路沿いに撒いたところ接触事故がなくなったが、一時的な効果に終わっている。この先の見老津駅 - 周参見駅間では当線唯一の信号場である双子山信号場が設けられている。周参見駅からは山間を走行し、富田川を渡って紀伊富田駅を過ぎると、次第に左手にはアドベンチャーワールドの観覧車が見え始め、右手に引き上げ線が現れると、白浜駅に到着する。同駅は白良浜や南紀白浜温泉などの観光地を抱える白浜町の中心駅として位置づけられており、特に夏場には多くの観光客が訪れる関西のリゾート地となっている。新大阪方面からの特急列車のうち、半数以上がこの白浜駅で折り返している。

#### 紀伊田辺駅 - 和歌山駅間
紀伊田辺駅は和歌山県中南部の経済の中心となっている田辺市の中心駅で、かつて紀伊田辺機関区があったため、駅構内には多くの留置線があり、この駅を境に普通列車の運転系統が分かれている。また、紀州路から中辺路と大辺路が分岐しており、陸上交通においても鉄道においても交通の要衝でもあった。紀伊田辺駅からは複線になり、田辺市の市街地を抜け、芳養駅を過ぎると第三芳養トンネルを通過し、日本一の梅の産地を抱えるみなべ町に入り、南部駅に至る。千里梅林の下にあるトンネルをすぎると、千里の浜と呼ばれる海岸沿いを走行する。古くからの景勝地で、『枕草子』などでその名がみられるほか、日本有数のアカウミガメの産卵地として知られている。岩代駅 - 切目駅間の一部区間では太平洋の絶景を眺めることができ、一部の列車が速度を落として運転するなどビューポイントとなっている。
切目駅からは内陸を走行し、印南駅のすぐ北側には印南町のシンボルである「かえる橋」を見ることができる。御坊駅では紀州鉄道が分岐している。御坊駅は御坊市の郊外に位置しており、中心駅は紀州鉄道の紀伊御坊駅である。御坊駅から再び北上し、紀伊内原駅・紀伊由良駅と続く。紀伊由良駅は、蒸気機関車に使用される石炭を配炭する拠点が海岸部にある由良港に設けられ、その配炭所を結ぶ目的で貨物線が分岐していた。このあたりからミカン畑が目立つようになり、広川ビーチ駅を通過し、醤油発祥の地として知られている湯浅駅へと至る。かつて有田鉄道が分岐し、特急の停車駅にもなった藤並駅を過ぎると、西進しながらJR西日本管内の在来線では最長の有田川橋梁 (912m) を渡って、有田みかんの生産地である有田市に入り、有田川の右岸を走行する。有田市の代表駅である箕島駅を過ぎて半島の先端を回って石油タンクが立ち並ぶ初島駅に至り、再び東に進路を変えて下津駅と続く。
加茂郷駅を過ぎトンネルを抜けると再び海岸線を走行するようになり、左手には紀伊水道が見える。この先の冷水浦駅まで、紀勢本線では海が見える最後の区間で、対岸にはポルトヨーロッパや工業地帯が見える。阪和道の海南インターチェンジの高架橋をくぐると、左にカーブをしながらやがて高架橋を走行して海南駅を通過し、その後も高架橋を走行するも徐々に高度を落として紀勢本線最後で180か所目のトンネルを通過する。トンネルを抜けると黒江駅で、和歌山市に入って名草山の南西側を迂回するために左へカーブしてしばらく直進で進んだのち、再び右へカーブして紀三井寺駅を通過し、徐々に和歌山市の市街地を進むようになる。宮前駅を過ぎると左手には和歌山ビッグホエールと呼ばれる多目的施設が見えるが、かつてここには和歌山操駅があった。やがて右手から和歌山電鐵貴志川線が寄り添ってくると、和歌山駅に到着する。

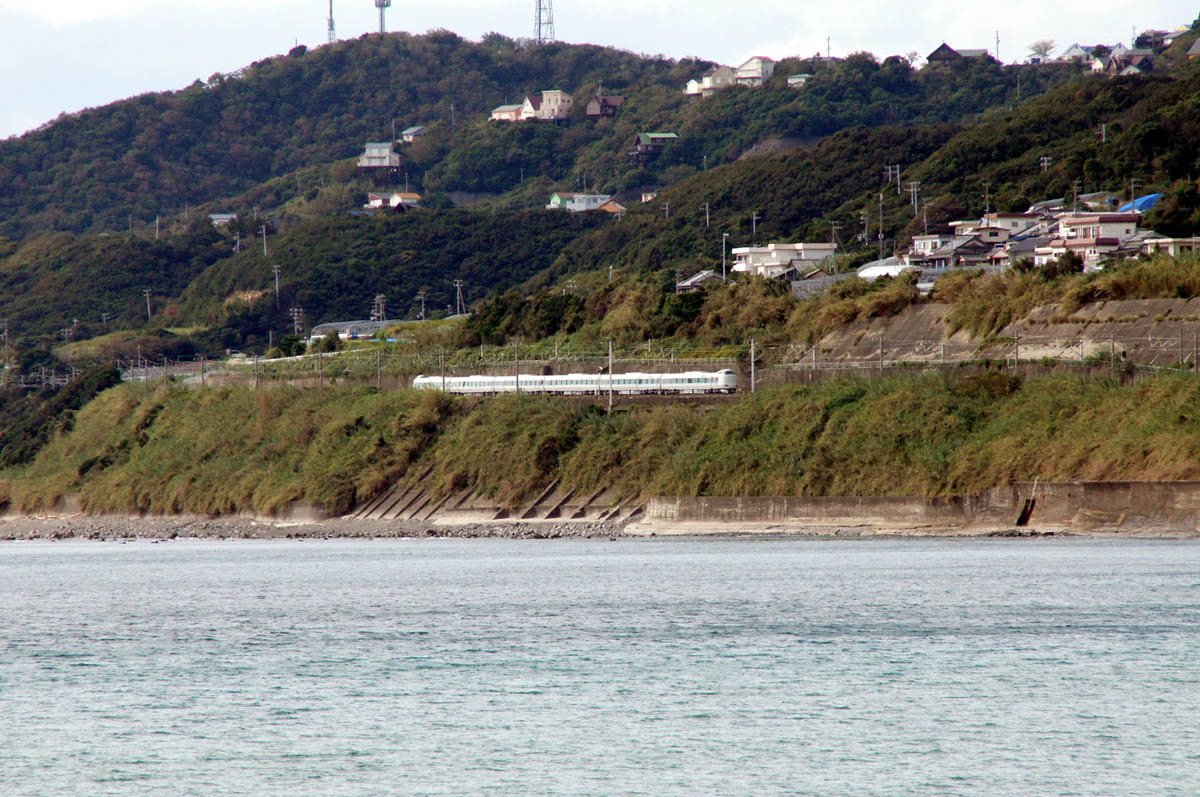
岩代駅 - 切目駅間は太平洋を眺める
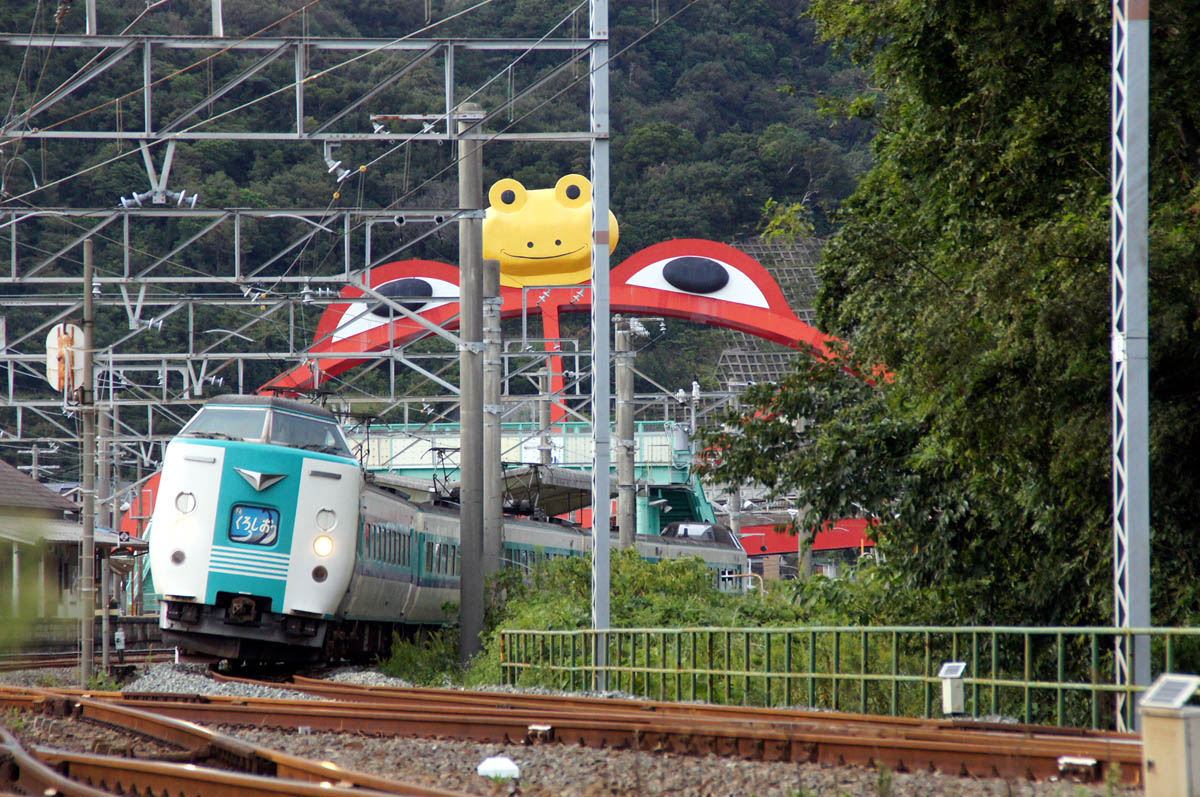
印南駅からは印南町のシンボルである「かえる橋」を見ることができる
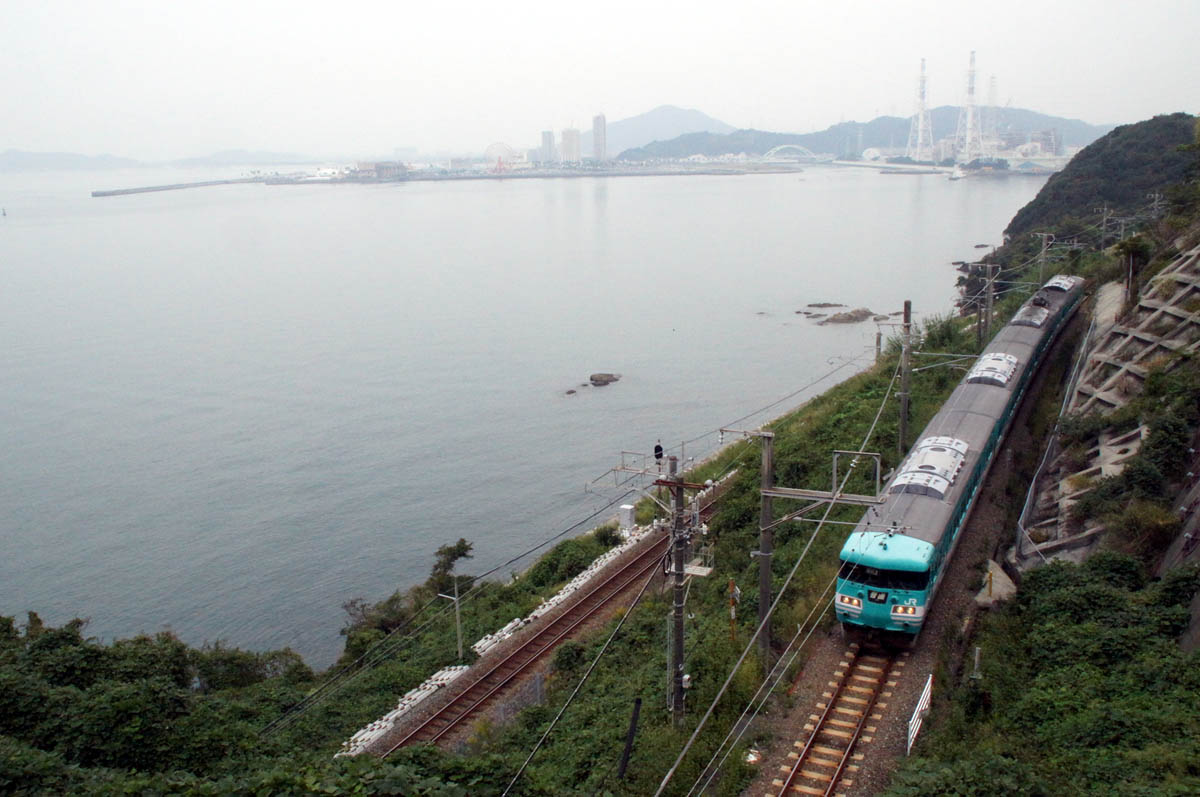
ポルトヨーロッパや工業地域を見ることができる加茂郷駅 - 冷水浦駅間

#### 和歌山駅 - 和歌山市駅間
和歌山駅では、和歌山市行きの列車は8番のりばから発車する。阪和線と並走し、高架橋をくぐる付近までわずかであるが和歌山線と線路を共用し、和歌山線の線路が右に分かれる。先に阪和線が左に分かれ、その後和歌山線が右に分かれていくと、しだいに左にカーブをして阪和線をくぐって高架橋を上り始め、直線部にある紀和駅に至る。紀和駅は1968年まで和歌山駅と称し、和歌山駅は同年まで東和歌山駅と称していた。2008年に紀和駅付近が連続立体交差事業により高架化された。紀和駅を発車すると、左にカーブをしながら高架を下り、次第に南海本線が右手から合流する。南海電鉄分界点を通過し、和歌山市駅に到着する。紀勢本線から南海線への渡り線が設けられているが、この渡り線は非電化であり、紀勢本線の旅客列車が南海線のホームを発着することはない。かつては、この渡り線を介して南海本線から南紀方面への直通列車が運転されていたが、現在は甲種車両輸送時の車両受け渡し用としてのみ利用されている。

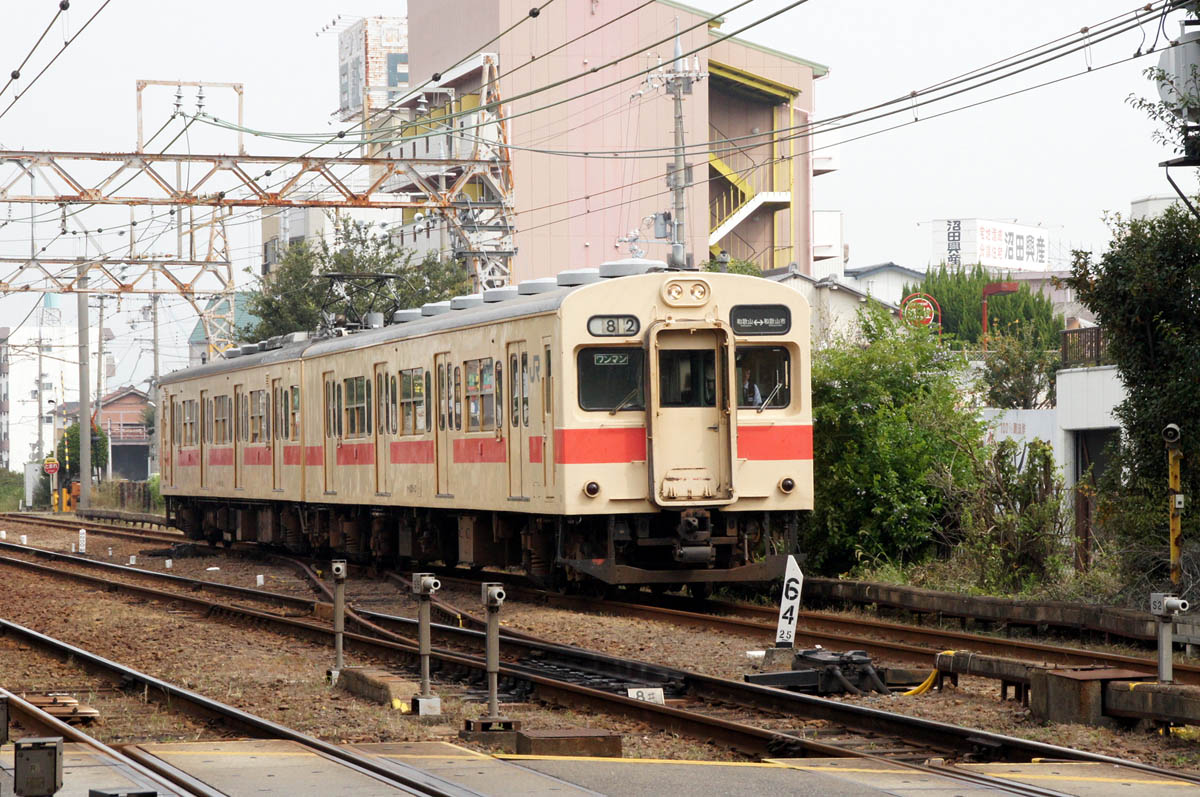
南海線との渡り線付近を走行する105系
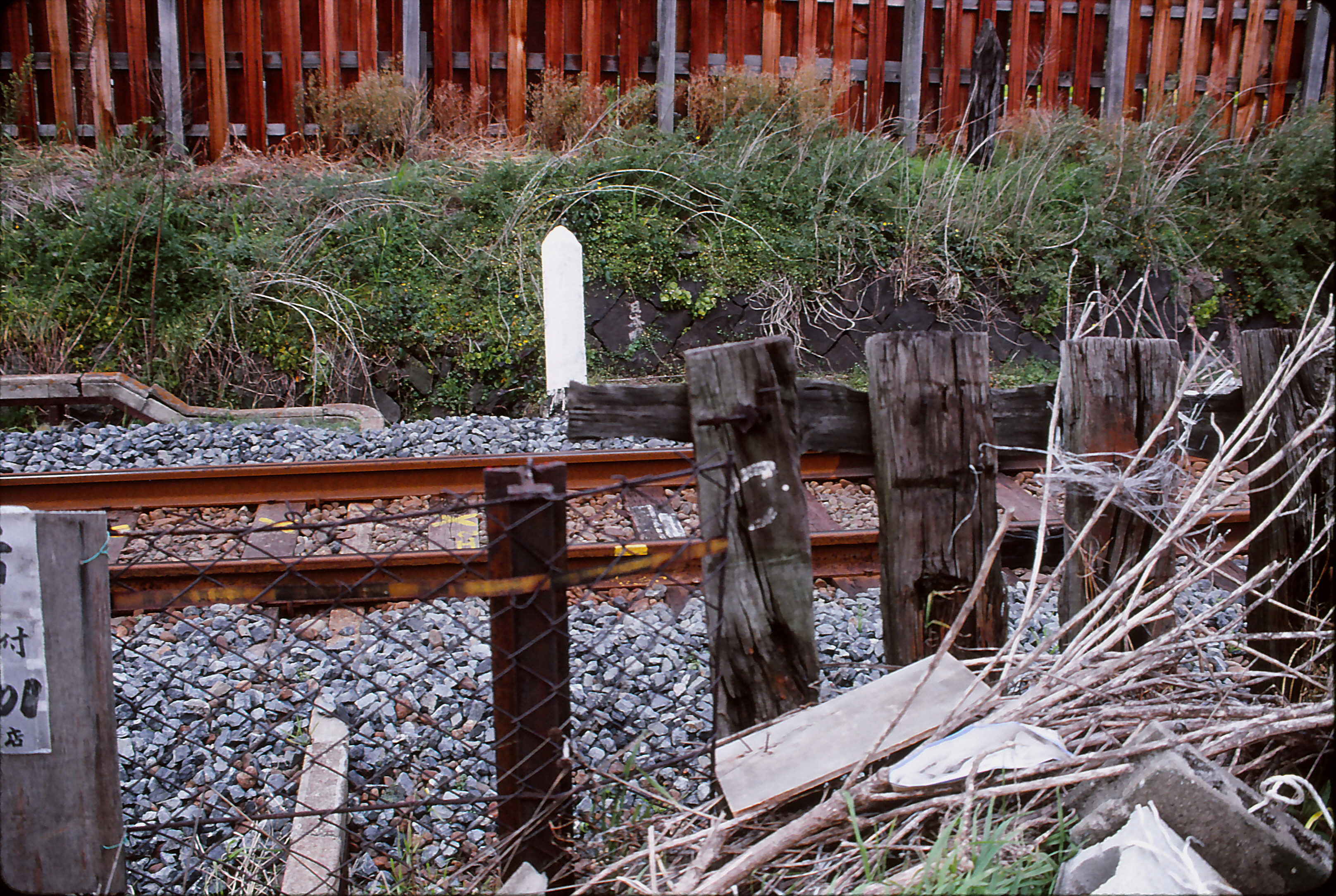
地上線時代の会社境界場所。 金網の柵がある区間が南海電鉄、枕木の柵がある区間がJR。

## 運行形態
起点は亀山駅で、亀山駅から新宮駅を経て和歌山市駅方面へ向かう方向が全線を通して下りであり、JR東海が管轄する亀山駅 - 新宮駅間では列車番号や特急列車の号数は新宮駅へ向かう方向が下り列車に付けられる奇数である。一方、JR西日本が管轄する区間のうち新宮駅から和歌山駅までの区間では、和歌山駅へ向かう下り列車が本来上り列車に付ける偶数、逆方向の上り列車が本来下り列車に付ける奇数となっている。これは、1989年7月の東海道本線への乗り入れ開始時に、同線に合わせて変更したためである。

### 優等列車
名古屋駅からは伊勢鉄道経由で紀伊勝浦駅まで特急「南紀」が1日4往復運転されていて、多客期には運転本数が増発される。京都駅、新大阪駅から白浜駅、新宮駅までは特急「くろしお」が運転されている。
1978年10月2日のダイヤ改正前までは、キハ81・82系気動車を使った特急「くろしお」やキハ28・58系気動車を使った急行「紀州」、1984年2月1日のダイヤ改正まで旧型客車（スハ43系など）を使った夜行客車普通列車「はやたま」（新宮駅以西ではB寝台車も連結していた）などが名古屋駅 - 和歌山駅 - 天王寺駅間で運行されていたが、同改正以降は亀山駅 - 和歌山駅間を通して走る列車はない。
また、東京駅 - 紀伊勝浦駅間には亀山駅経由で寝台特急「紀伊」が1984年1月31日まで運行されていた。
天王寺駅（一部は南海本線難波駅）および紀伊田辺駅から白浜駅・椿駅・周参見駅・新宮駅・熊野市駅まではキハ28・58系（難波駅乗り入れ列車はキハ55系相当の南海5501・5551形）気動車を使った急行「きのくに」が運行され、新宮駅以西の電化後も1985年3月14日のダイヤ改正で運行終了する（485系電車投入および特急「くろしお」への格上げのため）まで気動車で運行されていた。
1959年の紀勢本線全線開通前の1933年から1937年には関西から白浜への温泉観光列車「黒潮号」が運転されていた。

### 地域輸送
運行系統は、JR東海の亀山駅 / 伊勢鉄道 - 津駅 - 多気駅間・多気駅 - 新宮駅間とJR西日本の新宮駅 - 紀伊田辺駅間・紀伊田辺駅 - 御坊駅間・御坊駅 - 和歌山駅間・和歌山駅 - 和歌山市駅間に分かれている。

#### 亀山駅 - 津駅間
亀山駅を発着する紀勢本線の列車は普通列車のみとなっており、多気駅発着や新宮駅・三瀬谷駅方面への列車が少数あるほか大半は多気駅より参宮線へ直通運転している。亀山駅から関西本線へ直通する列車は1本もない（名古屋方面へはスイッチバックとなり、運行した場合は伊勢鉄道を経由する列車とは車両の向きが逆になる）。日中1時間あたり1本程度の運行で、ワンマン運転を行う列車が多い。キハ25形気動車で運用されている。

#### 津駅 - 多気駅間
津駅 - 多気駅間には前述した亀山駅発着の普通のほか、伊勢鉄道経由で関西本線名古屋駅まで直通する快速「みえ」が運行されている。この快速「みえ」は全列車が多気駅より参宮線に直通する。普通列車は亀山駅発着のほか、朝夕の一部に松阪駅発着での多気駅発着、三瀬谷駅方面、参宮線直通も設定されている。快速「みえ」はキハ75形気動車、普通列車はキハ25形気動車で運用されており、普通列車はワンマン運転を行う列車が多い。運転本数は快速「みえ」と亀山駅発着の普通列車がそれぞれ日中1時間あたり1本程度である。
津駅 - 松阪駅間は特定運賃を採用していないが、競合する近鉄名古屋線・山田線に比べて運賃が安い。しかし運転本数は近鉄名古屋線より大幅に少ない。

#### 多気駅 - 新宮駅間
快速列車の定期運行はなく、通過駅のある特急列車を除くと普通列車のみが運転されている。多気駅発着の列車が多いが、亀山駅 - 新宮駅間を直通する列車も下り3本・上り1本ある。紀伊長島駅・熊野市駅発着の列車があるほか、下り最終は亀山駅発三瀬谷駅行きで運転されている。新宮駅を越えてJR西日本管内に直通する普通列車はない。本数は1日10往復程度と少なく、3時間以上列車の間隔が開く時間帯もある。全列車がキハ25形気動車で運行され、大半の列車がワンマン運転を行っている。時間調整や特急列車の待ち合わせなどのため行き違い可能駅で長時間停車する列車が多い。

#### 新宮駅 - 紀伊田辺駅間
1 - 3時間に1本の間隔で運行されている。1日あたり9 - 10本の運転が基本で、平日の新宮駅 - 紀伊勝浦駅間は通勤・通学需要のため上り12本、下り11本と若干多く、串本駅 - 周参見駅間は1日8往復とこの区間内では最も運転本数が少ない。また、白浜駅 - 紀伊田辺駅間は普通列車よりも特急「くろしお」の本数が多い区間となっている。現在は全て227系電車でワンマン運転を行う。時間調整や特急列車の待ち合わせなどのため行き違い可能駅で長時間停車する列車がある。
かつては急行用の165系電車や通勤用の105系が主力車両であった。165系電車が使用されていた時代には和歌山駅 - 新宮駅を直通運転する普通列車が設定されていた。この区間の標準的な所要時間は3時間弱であるが、朝下りと夜上りの各1本は2時間20分台で走っており、この区間を走る最も遅い特急列車との所要時間差は20分程度である。2021年3月13日のダイヤ改正までは朝に周参見発和歌山行きが1本あり、223系・225系電車4両編成が充当されていた。この列車はワンマン運転ではなく、この区間の列車で唯一車掌が乗務する普通列車であった。
2021年9月1日より平日の始発 - 9時を除く全列車において自転車を解体せず車内に持ち込めるサイクルトレインが実施されている。

#### 紀伊田辺駅 - 御坊駅間
紀伊田辺駅 - 御坊駅間は1時間に1本程度で、2002年11月以降は日中は他区間から系統分離され、2020年4月現在227系電車2両編成によるワンマン運転を行っている。2020年3月以前は当区間専用の113系2000番台電車2両編成によるワンマン運転が行われていた。ただし、朝と夜には紀伊田辺駅 - 和歌山駅間の列車が223系電車・225系電車・227系電車の4両編成で運転され、この場合は車掌乗務の列車となる。御坊駅折り返しの列車は御坊駅で和歌山方面の列車と接続する。また、朝に周参見発御坊行き（列車番号は紀伊田辺駅を境に変更）の直通列車が運転されているほか、2006年6月からは田辺地区の中学校・高等学校の授業日には南部発紀伊田辺行きの臨時列車も運転されている。
2022年4月1日より平日の始発 - 9時を除く全列車においてサイクルトレインが実施されている。

#### 御坊駅 - 和歌山駅間
御坊駅 - 和歌山駅間は1時間に1 - 2本が運行されている。朝と夜の一部時間帯を除いて1時間あたり2本が運行されており、紀勢本線の中で最も運転本数の多い区間である。ただし、日中の一部列車は箕島駅 - 和歌山駅間の運転である。主に223系・225系・227系電車で運行されており、原則として和歌山駅で紀州路快速を含む阪和線の快速列車との接続が考慮されている。また、阪和線との直通列車も朝晩に設定されており、223系や225系電車で運行されている。前述のとおり、紀伊田辺駅 - 御坊駅 - 和歌山駅間を直通する普通列車も朝と夜に設定されている。
御坊駅 - 和歌山駅間で通過運転を行う快速（停車駅は#駅一覧参照）が設定されており、朝に紀伊田辺発2本（平日は天王寺行き2本、休日は和歌山行きと和歌山駅から紀州路快速となる大阪環状線直通京橋行き）、平日の夕方に和歌山発紀伊田辺行き1本の快速列車も運転されている。
この区間は特に和歌山側の利用客が比較的多いこともあり、早朝の和歌山発紀伊田辺行き1本と深夜の紀伊田辺発和歌山行き1本を除き4両編成で運転されている。1992年3月13日までは阪和線からの直通列車を中心に113系の6両編成で運転される列車も存在していた。
2023年8月21日より一部列車においてサイクルトレインが実施されている（事前予約制で1列車3台までの実証実験）。

##### 阪和線との直通運転

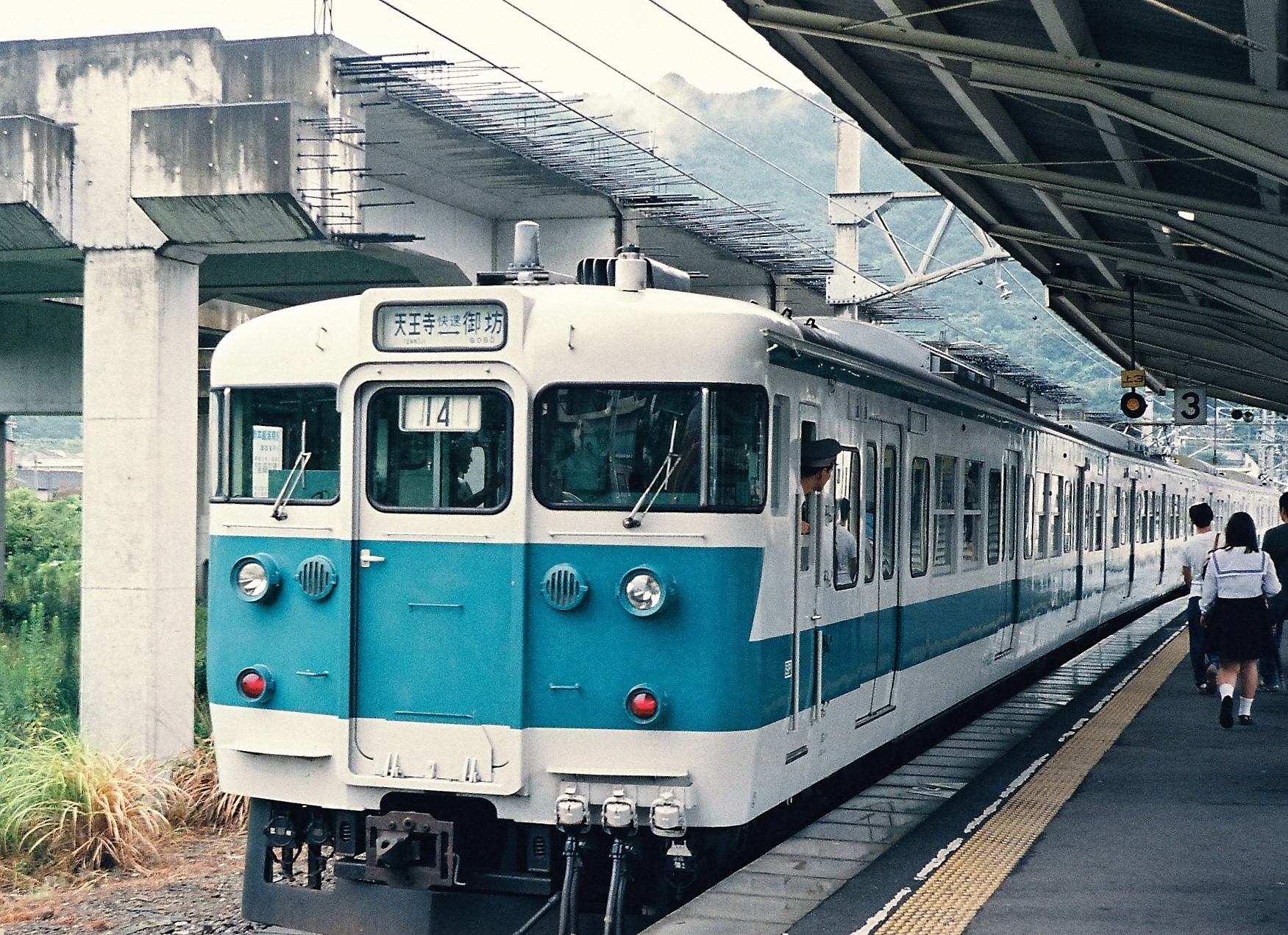
113系電車による阪和線直通天王寺発御坊行き快速列車（海南駅、1992年8月）

紀勢本線の電化後、阪和線の電車（快速の一部および日根野駅発着の各駅停車の一部。紀勢本線内は各駅停車）の乗り入れが開始された。2000年3月10日までは、日中においても天王寺駅 - 御坊駅・紀伊田辺駅間直通運転の快速（紀勢本線内は各駅停車）が設定されており、これらの列車が紀勢本線内の日中の普通運用も兼ねていた。しかしその後、列車の運転区間の短縮や、阪和線直通の快速列車の削減が相次ぎ、日中の直通運転も廃止された。2022年現在では上下とも紀伊田辺駅までの間で朝夜時間帯のみ直通運転が実施されている。
この区間では快速または普通として運転し、和歌山駅で阪和線内の種別に変更することが多いが、種別変更せず阪和線に直通する列車も存在する。
かつては後述する「太公望列車」を含む新大阪始発の快速列車があったが、2018年3月17日のダイヤ改正で新大阪駅からの阪和線・紀勢本線直通の快速列車の運転は廃止され、新大阪駅から阪和線・紀勢本線への直通列車は特急のみとなった。この改正で「太公望列車」を前身とする夜の新大阪発御坊行き最終列車は天王寺発（土休日は京橋発）大阪経由御坊行き（和歌山駅まで紀州路快速）に変更された。2021年3月13日のダイヤ改正で和歌山発となって阪和線からの直通は一旦は廃止されたものの、2022年3月12日ダイヤ改正で平日・土休日ともに大阪環状線一周の天王寺発に改められて復活した。
紀伊田辺駅 - 和歌山駅間の上りの始発列車と下りの最終列車は、2020年3月13日まで阪和線の日根野駅発着で運転されており、阪和線内の日根野駅 - 和歌山駅間も各駅に停車し、113系電車2両編成が運用されていた。この列車は上り・下りとも2020年3月14日のダイヤ改正で、紀伊田辺駅 - 和歌山駅間と和歌山駅 - 日根野駅間の列車に系統が分割され、阪和線と直通しなくなった。

#### 和歌山駅 - 和歌山市駅間
日中は1時間あたり1本運転されている。2010年3月7日までの土曜・休日は2本で運行されていた。この区間では227系電車によるワンマン運転を行っているが、途中駅である紀和駅を含めて全駅ですべてのドアが開閉する。運転士による集札は行われないが、時間帯によってはJR西日本メンテックの契約社員による車内改札が行われることがある。
この区間は「紀和線」とも呼ばれている。正式路線名の紀勢本線と案内されることはなく、車内の乗り換え案内では南海側は「JR和歌山行き」、JR側は「和歌山市方面」、南海が管理する和歌山市駅の案内放送では「紀和・和歌山行き」とそれぞれ案内されている。
この区間では1985年3月13日まで「きのくに」などの南海電気鉄道（南海）難波駅からの直通列車や、新宮方面や和歌山線との直通列車、さらに昔には急行「大和」に併結される東京駅直通の寝台車が運行されていたこともある。また、この路線を使って南海や泉北高速鉄道の新造車両の甲種輸送が行なわれている。和歌山市駅構内の南海本線との渡り線のみ非電化のままである。
2009年には当時の和歌山市長大橋建一が、和歌山電鐵貴志川線内の架線電圧昇圧を行い（2012年実施）、当区間を経由して同線・南海加太線と直通列車を運行する構想があることを明らかにしている。

### 夜行普通列車

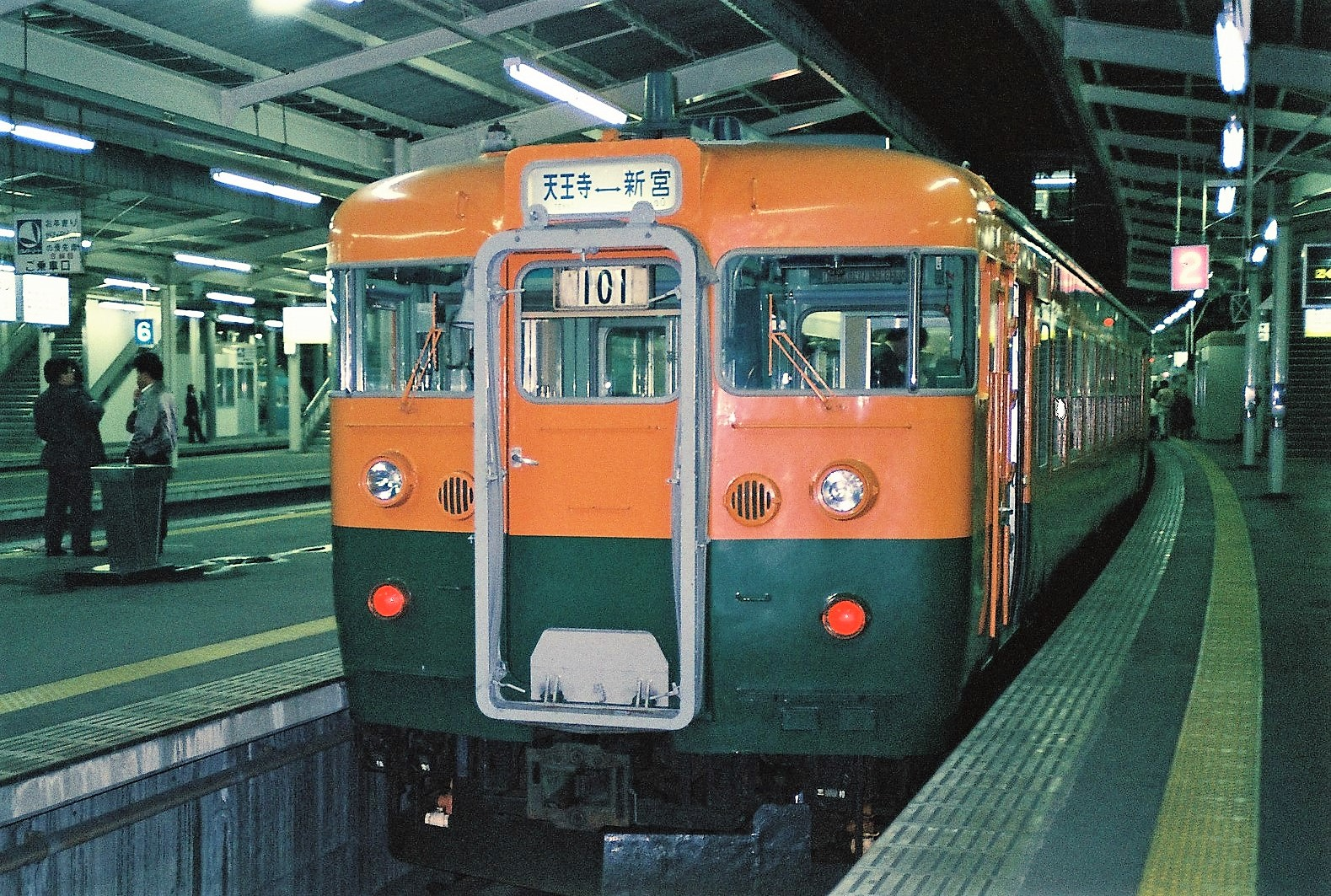
165系電車による天王寺発新宮行き夜行列車（天王寺駅、1988年4月）

2000年9月30日まで大阪地区（天王寺駅、のちに新大阪駅）と新宮駅を結ぶ夜行普通（のちに快速）列車が運行されており、本節ではこの夜行普通列車を主体に述べる。なお、国鉄時代は大阪側・名古屋側双方を発着する準急（のちに急行）の夜行列車もあった。それぞれの沿革は「大阪対南紀直通優等列車沿革」・「紀勢本線新宮駅以東優等列車沿革」を参照。
1959年の紀勢本線の全通前から天王寺駅発着の夜行列車はあり、紀勢本線の全通により天王寺駅 - 名古屋駅間通しで運行される夜行普通列車となった。1972年までは南海電気鉄道も専用客車サハ4801形を保有し、和歌山駅で天王寺駅発着の列車に連結・解放していた。なお、1984年から新宮駅発着に、1986年から天王寺駅発のみの片道に、1990年から種別が快速列車となり、始発駅も新大阪駅に変更された。
1984年1月31日まで寝台車を新宮駅 - 天王寺駅間で連結しており、1974年の指定席発券システム拡充による寝台券発売開始に伴い、「南紀」（のちに「はやたま」）の列車愛称が与えられたが、寝台車連結を終了後は公式の愛称はなくなった。しかし、この列車は沿線で朝釣りをする人達によく利用されていたことから太公望列車とも呼ばれていた。これの増発として臨時快速列車も設定されており、これには指定席が設定されていた兼ね合いで「いそつり」（のちに「きのくに」）の愛称が与えられていた。
その後、1999年10月2日の改正で新大阪発紀伊田辺行きとなり、紀伊田辺駅から新宮駅までは臨時列車として延長運転されていたが、2000年9月30日をもって延長運転は廃止された。この列車は、紀勢本線内は和歌山駅 → 御坊駅間の各駅に停車、御坊駅からは快速運転を行い、印南駅・南部駅に停車していた。2010年3月13日の改正で新大阪発御坊行きとなったことで、紀勢本線内は単なる普通列車となった。

#### 大阪側発着夜行普通列車の年譜
- 1959年（昭和34年）7月15日の紀勢本線全通直前：当時の紀勢西線には、夜行普通列車が運行されていた。この時点では、天王寺発新宮行、天王寺・南海本線難波発新宮行、新鹿発天王寺・南海難波行（ただし難波行の客車は新宮駅から連結）の3本が運行されていた[47]。
- 1959年（昭和34年）7月15日：紀勢本線の全通により、名古屋駅 - 天王寺駅間通しで運行される夜行普通列車が上下とも設定される。上下とも新宮駅 - 東和歌山駅（現・和歌山駅）間で南海難波駅発着の客車を併結する。また従来の天王寺発新宮行夜行列車のうち1本は準急「はやたま」となる[47]。
- 1961年（昭和36年）3月1日：名古屋発天王寺・南海難波行が新宮駅で系統分割され、同時に南海難波行の併結が廃止される。新宮発天王寺行の夜行普通列車は気動車による運行となる。なお天王寺・南海難波発名古屋行は従来通り客車で直通運行[48]。
- 1966年（昭和41年）頃：新宮発天王寺行の夜行普通列車が名古屋発となり、再び客車での運行に変更される[49][50]。
- 1968年（昭和43年）：上下列車とも新宮駅 - 天王寺駅間で二等寝台車（のちのB寝台車）が連結される[注 8]。
- 1972年（昭和47年）3月15日：ダイヤ改正（1972年3月15日国鉄ダイヤ改正）により、南海難波始発の客車が廃止される。和歌山市始発の運転（和歌山で名古屋行きに併結）は継続。
- 1974年（昭和49年）：指定席発券システム拡充による寝台券発売開始に伴い、寝台車を連結した夜行普通列車に「南紀」の名称が与えられる。「南紀」天王寺駅　1978年

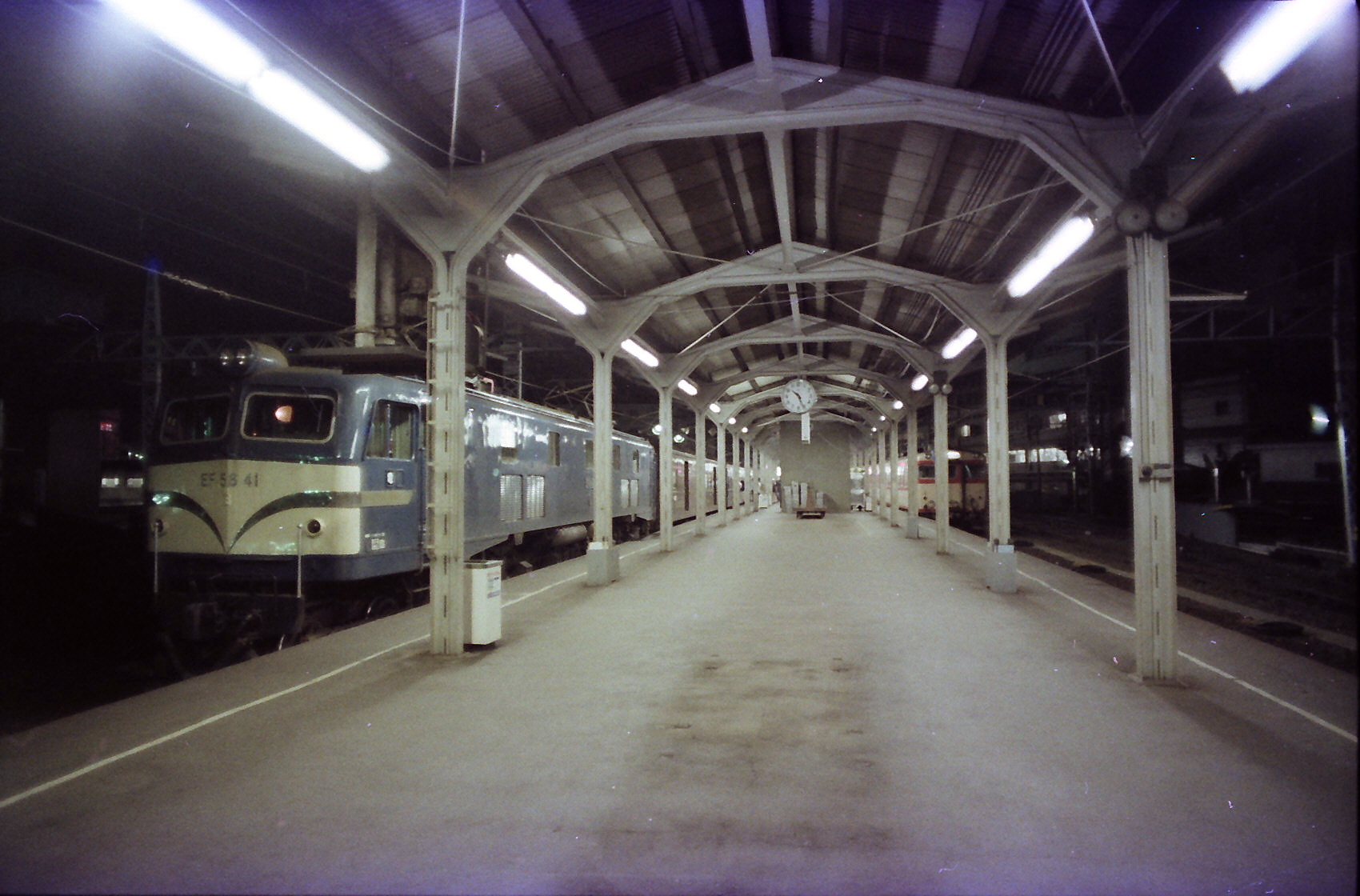
「南紀」天王寺駅　1978年

- 1978年（昭和53年）10月2日：「南紀」の列車名を名古屋駅 - 紀伊勝浦駅間の特急列車の名称に使用するため、夜行普通列車の名称が「はやたま」に変更。
- 1982年（昭和57年）5月17日：「はやたま」の運転区間が名古屋駅 - 天王寺駅から亀山駅 - 天王寺駅に短縮。
- 1984年（昭和59年）2月1日：寝台車の連結廃止。これに伴い、「はやたま」の名称使用も終了する。また、運転区間も天王寺駅 - 新宮駅間に変更される。同時に実施された急行「きのくに」の夜行列車廃止に伴い、座席車は非冷房の旧形客車から冷房付きの12系客車に変更。和歌山市始発の客車は廃止。
- 1986年（昭和61年）11月1日：夜行列車の新宮発列車の運転を終了し天王寺発のみの片道列車となる。またこの時点で客車による運行から急行形電車165系による運行となる。
- 1990年（平成2年）3月10日：夜行列車が新大阪発に変更され、列車種別を普通から快速に変更。それまでは天王寺駅から和歌山駅まで途中無停車運行であったものを阪和線内で快速停車駅に停車することになり、ホーム上での案内も普通列車ではなく「快速・新宮行き」として案内されるようになった[注 9]。
- 1999年（平成11年）10月2日：定期列車としての新大阪発新宮行き普通夜行列車の運転終了。
  - 列車自体はすでに紀伊田辺駅までの最終列車であったため、新大阪駅 → 紀伊田辺駅間は存続。臨時列車として紀伊田辺駅 → 新宮駅間で延長運転される。
- 2000年（平成12年）10月1日：紀伊田辺駅 → 新宮駅間の延長運転が廃止され、臨時列車としての"太公望列車"も廃止[45]。
- 2002年（平成14年）3月23日：この日未明の紀伊田辺駅到着分をもって165系での運行を終了、同日に新大阪を出発する列車から221系による運行となる。
- 2010年（平成22年）3月13日：御坊駅から紀伊田辺駅までの運転を取りやめ、新大阪発御坊行きに運転区間を短縮。終着駅到着が最も遅い列車ではなくなる。

以後の運行状況は「#阪和線との直通運転」を参照。

### 臨時列車
JR東海では、2010年秋から毎年、春・夏・秋に臨時快速「熊野古道伊勢路号」を多気駅 - 熊野市駅間で運転しているほか、毎年8月17日に行われる熊野大花火大会の開催日と翌日の未明に特急「南紀」の臨時便や臨時快速、普通列車を熊野市駅 - 名古屋駅・津駅・亀山駅・多気駅・伊勢市駅（多気駅より参宮線へ乗り入れ）・紀伊長島駅・新宮駅（きのくに線でも新宮駅 - 紀伊勝浦駅・串本駅行きの臨時列車を運行し接続）の各区間で運転している。なお、2011年までは津駅・伊勢市駅 - 熊野市駅間に臨時急行「熊野市花火」が運転されていた。
JR西日本では、大型時刻表には掲載されないが、和歌山港まつりや紀文まつりなど、夏の花火大会にあわせて臨時普通列車を運行することがある。過去には、ジョイフルトレインを活用し、1999年4月29日から9月19日にかけて行われた南紀熊野体験博にあわせて「きのくにシーサイド」が運転されていたほか、ホリデー号やレジャー号、「ぶらり海南号」「紀三井寺桜まいり号」「熊野古道ハイキング号」「紀州歴史物語号」などの臨時列車が運転されていた。
2016年10月には、「紀の国トレイナート号」が運行された。

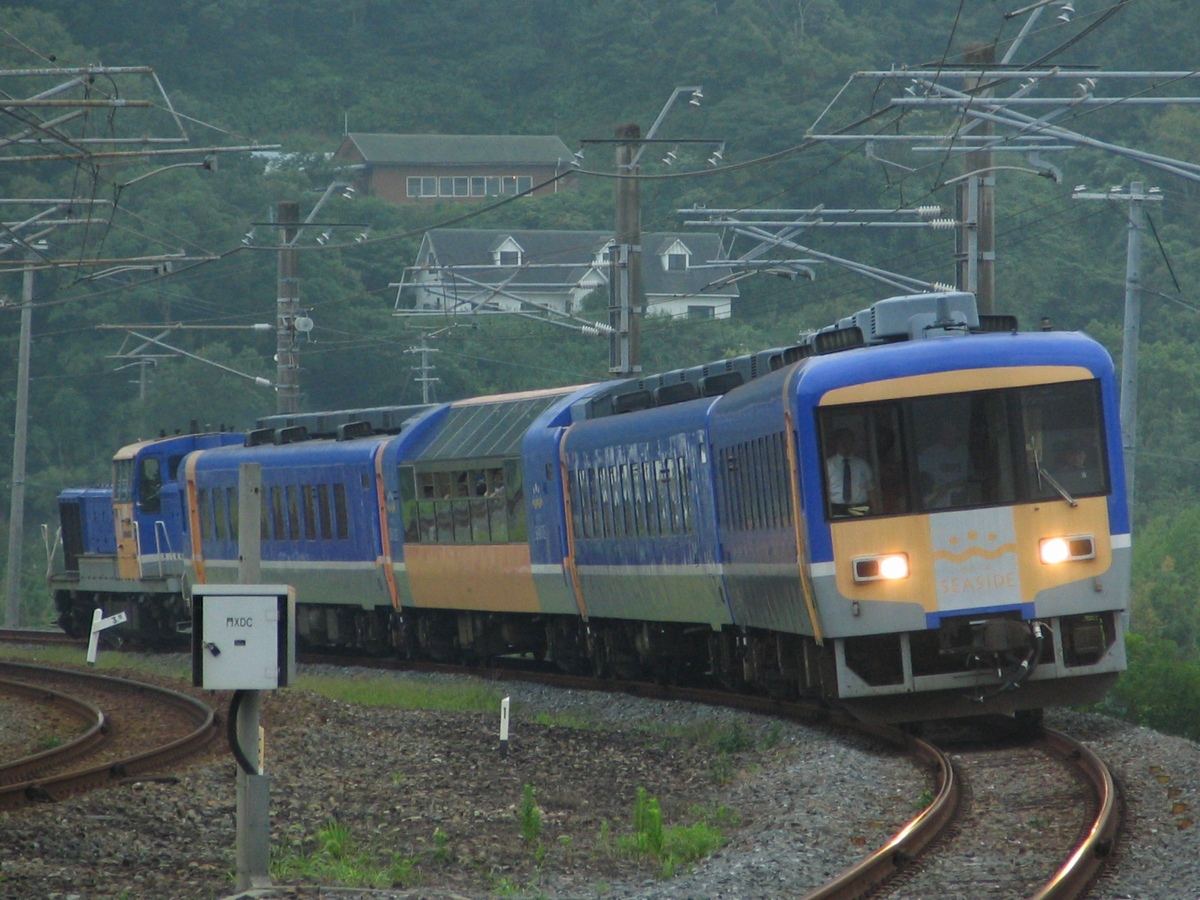
きのくにシーサイド

### 貨物列車
国鉄時代は、末期を除き全線で貨物輸送が行われており、1972年3月の時点では、周参見駅以東発着貨物は亀山経由で、朝来駅以西発着貨物は和歌山操車場経由で、それぞれ輸送されていた。おもな輸送品目としては、沿線各地域産出の農水産品、林産品のほか、新宮市周辺地域の製紙工場の紙製品や、初島町・下津町の製油所の石油製品の輸送もあった。
国鉄時代末期の合理化により、当線の定期貨物列車の運行は製紙工場関連の貨物輸送のみとなり、1987年（昭和62年）の日本貨物鉄道（JR貨物）発足時点では、定期貨物列車は稲沢駅 - 亀山駅 - 鵜殿駅 - 紀伊佐野駅間で運行されていた。列車の編成は、DD51形ディーゼル機関車2両（重連運転）とワム80000形有蓋車20両前後（6両は紀伊佐野発着、残りは鵜殿発着）、タキ5450形タンク車数両で、最後尾にはヨ8000形車掌車が1両連結されていた。荷主は、鵜殿駅が紀州製紙、紀伊佐野駅が巴川製紙所で、いずれも駅と工場の間は専用線で接続していた。
1994年9月にワム80000形による輸送が廃止され、これに代わりコキ100系コンテナ車で組成された高速貨物列車の運行が開始された。コンテナ車は鵜殿発着車6両、紀伊佐野発着車3両が連結されたが、1995年に巴川製紙所の工場閉鎖に伴い紀伊佐野発着車の連結は廃止され、以後は鵜殿発着車が8両に増強された。鵜殿駅・紀伊佐野駅ともコンテナ積降設備がないため、コンテナ車は基本的に5tコンテナを5個すべて積載していた。2000年8月には車掌車の連結、2002年（平成14年）3月のダイヤ改正ではタンク車の連結が廃止され、列車の編成はDD51形2両とコンテナ車7両となったが、2008年4月1日からDD51形の重連運転は廃止され、単機による牽引に替わった。なお、ダイヤ改正日の3月15日から完全に単機運転に切り替わるまでの間は、コンテナ車6両とDD51形2両の重連で運転されていた。また、運行経路も、2008年3月15日のダイヤ改正からは伊勢鉄道線経由となった。
以後、2013年3月15日までは、高速貨物列車の運行は稲沢駅 - 河原田駅 -（伊勢鉄道線経由）- 津駅 - 鵜殿駅間の1日1往復運行となっていた。牽引機はDD51形ディーゼル機関車、貨車はコキ100系コンテナ車7両編成である。荷主も再編され、北越紀州製紙となっていた。
このほか、2016年4月1日の貨物営業廃止までは、ダイヘン多気工場から変圧器を輸送するため、多気駅からの特大貨物列車（伊勢鉄道線経由）が臨時で運転されていた。

## 台風による被害
この路線は全通後間もない1959年9月26日の伊勢湾台風をはじめとして、何度か台風により長期不通などの被害がもたらされている。

### 2011年台風12号の被害と状況
2011年9月3日に日本に上陸した台風12号は紀伊半島を中心に大雨をもたらし、河川氾濫や土砂崩れが発生するなど大きな被害がでた。紀勢本線で受けた主な被害は以下の通り。
- 紀伊天満駅 - 那智駅間の那智川橋梁が那智川の増水により一部流失[28]
- 熊野市駅構内の井戸川橋梁が増水により一部流失
- 下里駅 - 紀伊浦神駅間の江川橋梁で、土砂流出
- 周参見駅 - 紀伊日置駅間の第3太間川橋梁で橋脚の土台周辺の土砂が流出

この被害で熊野市駅 - 白浜駅間の約120kmが一時不通になり、バス代行輸送が紀伊田辺駅 - 新宮駅間で9月6日から、熊野市駅 - 新宮駅間で9月7日から行われた。
不通区間のうち、串本駅 - 白浜駅間は同年9月17日、紀伊勝浦駅 - 串本駅間は同年9月26日に運転を再開した。熊野市駅 - 新宮駅間については、井戸川橋梁と新宮駅構内の信号設備の復旧にあわせ、2011年10月11日から運転を再開した。
新宮駅 - 紀伊勝浦駅間については和歌山県が河川改修を検討し、復旧工事をする場合はその川幅にあわせて工事をしなければならないためJR西日本は年内の復旧は難しいとしていたが、和歌山県は橋梁部の河川の拡幅をしないことを決定し、これを受けてJR西日本は残った鉄橋で復旧を進めることになった。2011年9月26日から復旧工事が始まり、同年12月3日に運転を再開した。
一部区間の運転再開後も、白浜駅に留置されていた特急車両283系6両1本の床下機器が冠水して故障し、また、那智川橋梁が流失したため新宮駅に381系（スーパーくろしお編成）6両編成2本、283系6両1本が取り残され、車両が不足していることから、283系は11月12日から13日にかけて、381系は同月13日から14日にかけてと、同月19日から20日にかけて、名古屋駅経由で京都総合運転所まで甲種輸送された。鵜殿駅 - 新宮駅間はすでにJR貨物の第2種鉄道事業が廃止されているが、JR東海の協力により搬出が実現した。このほか新宮駅では、普通列車用の車両105系5本と特急車両キハ85系4両編成2本、検測車キヤ95系3両編成1本が取り残された。紀伊田辺駅 - 紀伊勝浦駅間で普通列車に必要な車両が不足していることから、113系の4両編成や2両編成の2000番台などを急遽車掌乗務で運転した。

### 2015年の台風被害
2015年7月17日に日本に上陸した台風11号は四国全域・紀伊半島を中心に大雨をもたらし、熊野川の氾濫や土砂崩れが発生するなど再び大きな被害がでた。紀勢本線で受けた主な被害は以下の通り。
- 紀伊由良駅 - 広川ビーチ駅間、土砂崩壊
- 湯浅駅 - 藤並駅間、トンネル内にて水漏れ
- 新宮駅 - 三輪崎駅間、路盤陥没

被害状況の確認と復旧作業を行い、御坊駅 - 箕島駅間以外は7月18日までに運転を再開したが、御坊駅 - 箕島駅間は列車の運休が続き、バスによる代行輸送が実施された。この影響により、京都駅・新大阪駅 - 白浜駅・新宮駅を結ぶ特急「くろしお」はすべて運転を休止を余儀なくされる。代替処置として、20日から新大阪駅 - 和歌山駅・海南駅間に臨時列車扱いの特急「くろしお」を運行した。一方普通列車は、和歌山方面からの列車は箕島駅で、紀伊田辺方面からの列車は御坊駅での折り返し運転をそれぞれ実施した。
当初復旧時期については未定とされていたが、夏休みの行楽シーズンに入ったことに加え、バス代行では朝・夕時間帯の田辺市・御坊市から海南市内や和歌山市内への通勤・通学需要に対応しきれていない状況であった。JR西日本和歌山支社は記者会見にて復旧作業の進捗状況を見た上で、運転再開時期を2015年7月末頃を目途とした。その後、予定より早く作業が進んだことから2015年7月25日に踏切・信号機器の作動状態確認の試運転列車を走らせ、同日限りで御坊駅 - 箕島駅間のバス代行を終了し、翌26日の始発より全線での運転を再開し通常ダイヤに戻された。
その後日本列島に接近した台風16号の高波により、再度新宮駅 - 三輪崎駅間で路盤流出が発生し、8月22日から9月1日まで紀伊勝浦駅 - 新宮駅間で運行を見合わせ、バスによるピストン輸送を行った。

## 使用車両

### 現在の使用車両

#### JR東海
全列車、気動車で運転されている。
- HC85系（名古屋車両区）
  - 2023年7月1日から特急「南紀」として津駅 - 紀伊勝浦駅間で運用されている[92]。
- キハ75形（名古屋車両区・美濃太田車両区）
  - 快速「みえ」として津駅 - 多気駅間で運用されている。
- キハ25形（名古屋車両区）
  - 2015年8月1日より投入[93][94][95]。亀山駅 - 新宮駅間で運用されている。

紀勢本線・参宮線で使用される車両（キハ85系・キハ75形・キハ25形を除く。HC85系は当時存在しない）は伊勢市駅構内の伊勢車両区に配置されていたが、同区は2016年3月限りで廃止され、名古屋車両区に統合された。

#### JR西日本
289系を除く全列車が、吹田総合車両所の日根野支所に配置されている電車で運転されている。全てVVVFインバータ制御の車両である。
- 283系・287系・289系
  - 特急「くろしお」として和歌山駅 - 新宮駅間で運用されている[98]。
- 223系
  - 0・2500番台が紀伊田辺駅 - 和歌山駅間（紀伊田辺駅 - 御坊駅間は朝夕のみ）で運用されている[99]。
- 225系
  - 5000・5100番台が紀伊田辺駅 - 和歌山駅間（紀伊田辺駅 - 御坊駅間は朝夕のみ）で運用されている。113系・117系・221系の一部の運用を置き換えて2010年12月1日より運用を開始した。
- 227系1000番台
  - 新宮駅 - 和歌山市駅間で運用されており、御坊駅 - 和歌山駅間は全ての列車が本系式を2本繋いだ4両編成で運用される。2019年3月16日より117系の運用を置き換えて紀伊田辺駅 - 和歌山駅間で、同年6月1日より105系4扉車の運用を置き換えて和歌山駅 - 和歌山市駅間で、運用を開始した。2021年3月13日より新宮駅 - 紀伊田辺駅間でも運行を開始した[12]。2019年3月16日から2021年3月12日まではドアが通年半自動扱いだった。

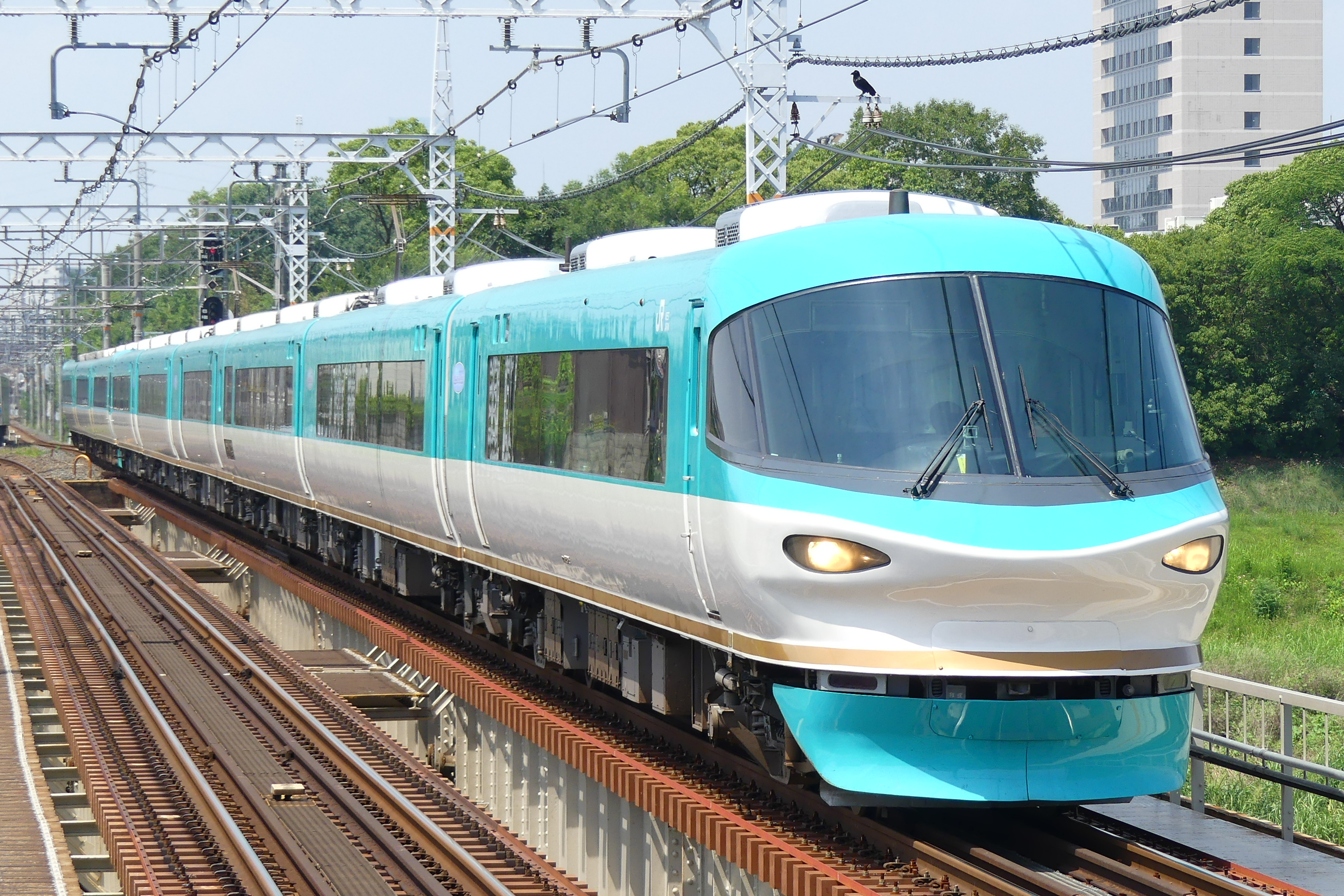
283系「くろしお」
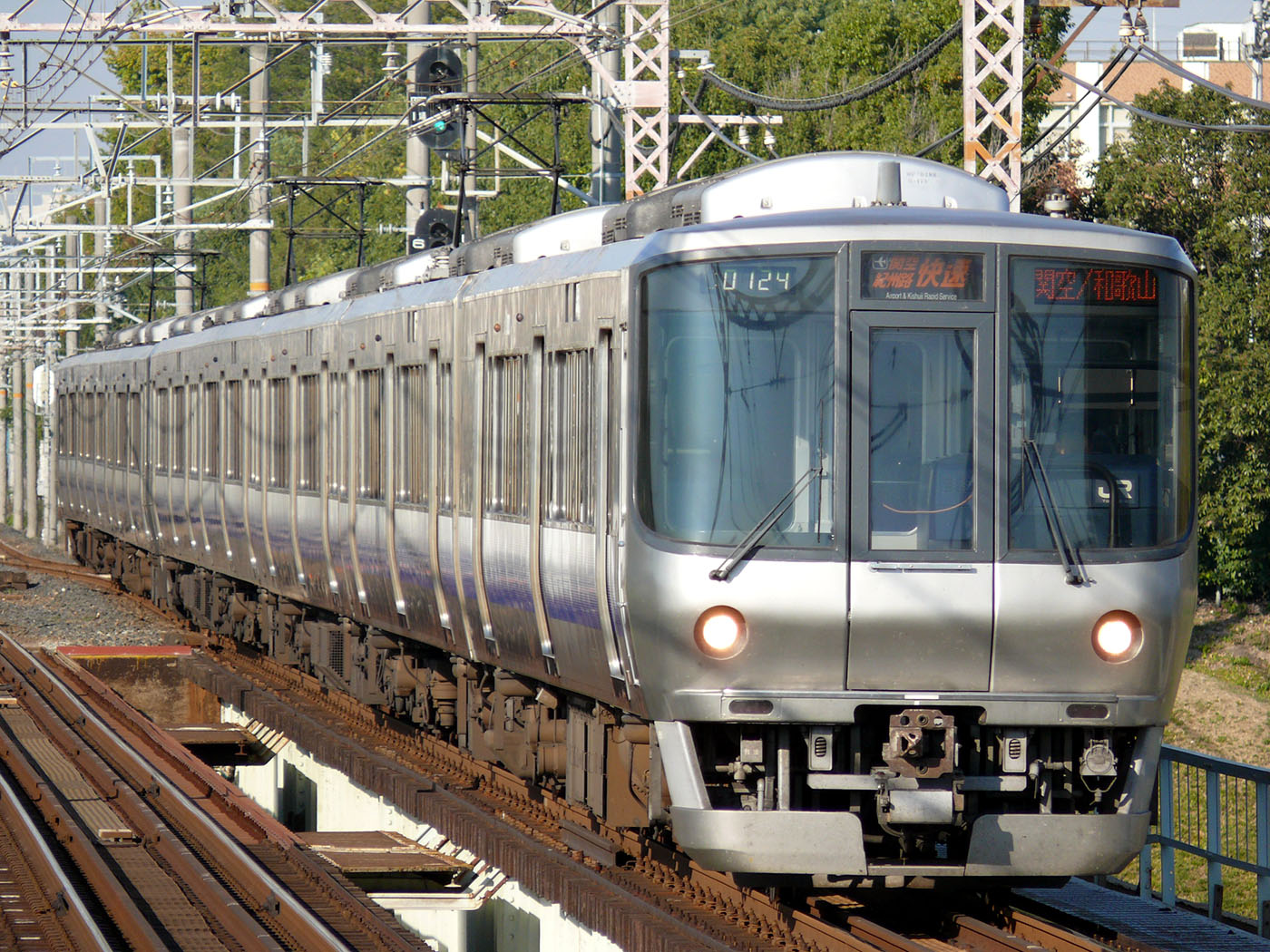
223系0番台
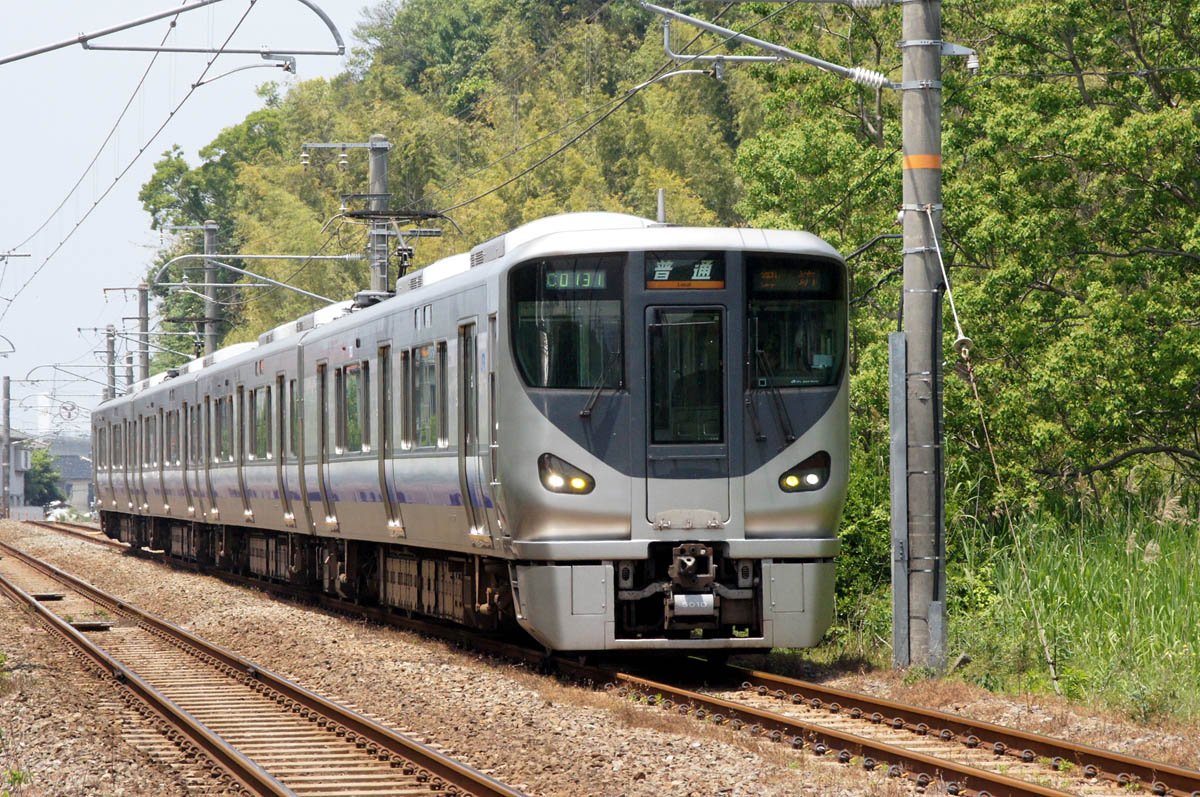
225系5000番台
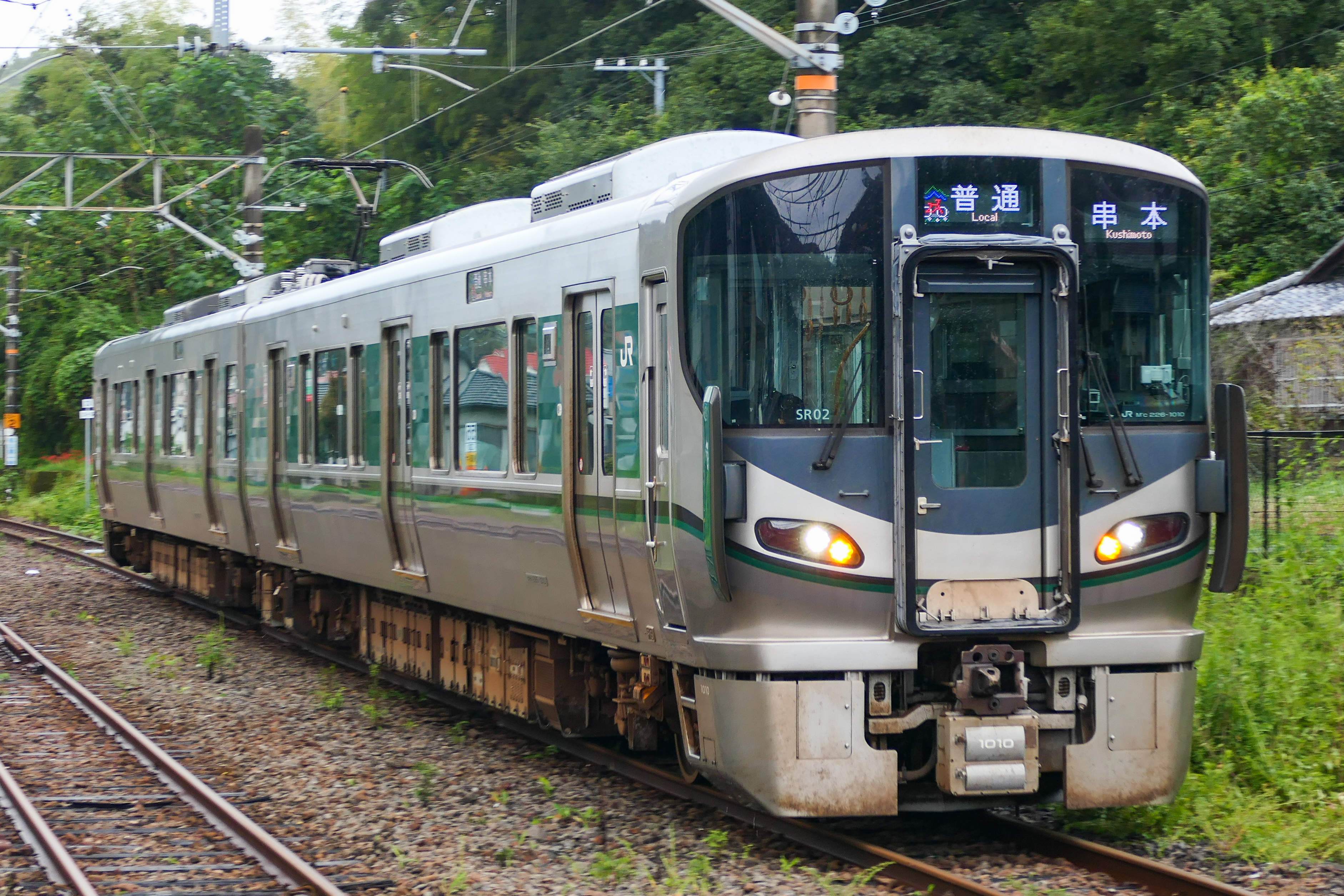
227系1000番台

#### 貨物列車
運行形態の「貨物列車」の節を参照。なおディーゼル機関車DD51形はかつて旅客列車の牽引にも用いられた。

### 過去の使用車両

#### 気動車
- キハ10系
- キハ20系
- キハ30系
  - 長距離運用にも用いられる関係からキハ10系やキハ20系などクロスシート車との併結で運用されたが、末期には本形式のみでの長編成運用があった。
- キハ40系
- キハ45系
- キハ55系
- キハ58系
- キハ65形
- キハ81・82系
  - キハ81は特急「くろしお」、キハ82は特急「くろしお」「南紀」で運用。キハ81・82の両形式とも特急運用で最後の定期運用路線となった。
- キハ5501・5551形（南海直通列車・南海電気鉄道保有）
- キハ58（有田鉄道直通列車・有田鉄道保有）
- キハ11形
  - 参宮線直通などの短距離列車には主に0番台や100番台、紀勢本線多気以南発着などの長距離列車にはトイレのある300番台とトイレのない他番台の車両が組み合わされて運用されていた。
- キハ85系
  - 特急「南紀」として津駅 - 紀伊勝浦駅間で運用されていた。

#### 電車
- 103系
  - 海南駅 - 和歌山駅間で、平日ダイヤのみ運用されていた。1994年6月1日から1999年5月9日までは周参見駅 - 海南駅間でも運用されていた[100]。また、臨時ではあるが、森ノ宮電車区所属のUSJラッピング車が2001年に和歌山駅 - 新宮駅間で運転された事がある。
  - 紀勢本線への乗り入れ開始当初、日根野電車区の103系にはATS-SWを設置しておらず紀勢本線を走行不可能な編成が存在したため、ATS-SWを設置した車両は先頭部に白帯（関西本線の警戒色に類似する）を巻いて区別していた。その後、日根野電車区の103系全車にATS-SWが設置されたため白帯は撤去された。
- 105系
  - 2019年5月31日までは、改造車の4扉車が和歌山駅 - 和歌山市駅間で運用されていた。
  - 2021年3月12日までは、新宮駅 - 紀伊田辺駅間（平日の一部は南部駅まで[39]）で新造車の3扉車が運用されていたほか、新造車グループの検査代走用として元和歌山線用の4扉車も使用されていた[101]。
- 113系
  - 2両編成の2000番台のみが紀伊田辺駅 - 和歌山駅間で運用されており、御坊駅 - 和歌山駅間は早朝の上りと深夜の下りの各1本のみ運用されていた。2011年12月10日までは、4両編成も周参見駅 - 和歌山駅間（周参見駅 - 紀伊田辺駅間は下り列車のみ）で運用されていた[102]。2020年3月14日のダイヤ改正で運用を終了した[9]。
- 165系
  - 定期列車として原色（いわゆる制式色）を用いた最後の運用路線で、2002年3月22日で定期運用が終了した[103]。
- 117系
  - 2002年3月に投入され、紀伊田辺駅 - 和歌山駅間で運用されていたが、227系による置き換えにより、2019年3月15日で定期運用が終了した。
- 221系
  - JR西日本奈良電車区の車両が使用されていたが、225系5000番台投入に伴い、運用が終了した。
- 485系
  - 1985年3月に投入されたが、1986年11月のダイヤ改正で、福知山線の全線電化に伴いそちらに転用され、当路線の特急運用は381系に、普通運用は165系にそれぞれ置き換えられた。
- 381系
  - 1978年10月投入。特急「くろしお」で運用されたが、2015年10月30日をもって運用を終了した[104][105]。

#### 客車
- 50系
- 12系
  - 1986年11月のダイヤ改正で、165系電車に置き換えられた。
- 14系
  - 特急運用は寝台特急「紀伊」のみ。座席車の定期運用は無かったが臨時急行「きのくに」での実績はある。
- 10系
- オハ35系
- スハ43系
- サハ4801形（南海直通列車・南海電気鉄道保有）

#### 電気機関車
- EF60形
- EF58形
- EF15形
- ED60形

#### ディーゼル機関車
- DF50形
- DD13形
- DD51形
- DE10形

#### 蒸気機関車
- C57形
- C58形
- D51形
- D60形

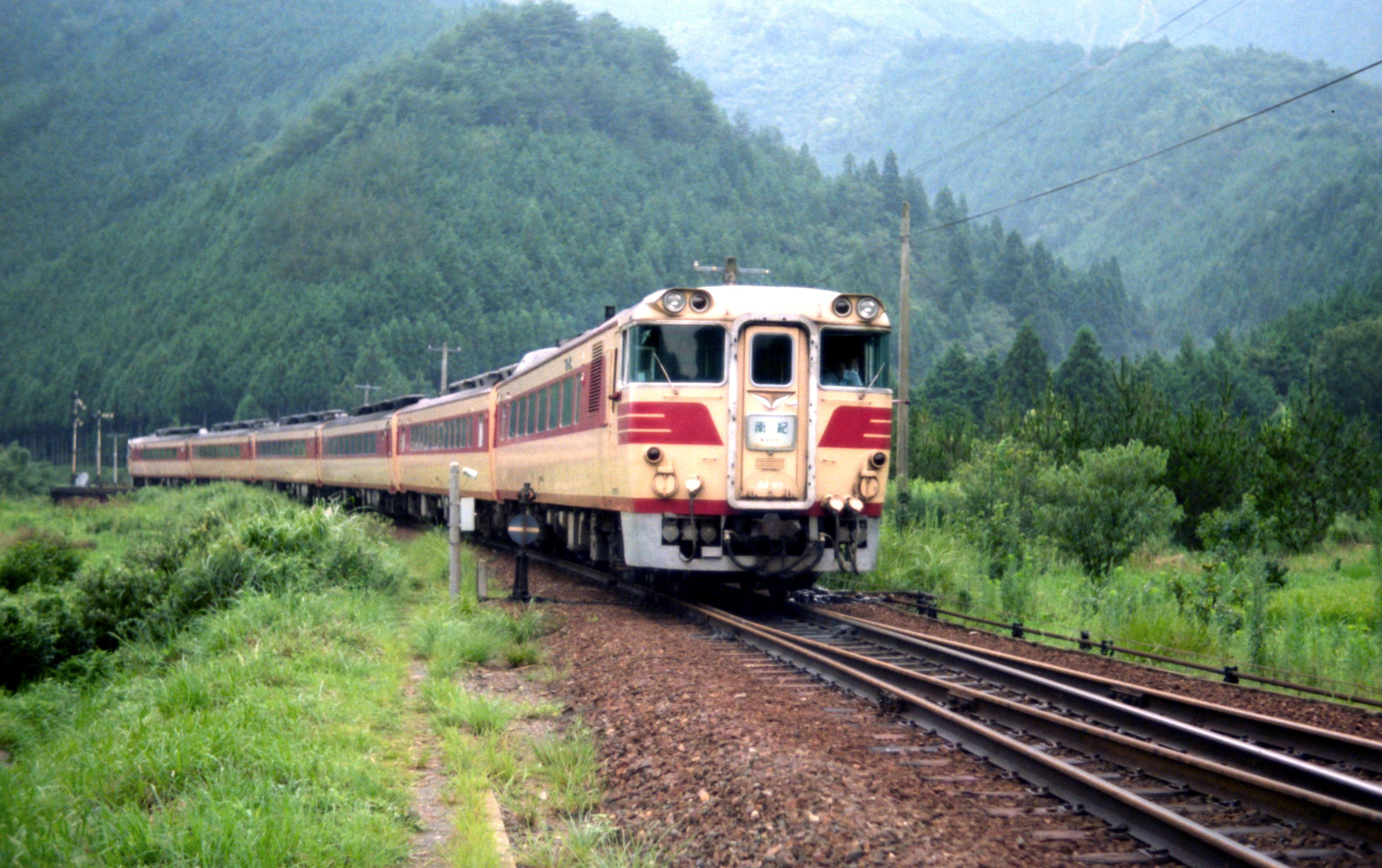
キハ82系
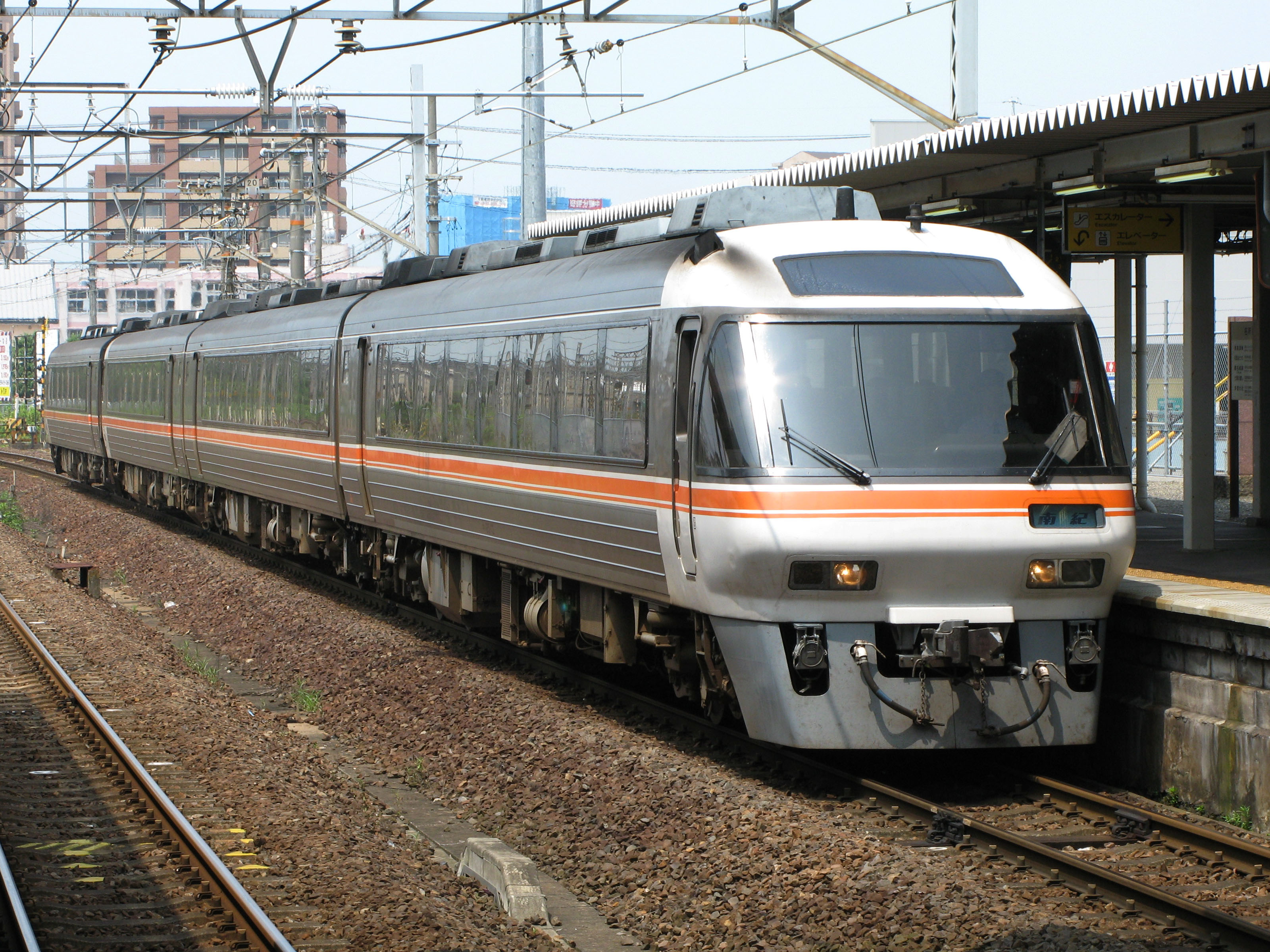
キハ85系「南紀」
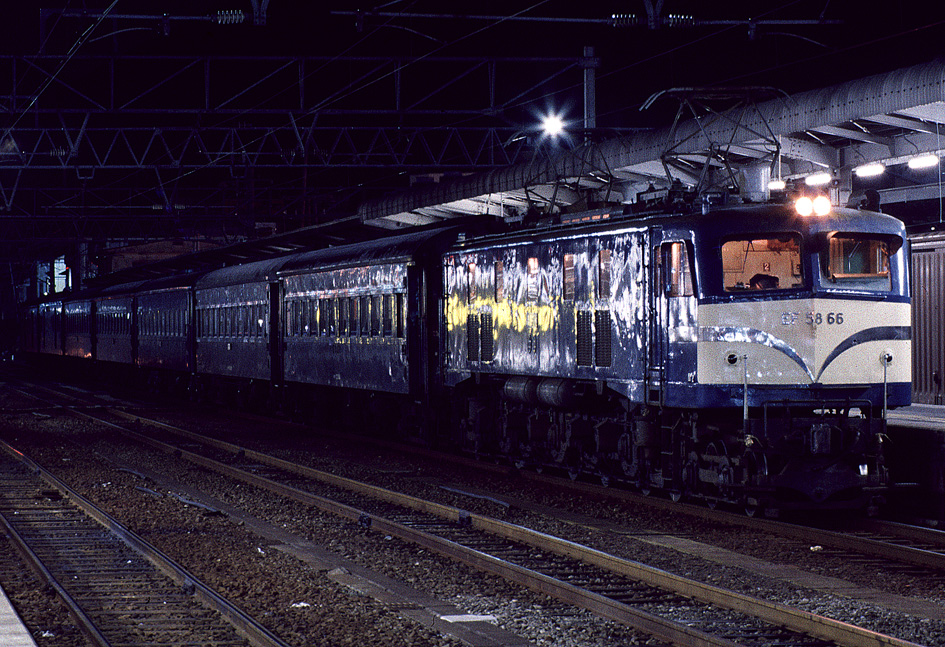
EF58牽引の普通列車
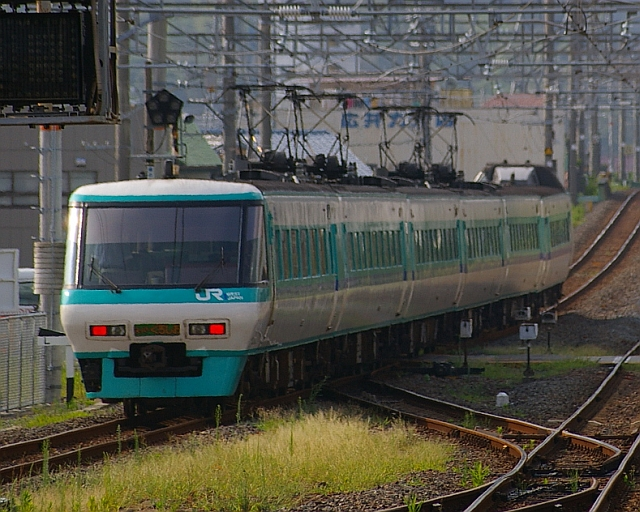
381系「くろしお」
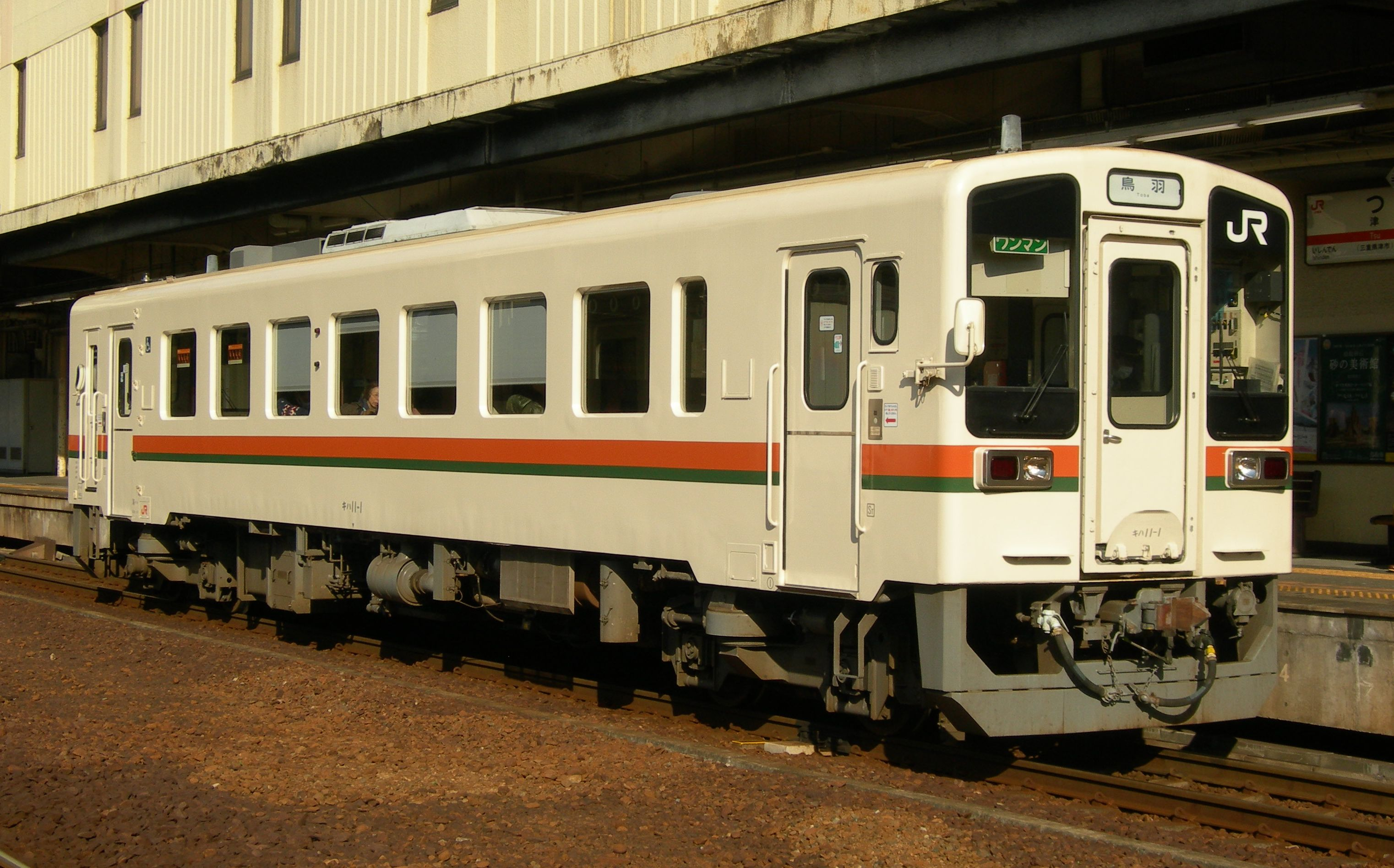
キハ11形
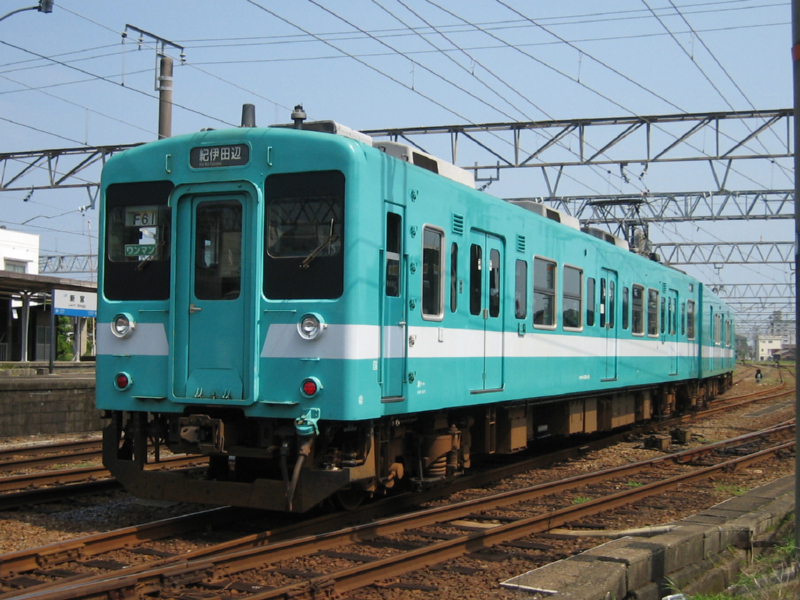
105系 新和歌山色
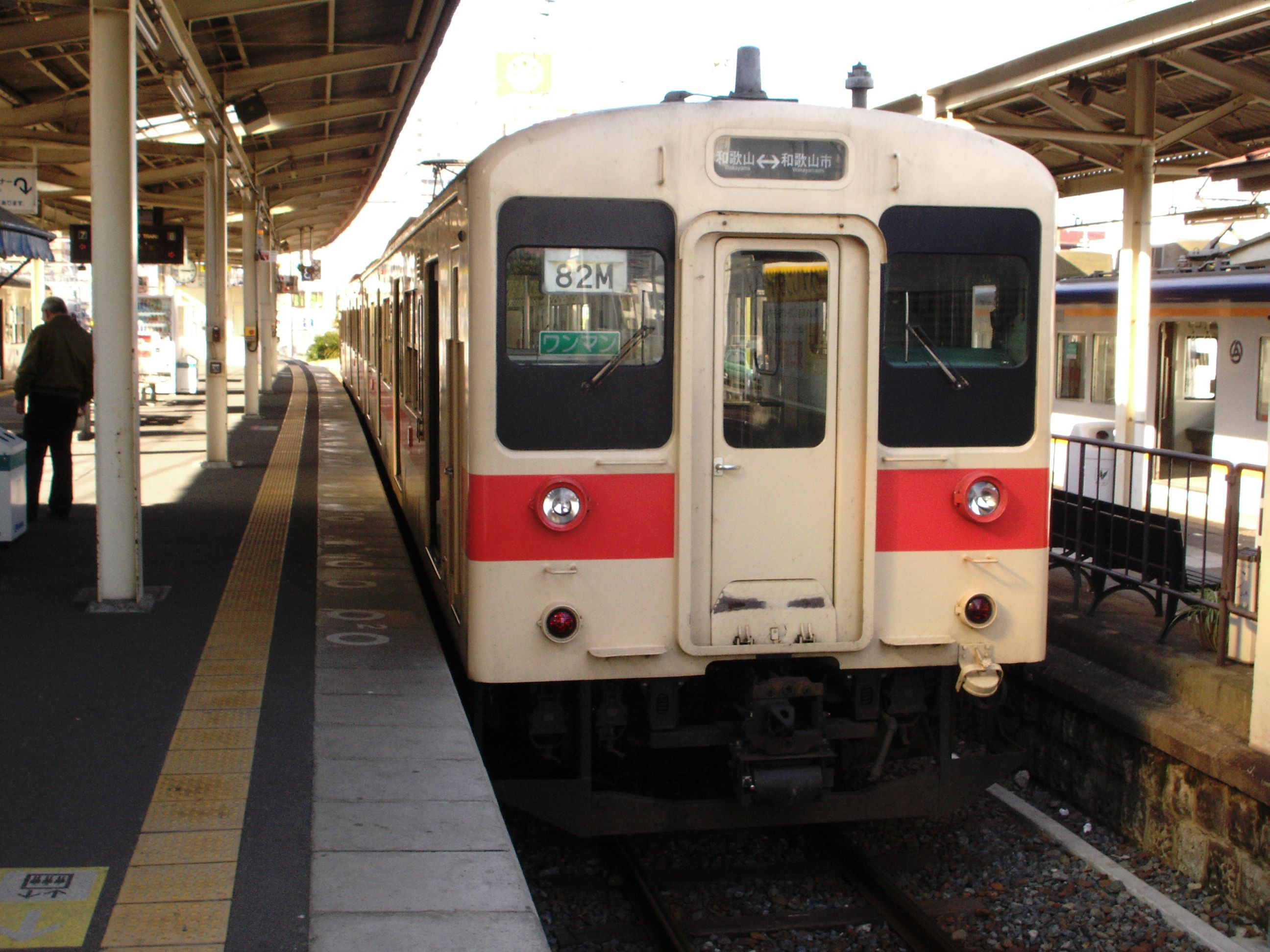
105系
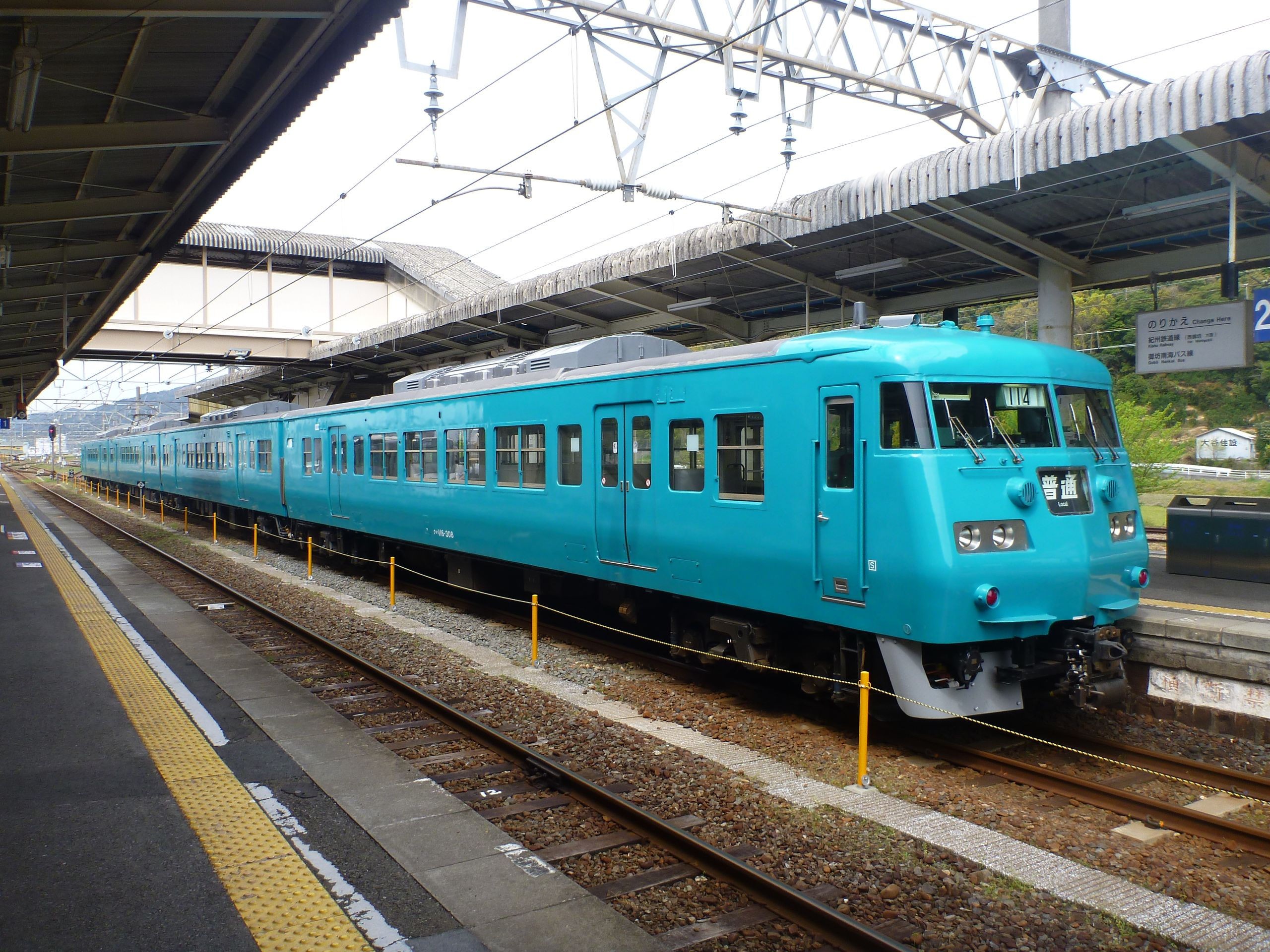
117系
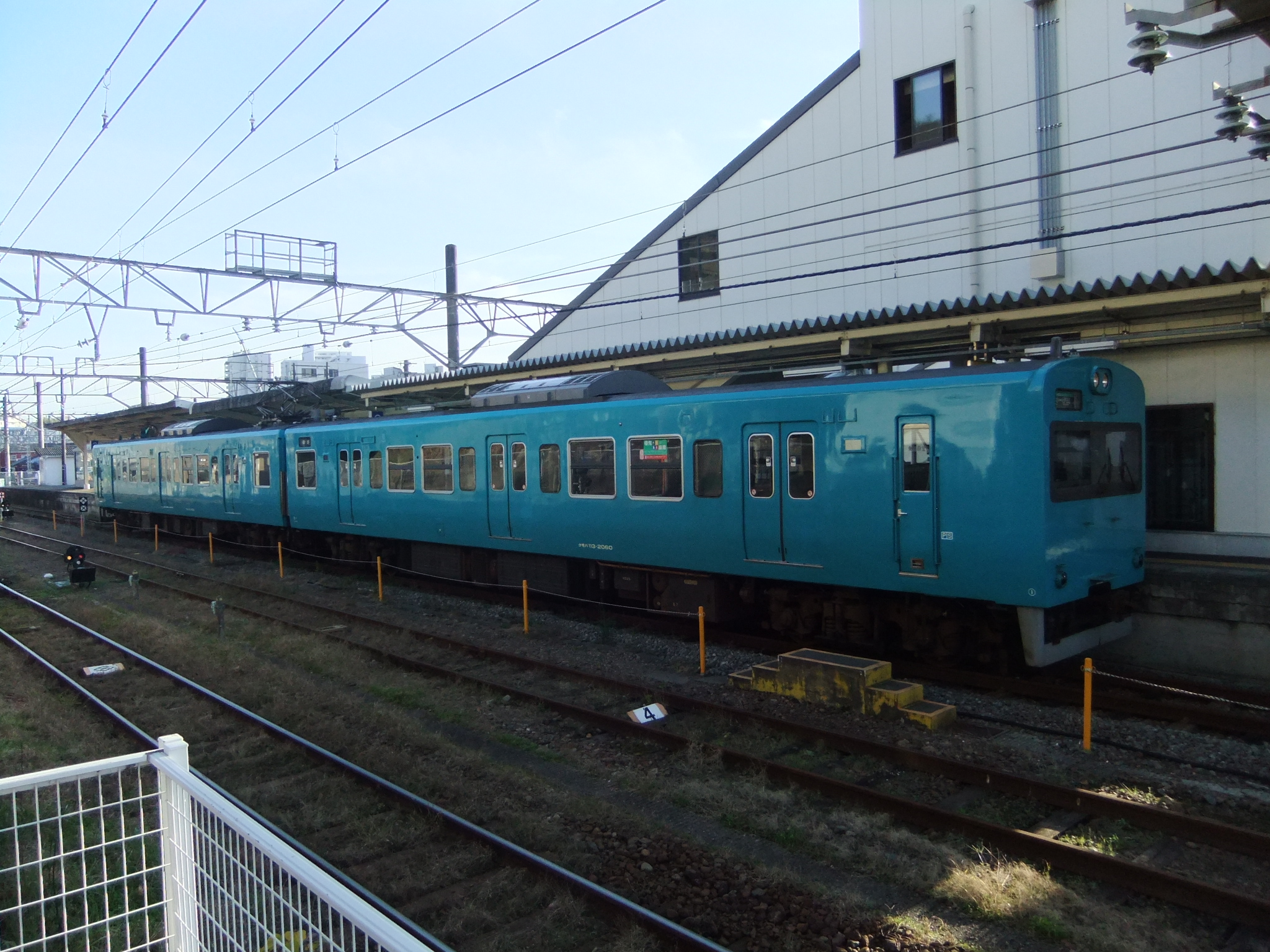
113系2000番台 地域統一色

### 普通列車のトイレ問題
新宮駅 - 紀伊田辺駅間では、長い間165系が使用されていたが、165系の老朽化のため1999年10月のダイヤ改正から105系に置き換えられた。しかしこの105系はトイレのない4扉の通勤電車であり、この置き換えと合わせてトイレ対策として特急待ちで停車時間が長い串本・周参見の両駅でホーム上の列車の停車位置に近い場所にトイレを設置する工事が行われたが、それでもこのような車両を観光地であり駅間距離の長い当区間で運行することは沿線の自治体や地元から大きな問題として取り上げられ、和歌山県や沿線の自治体で構成されている紀勢本線活性化促進協議会がJR西日本に対して要望を行った。
この要望を受けてJR西日本は、「マリンライナー」で使用されていた213系の転用により捻出された岡山地区の3扉ロングシートの105系を、トイレ設置を含めたリニューアル工事を施工した上で紀勢本線に転用し、2004年10月25日から運用を開始、2004年度内に5編成すべてにトイレが設置された。トイレの設置にあたっては、5編成分の改造費など6,500万円のうち、和歌山県と紀勢本線活性化促進協議会が1,000万円ずつ負担している。
2019年に投入された227系1000番台は最初からトイレ付きであり、一応トイレ問題は解決されている。たが、既に利用客が減少続きだったため列車本数自体はこの当時よりもさらに減り、普通列車の利便性全体としてはさらに低下が進みつつある。

## 歴史
前述のとおり亀山駅 - 和歌山市駅間が全通したのは幹線路線としては最も遅い部類に入る1959年であり、それまでは亀山駅 - 多気駅間が参宮線、和歌山駅（初代：現在の紀和駅） - 和歌山市駅間が和歌山線のそれぞれ一部、残る多気駅 - 和歌山駅（初代）間が紀勢東線・中線・西線の3線に分かれて存在していた。
亀山駅 - 多気駅間は、最も早く開業した区間である。関西鉄道が津支線として1891年に亀山駅 - 津駅間を開業させ、これを延伸する形で参宮鉄道が1893年に津駅 - 相可口駅（現在の多気駅） - 宮川駅間を開業させた。両社は1907年に国有化され亀山駅 - 多気駅間は参宮線の一部となった。
多気駅 - 三木里駅間は紀勢東線として開業した。尾鷲駅までは戦前の1934年に開業したが、三木里駅まで開業したのは戦後の1958年である。
新宮駅 - 串本駅間は紀勢中線として開業した。うち、新宮駅 - 紀伊勝浦駅間は地元産木材を大型船で台湾方面へ輸送するため、新宮から大型船が入港可能な勝浦に運ぶ目的で新宮鉄道（初代社長は津田長四郎）が1912年から1913年にかけて開業させたものを1934年に国有化したものである。
新鹿駅 - 新宮駅間、串本駅 - 和歌山駅 - 紀和駅間は紀勢西線として開業した。1940年に串本駅 - 江住駅間と紀伊木本駅（現在の熊野市駅） - 新宮駅間が開業し、紀勢中線を編入して紀伊木本駅 - 和歌山駅（現在の紀和駅）間が紀勢西線となった。戦後の1956年には新鹿駅 - 紀伊木本駅間が開業した。
1959年に三木里駅 - 新鹿駅間が開業し、紀勢本線が全通した。この時、参宮線の亀山駅 - 多気駅間を編入し、亀山駅 - 和歌山駅（現在の紀和駅）間が紀勢本線となった。1972年には和歌山線の紀和駅 - 和歌山市駅間が編入され現在の区間となった。

### 年表
以下の年表にて南海連絡点・紀和連絡点・国社分界点・両社分界点・南海電鉄分界点は同一地点を指す（亀山駅起点383.2km、和歌山市駅から1.0km）。

#### 全通まで

##### 関西鉄道・参宮鉄道→参宮線（亀山駅 - 多気駅間）
- 1891年（明治24年）

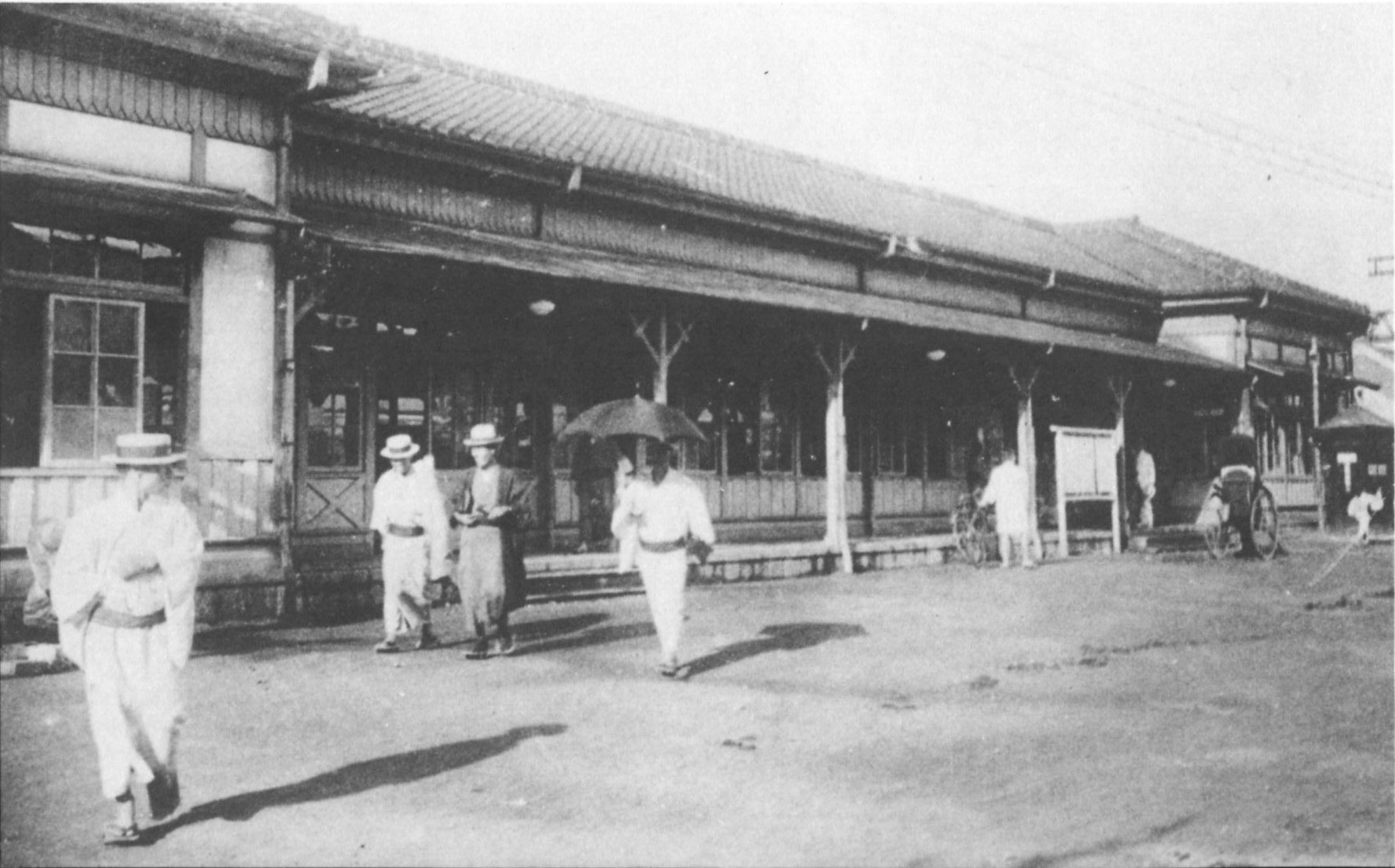
大正初期の亀山駅（現在もこの駅舎を使用）

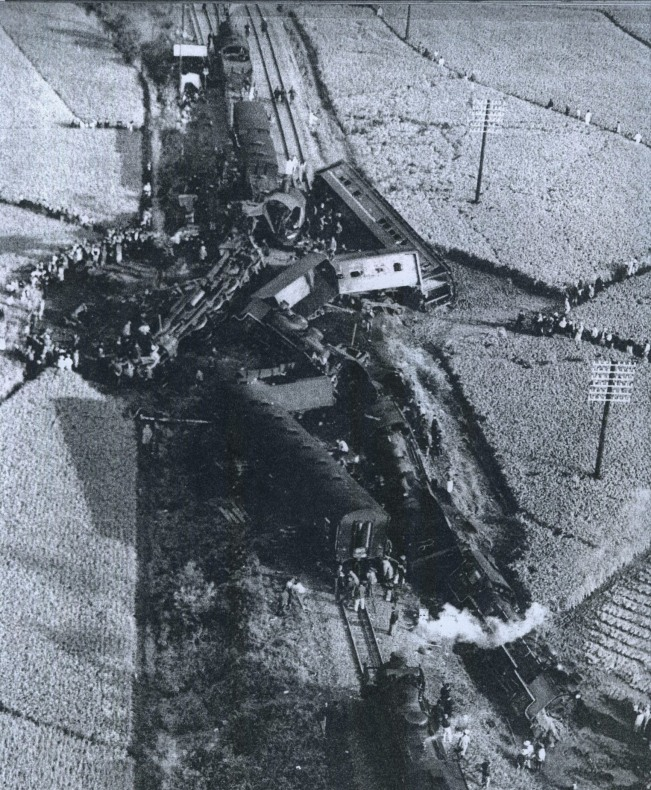
六軒事故（1956年）

  - 8月21日：関西鉄道津支線 亀山駅 - 一身田駅間（7M42C≒12.11km）が開業し、下庄駅・一身田駅が開業[111]。
  - 11月4日：一身田駅 - 津駅間（2M18C≒3.58km）が延伸開業し、津駅が開業[111]。
- 1893年（明治26年）12月31日：参宮鉄道 津駅 - 相可駅 - 宮川駅間が開業し、現在の紀勢本線にあたる区間に阿漕駅・高茶屋駅・六軒駅・松阪駅・徳和駅・相可駅（初代、現在の多気駅）が開業[111]。
- 1901年（明治34年）1月25日：関西鉄道津支線が8C（≒0.16km）短縮。
- 1907年（明治40年）
  - 10月1日：関西鉄道・参宮鉄道が国有化[111]。
  - 11月1日：一身田駅 - 津駅間が0.1M（≒0.16km）短縮。
- 1909年（明治42年）
  - 9月29日：阿漕駅 - 高茶屋駅間が複線化。
  - 10月12日：国有鉄道線路名称の制定により、亀山駅 - 山田駅（現在の伊勢市駅）間が参宮線となる[111]。
- 1911年（明治44年）11月7日：松阪駅 - 徳和駅間が複線化。
- 1923年（大正12年）3月20日：相可駅が相可口駅に改称。
- 1930年（昭和5年）4月1日：営業距離の単位をマイルからメートルに変更（亀山駅 - 相可口駅間 26.4M→42.5km）。
- 1944年（昭和19年）8月1日：阿漕駅 - 高茶屋駅間、松阪駅 - 徳和駅間が単線化[116]。
- 1956年（昭和31年）10月15日：六軒駅構内において列車衝突事故（六軒事故）が発生[113]。

##### 紀勢東線（多気駅 - 三木里駅間）
- 1923年（大正12年）

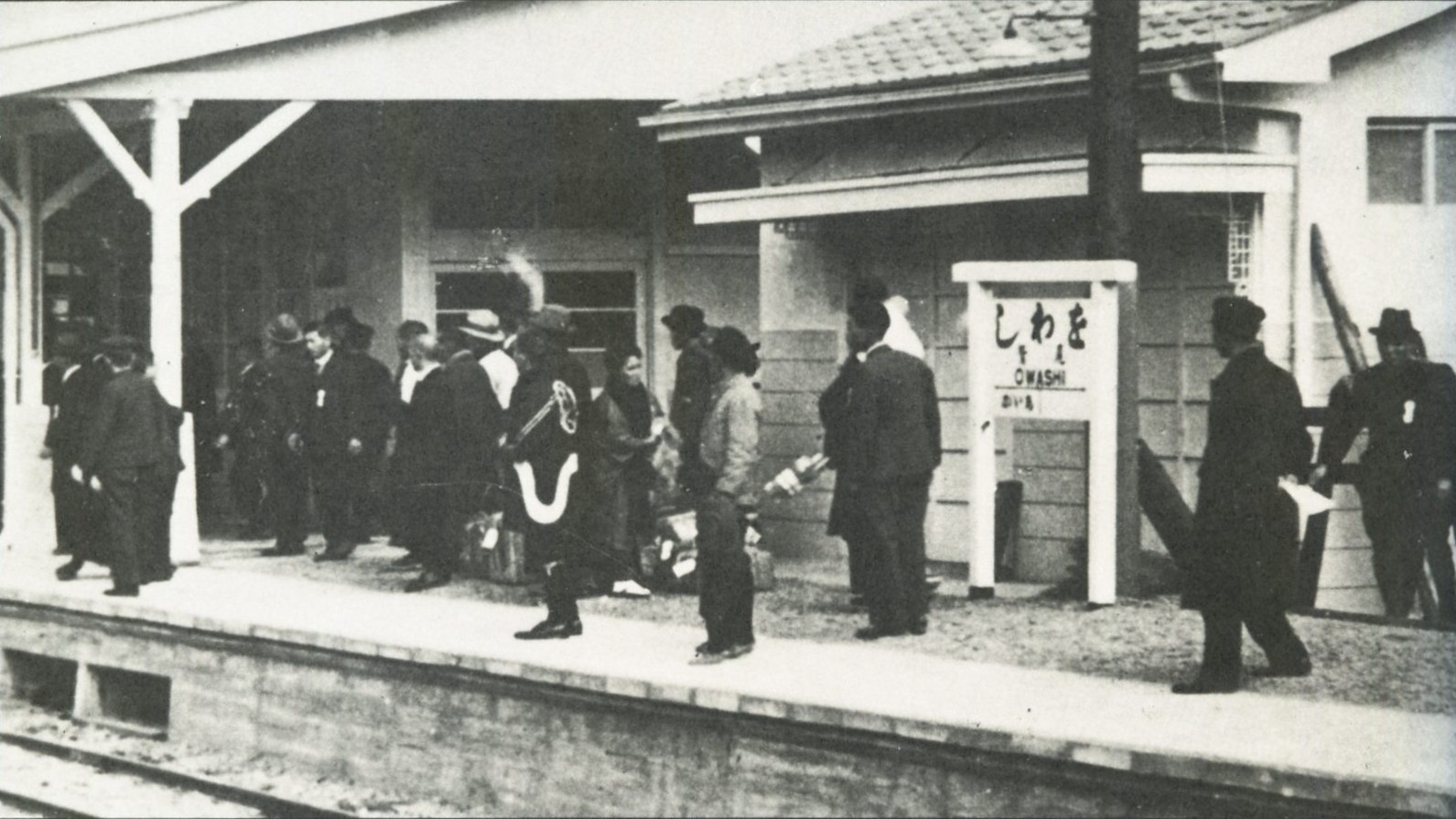
1942年の尾鷲駅。駅名標は「おわせ」では無く「をわし」。

  - 3月20日：紀勢東線 相可口駅（現在の多気駅） - 栃原駅間（7.8M≒12.55km）が開業し[111]、相可駅（2代目）・佐奈駅・栃原駅が開業。
  - 9月25日：栃原駅 - 川添駅間（3.6M≒5.79km）が延伸開業し、川添駅が開業[111]。
- 1925年（大正14年）8月15日：川添駅 - 三瀬谷駅間（4.4M≒7.08km）が延伸開業し、三瀬谷駅が開業[111]。
- 1926年（大正15年）8月18日：三瀬谷駅 - 滝原駅間（3.2M≒5.15km）が延伸開業し、滝原駅が開業[111]。
- 1927年（昭和2年）
  - 7月3日：滝原駅 - 伊勢柏崎駅間（5.7M≒9.17km）が延伸開業し、伊勢柏崎駅が開業[112]。
  - 11月13日：伊勢柏崎駅 - 大内山駅間（2.9M≒4.67km）が延伸開業し、大内山駅が開業[112]。
- 1928年（昭和3年）11月8日：阿曽駅が開業。
- 1930年（昭和5年）
  - 4月1日：営業距離の単位がマイルからメートルに変更（27.6M→44.5km）。
  - 4月29日：大内山駅 - 紀伊長島駅間 (11.5km) が延伸開業し、紀伊長島駅が開業[112]。
- 1932年（昭和7年）4月26日：紀伊長島駅 - 三野瀬駅間 (7.4km) が延伸開業し、三野瀬駅が開業[112]。
- 1934年（昭和9年）12月19日：三野瀬駅 - 尾鷲駅間 (17.5km) が延伸開業し、船津駅・相賀駅・尾鷲駅が開業[112]。
- 1946年（昭和21年）6月11日：大内山駅 - 紀伊長島駅間が票券閉塞式から通票閉塞式に変更[117]。
- 1957年（昭和32年）1月12日：尾鷲駅 - 九鬼駅間 (11.0km) が延伸開業し、大曽根浦駅・九鬼駅が開業[113]。
- 1958年（昭和33年）4月23日：九鬼駅 - 三木里駅間 (4.2km) が延伸開業（旅客営業のみ）し、三木里駅が開業[113]。

##### 新宮鉄道→紀勢中線（新宮駅 - 串本駅間）

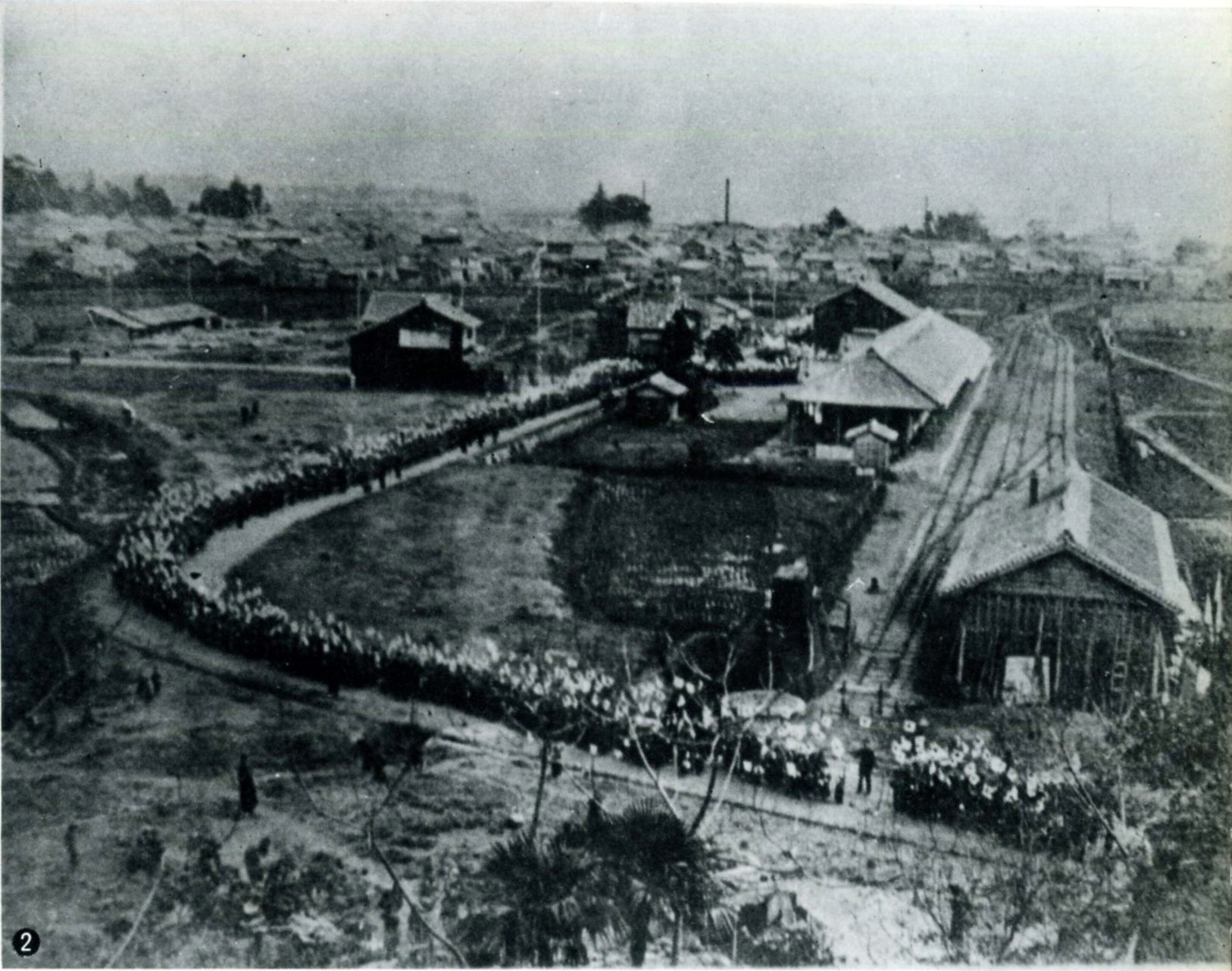
新宮鉄道新宮駅の開業時(1913年)

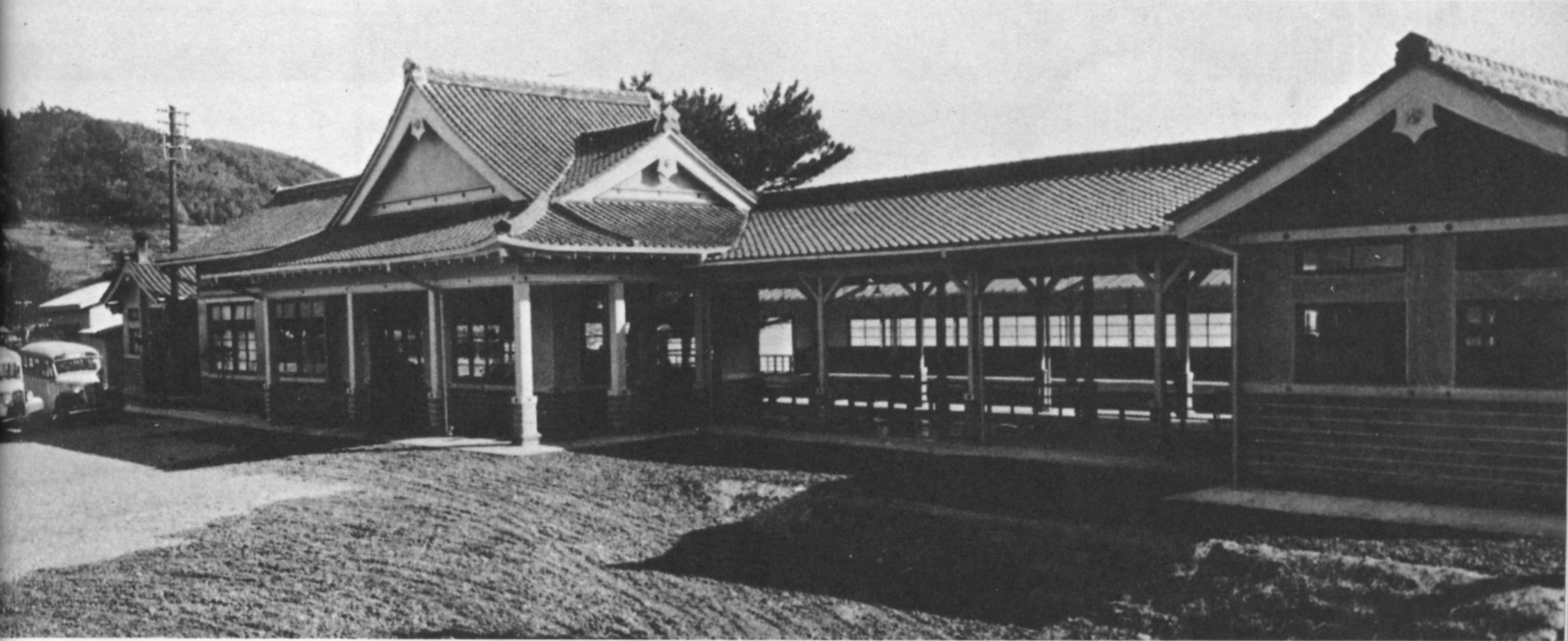
改築直後の那智駅2代目駅舎(1937年)

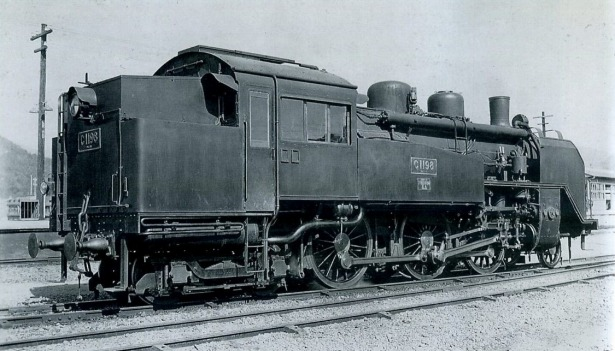
紀勢中線（旧新宮鉄道）に新製配置された当時のC11 98。ボイラー側面に細長い円筒形の重見式給水加熱装置が装着され、ねじ式連結器を備えた特異な姿。(1938年3月、紀伊勝浦機関庫)

- 1909年（明治42年）5月14日：新宮鉄道に対し仮免許状下付（東牟婁郡新宮町-同郡勝浦村間 動力蒸気及自働車併用）[118]。
- 1910年（明治43年）12月22日：新宮鉄道を軽便鉄道に指定[119]。
- 1912年（大正元年）12月4日：新宮鉄道 勝浦駅 - 三輪崎駅間（6.3M≒10.14km）が開業し、勝浦駅（現在の紀伊勝浦駅）・那智口停留場（現在の紀伊天満駅）・那智駅・宇久井駅・三輪崎駅が開業[120]。
- 1913年（大正2年）
  - 3月1日：三輪崎駅 - 新宮駅間（3.3M≒5.31km）が延伸開業し、佐野村停留場[121]（現在の紀伊佐野駅）・熊野地駅・新宮駅が開業[122]。
  - 4月17日：佐野村停留場が駅に変更され、佐野村駅が開業。
- 1917年（大正6年）2月1日：那智口停留場が天満停留場に改称[123]。
- 1920年（大正9年）8月13日：鉄道免許状下付（東牟婁郡那智村大字天満-同郡同村大字市野々間）[124]。
- 1925年（大正14年）3月10日：那智駅 - 宇久井駅間に狗子ノ川停留場が開業[125]。
- 1926年（大正15年）4月8日：鉄道免許失効（1920年8月13日免許 東牟婁郡那智村大字天満-同郡同村大字市野々間指定ノ期限マテニ工事ニ着手セサルタメ）[126]。
- 1930年（昭和5年）4月1日：営業距離の単位をマイルからメートルに変更（9.6M→15.5km）。
- 1932年（昭和7年）8月1日：三輪崎駅 - 熊野地駅間に御手洗停留場（のちの広角駅）が開業。
- 1934年（昭和9年）7月1日：新宮鉄道が買収されて国有化され、新宮駅 - 紀伊勝浦駅間が紀勢中線になる[127]。停留場が駅に変更され、御手洗停留場が広角駅に、佐野村駅が秋津野駅に、天満停留場が紀伊天満駅、勝浦駅が紀伊勝浦駅に改称。機関車7両、ガソリンカー5両、客車18両、貨車63両を引き継ぐ[128]。
- 1935年（昭和10年）7月18日：紀勢中線 紀伊勝浦駅 - 下里駅間 (6.0km) が延伸開業し、湯川駅・太地駅・下里駅が開業[112]。
- 1936年（昭和11年）12月11日：下里駅 - 串本駅間 (20.8km) が開業し、紀伊浦神駅・紀伊田原駅・古座駅・紀伊姫駅・串本駅が開業[112]。
- 1937年（昭和12年）7月1日：広角駅が廃止[129]。
- 1938年（昭和13年）5月20日：新宮駅 - 三輪崎駅間の新線 (4.7km)・新宮駅 - 熊野地駅間の貨物支線 (1.5km) が開業し新宮駅が移転[112]。新宮駅（旧駅） - 熊野地駅 - 三輪崎駅間の旧線 (5.4km) が廃止。熊野地駅が貨物駅に変更。

##### 紀勢西線（新鹿駅 - 紀和駅間）
- 1924年（大正13年）

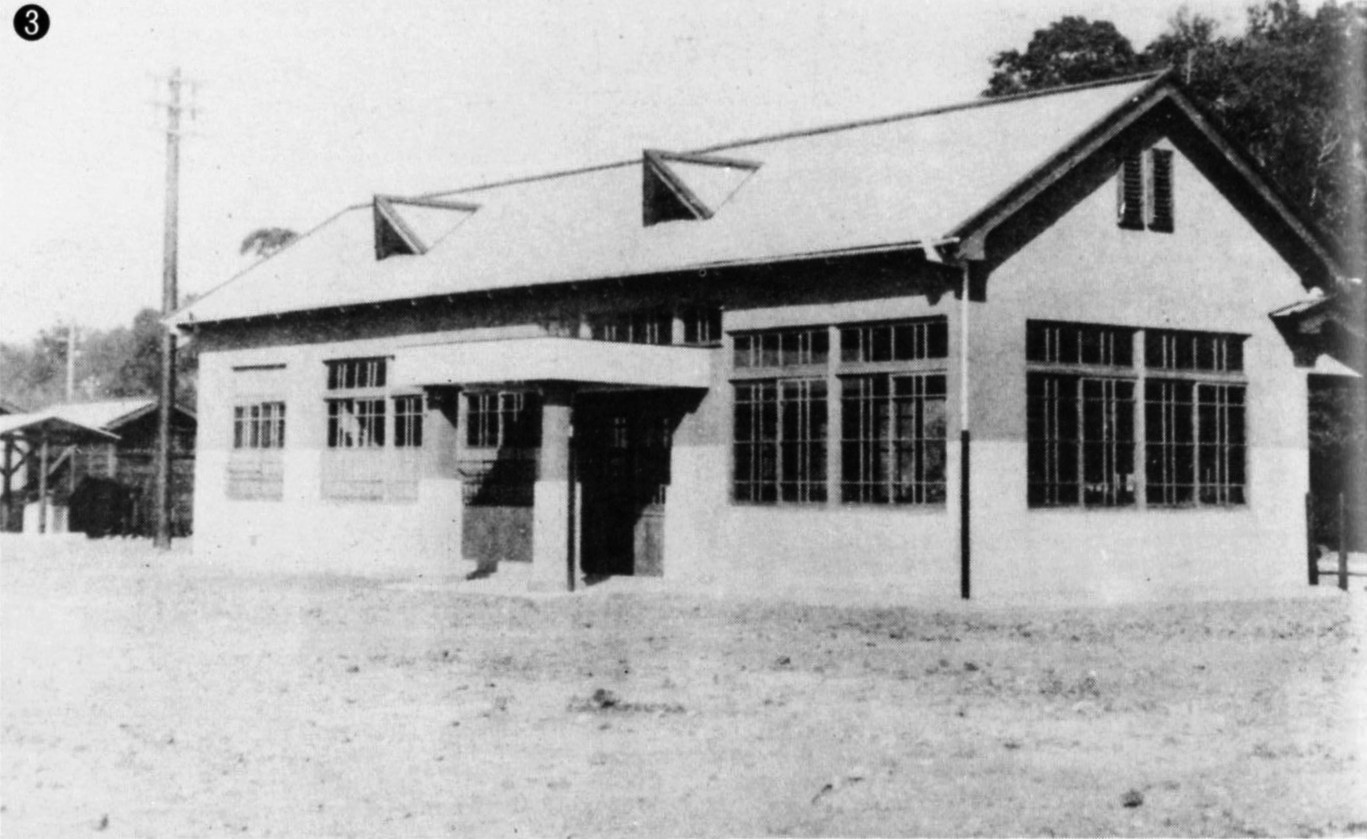
開業当時の印南駅（1930年頃）

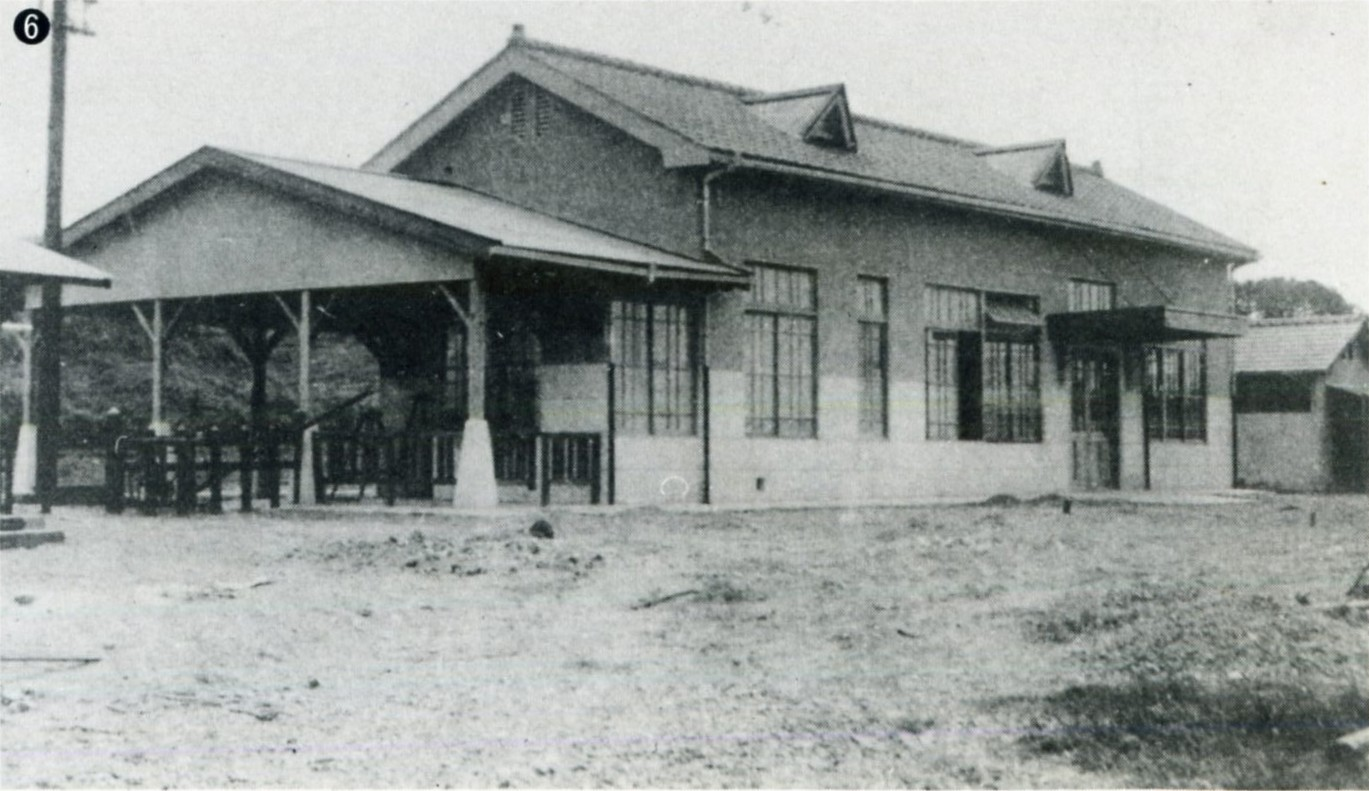
開業当時の南部駅（1931年頃）

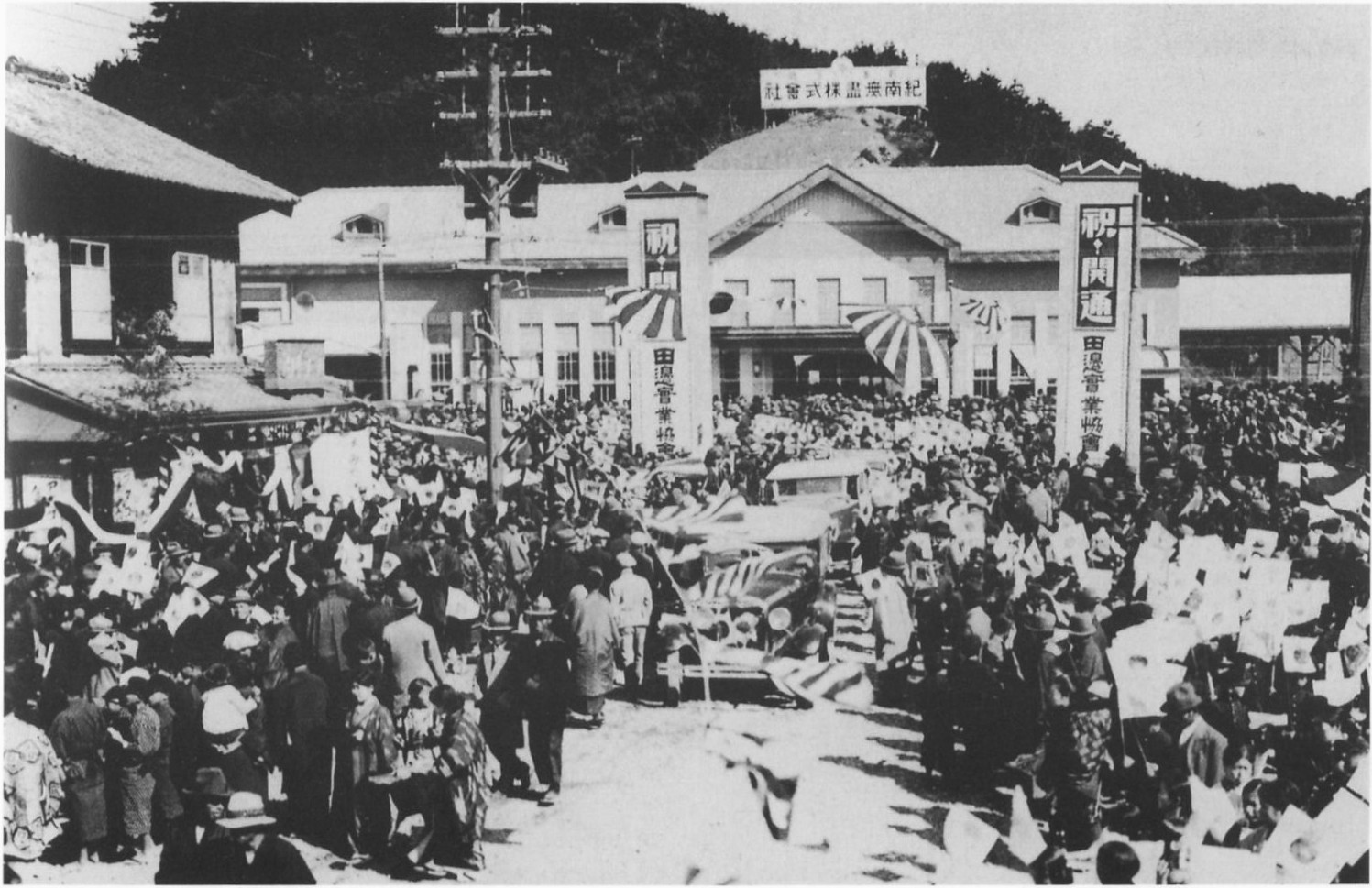
紀伊田辺駅での開通祝賀風景（1932年）

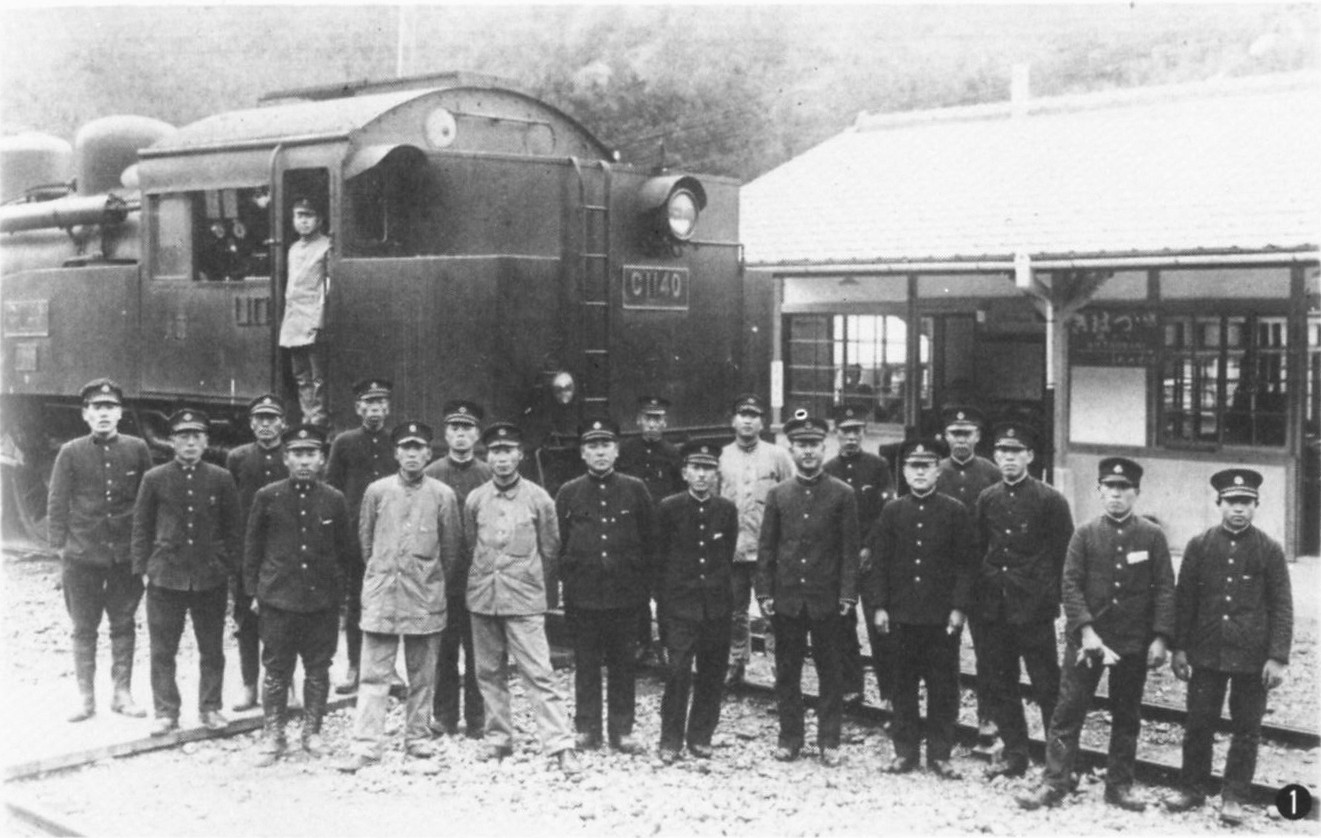
1935年頃、終着駅時代の紀伊椿駅構内。駅名標に注目。写るC11形40号機は現在福知山駅前で保存。

  - 2月28日：紀勢西線 和歌山駅（初代、現在の紀和駅） - 東和歌山駅 - 箕島駅間（16.8M≒27.04km）が開業し、東和歌山駅（現在の和歌山駅）・紀三井寺駅・日方町駅（現在の海南駅）・加茂郷駅・箕島駅が開業[111]。
  - 8月20日：下津駅が開業[111]。
- 1925年（大正14年）12月11日：箕島駅 - 紀伊宮原駅間（2.7M≒4.35km）が延伸開業し、紀伊宮原駅が開業[111]。
- 1926年（大正15年）8月8日：紀伊宮原駅 - 藤並駅間（2.4M≒3.86km）が延伸開業し、藤並駅が開業[111]。
- 1927年（昭和2年）8月14日：藤並駅 - 紀伊湯浅駅間（2.1M≒3.38km）が延伸開業し、紀伊湯浅駅（現在の湯浅駅）が開業[112]。
- 1928年（昭和3年）10月28日：紀伊湯浅駅 - 紀伊由良駅間（5.9M≒9.50km）が延伸開業し、紀伊由良駅が開業[112]。
- 1929年（昭和4年）4月21日：紀伊由良駅 - 御坊駅間（5.1M≒8.21km）・貨物支線 紀伊由良駅 - 由良内駅間（1.2M≒1.93km）が開業し、紀伊内原駅・御坊駅および、貨物駅として由良内駅が開業[112]。
- 1930年（昭和5年）
  - 4月1日：営業距離の単位をマイルからメートルに変更（和歌山駅 - 御坊駅間 35.0M→56.4km、紀伊由良駅 - 由良内駅間 1.2M→2.0km）。
  - 12月14日：御坊駅 - 印南駅間 (17.0km) が延伸開業し、道成寺駅・和佐駅・稲原駅・印南駅が開業[112]。
- 1931年（昭和6年）9月21日：印南駅 - 南部駅間 (14.8km) が延伸開業し、切目駅・岩代駅・南部駅が開業[112]。
- 1932年（昭和7年）11月8日：南部駅 - 紀伊田辺駅間 (9.1km) が延伸開業し、芳養駅・紀伊田辺駅が開業[112]。
- 1933年（昭和8年）12月20日：紀伊田辺駅 - 紀伊富田駅間 (12.8km) が延伸開業し、紀伊新庄駅・朝来駅・白浜口駅（現在の白浜駅）・紀伊富田駅が開業[112]。
- 1935年（昭和10年）3月29日：紀伊富田駅 - 紀伊椿駅間 (5.3km) が延伸開業し、紀伊椿駅（現在の椿駅）が開業[112]。
- 1936年（昭和11年）
  - 7月1日：日方町駅が海南駅に改称。
  - 10月30日：紀伊椿駅 - 周参見駅間 (13.3km) が延伸開業し、紀伊日置駅・周参見駅が開業[112]。
- 1938年（昭和13年）
  - 9月7日：周参見駅 - 江住駅間 (12.0km) が延伸開業し、見老津駅・江住駅が開業[112]。
  - 12月15日：手平駅・冷水浦駅・初島駅が開業。
- 1940年（昭和15年）8月8日：江住駅 - 串本駅間 (20.1km)、新宮駅 - 紀伊木本駅間 (22.6km) が延伸開業[112]。紀勢中線を編入し、和歌山駅（初代） - 紀伊木本駅間などが紀勢西線となる[112]。狗子ノ川駅 - 秋津野駅間で改キロ (+0.1km)。和深駅・田並駅・紀伊有田駅・鵜殿駅・阿田和駅・紀伊市木駅・神志山駅・有井駅・紀伊木本駅（現在の熊野市駅）が開業[112]、紀伊湯浅駅 - 紀伊由良駅間に南広信号場が開設。
- 1941年（昭和16年）
  - 7月19日：浦神駅 - 下里駅間の新線が完成、供用開始。地すべり地を迂回する岩谷山トンネルの完成を受けたもの[130]。
  - 8月10日：手平駅が廃止。
- 1942年（昭和17年）4月1日：秋津野駅が紀伊佐野駅に改称。
- 1945年（昭和20年）2月15日：東和歌山駅 - 紀三井寺駅間に宮前信号場が開設。
- 1951年（昭和26年）ごろ：定期列車の天王寺駅乗り入れ開始。東和歌山駅で電気機関車に付け替え、当初は普通列車が6往復運転していた。
- 1951年（昭和26年）12月26日：宮前信号場が廃止。
- 1954年（昭和29年）11月15日：田子駅が開業。
- 1955年（昭和30年）4月1日：宮前駅が開業。
- 1956年（昭和31年）4月1日：紀伊木本駅 - 新鹿駅間 (6.8km) が延伸開業し、大泊駅・新鹿駅が開業[113]。

##### 紀和鉄道→和歌山線（紀和駅 - 和歌山市駅間）

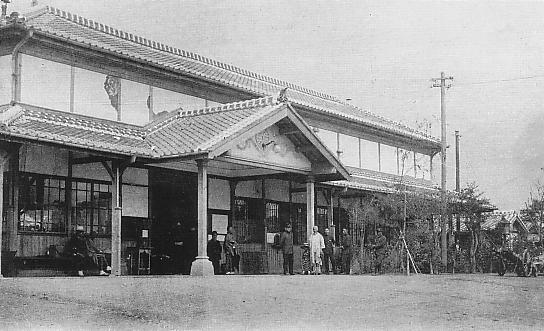
明治-大正時代と思われる和歌山駅（現・紀和駅）

- 1903年（明治36年）3月21日：紀和鉄道の和歌山駅（初代、現在の紀和駅） - 南海連絡点、南海鉄道の紀和連絡点 - 和歌山市間（両者計1.1M≒1.77km）が延伸開業し、和歌山市駅が開業[111]。
- 1904年（明治37年）8月27日：関西鉄道が紀和鉄道の路線を買収[111]。
- 1907年（明治40年）
  - 10月1日：関西鉄道が国有化[111]。
  - 11月1日：和歌山駅 - 和歌山市駅間が 0.1M（≒0.16km）短縮。
- 1909年（明治42年）10月12日：国有鉄道線路名称の制定により、王寺駅 - 和歌山駅（初代） - 和歌山市駅間が和歌山線となる[111]。
- 1930年（昭和5年）4月1日：営業距離の単位をマイルからメートルに変更（1.0M→1.5km）。

#### 全通以後
- 1959年（昭和34年）
  - 7月15日：三木里駅 - 新鹿駅間 (12.3km) が開業し全通[113]。亀山駅 - 和歌山駅（初代）間が紀勢本線となる[113]。紀伊木本駅が熊野市駅に、相可口駅が多気駅に改称。九鬼駅 - 三瀬谷駅間で貨物営業開始。伊勢柏崎駅 - 大内山駅間で改キロ (-0.1km)。三野瀬駅・相賀駅・九鬼駅を和歌山方面に0.1km、三瀬谷駅・阿曽駅・鵜殿駅・宇久井駅・串本駅・紀伊富田駅・紀伊新庄駅・和佐駅を亀山方面に0.1kmずつ改キロ。
  - 9月26日：伊勢湾台風により、徳和駅 - 多気駅間の櫛田川橋梁流失。同年10月17日に仮橋梁を設置して復旧[131]。
- 1961年（昭和36年）
  - 9月1日：冷水浦駅が和歌山方面に0.4km移転。
  - 12月11日：波田須駅が開業。
- 1964年（昭和39年）
  - 6月27日：紀三井寺駅 - 東和歌山駅間が複線化[132]。
  - 11月12日：海南駅 - 紀三井寺駅間が複線化[132]。
- 1965年（昭和40年）
  - 2月27日：大内山駅 - 紀伊長島駅間に梅ケ谷信号場が、見老津駅 - 周参見駅間に双子山信号場が開設。
  - 3月1日：紀伊椿駅が椿駅に、白浜口駅が白浜駅に、紀伊湯浅駅が湯浅駅に改称。名古屋駅 - 天王寺駅間で特急「くろしお」が運転開始。
  - 11月1日：梅ケ谷信号場を駅に変更し梅ケ谷駅が開業。
- 1966年（昭和41年）
  - 11月1日：黒江駅が開業。
  - 12月1日：冷水浦駅 - 海南駅間が複線化[133]。
- 1967年（昭和42年）
  - 2月8日：南広信号場 - 湯浅駅間が複線化[134]。
  - 3月3日：下津駅 - 加茂郷駅間が複線化[134]。
  - 3月11日：初島駅 - 下津駅間が複線化[134]。
  - 3月14日：紀伊由良駅 - 南広信号場間が複線化[134]。
  - 3月15日：南広信号場が廃止[134]。
  - 3月24日：加茂郷駅 - 冷水浦駅間が複線化[134]。
  - 4月1日：和歌山駅 - 和歌山市間の営業キロが改正（国鉄0.5km、南海1.0km）[134]。
  - 9月17日：紀伊宮原駅 - 藤並駅間が複線化[134]。
  - 9月29日：箕島駅 - 紀伊宮原駅間が複線化[134]。
  - 10月1日：狗子ノ川駅が廃止。
- 1968年（昭和43年）
  - 2月1日：和歌山駅（初代）が紀和駅に改称[115]。
  - 3月1日：東和歌山駅が和歌山駅（2代目）に改称。
  - 3月19日：湯浅駅 - 藤並駅間が複線化[135]。
  - 3月24日：箕島駅 - 初島駅間が複線化[135]。
  - 6月1日：貨物支線 紀伊由良駅 - 由良内駅間 (2.0km) が廃止。由良内駅が廃止[115]。
  - 9月1日：宮前駅 - 和歌山駅間に貨物駅として和歌山操駅が開業。和歌山操駅 - 和歌山駅間が電化。
  - 9月3日：稲原駅 - 和佐駅間が複線化[135]。
  - 9月18日：岩代駅 - 切目駅間が複線化[135]。
  - 9月21日：御坊駅 - 紀伊内原駅間が複線化[135]。
  - 9月28日：紀伊内原駅 - 紀伊由良駅間が複線化[136][137]。
- 1969年（昭和44年）2月25日：道成寺駅 - 御坊駅間が複線化[138]。
- 1970年（昭和45年）9月29日：南部駅 - 岩代駅間が複線化[139][140]。
- 1972年（昭和47年）3月15日：和歌山線の紀和駅 - 国社分界点 - 和歌山市駅間が紀勢本線に編入[115]。
- 1977年（昭和52年）
  - 4月5日：印南駅 - 稲原駅間が複線化[141]。
  - 5月25日：紀伊田辺駅 - 芳養間が複線化[136][137]。
  - 11月15日：切目駅 - 印南駅間が複線化[141]。
  - 12月13日：和佐駅 - 道成寺駅間が複線化[141]。
- 1978年（昭和53年）
  - 1月24日：芳養駅 - 南部駅間が複線化され、紀伊田辺駅 - 和歌山駅間の複線化が完成[142]。
  - 3月31日：新宮駅 - 和歌山駅間に列車集中制御装置 (CTC) が導入[142]。
  - 10月2日：新宮駅 - 和歌山操駅間が電化開業[143]。名古屋駅 - 紀伊勝浦駅間で特急「南紀」が運転開始[115]。「くろしお」は天王寺駅 - 白浜駅・新宮駅間の運転となる[115]。
- 1982年（昭和57年）11月15日：貨物支線 新宮駅 - 熊野地駅間 (1.5km) が廃止[144]。熊野地駅が廃止[145]。
- 1983年（昭和58年）12月21日：亀山駅 - 新宮駅間に CTC が導入[133]。
- 1984年（昭和59年）10月1日：和歌山駅 - 和歌山市駅間が電化[115]。
- 1985年（昭和60年）3月13日：南海本線からの直通列車が廃止[115]。
- 1986年（昭和61年）11月1日：紀伊佐野駅 - 和歌山駅間の貨物営業が廃止。和歌山操駅が廃止。客車列車は全廃され新宮駅 - 和歌山駅間の普通列車が113系から165系に置き換えられる。

#### 分割民営化以後
- 1987年（昭和62年）4月1日：国鉄分割民営化により亀山駅 - 新宮駅間 (180.2km) を東海旅客鉄道[115]、新宮駅 - 和歌山市駅間 (204.0km) を西日本旅客鉄道が承継[115]、日本貨物鉄道が亀山駅 - 紀伊佐野駅間 (188.6km)、和歌山駅 - 南海電鉄分界点間 (2.3km) の第二種鉄道事業者となる。
- 1989年（平成元年）
  - 2月20日：松阪駅 - 多気駅間でワンマン運転開始[146][147]。
  - 7月22日：特急「スーパーくろしお」運転開始。「くろしお」とともに一部が新大阪駅・京都駅発着になる。新宮駅 - 和歌山駅間できのくに線の愛称が使用開始[148]。
  - 10月20日：和歌山駅 - 和歌山市駅間でワンマン運転開始[149][150]。
- 1990年（平成2年）3月10日：亀山駅 - 松阪駅間でワンマン運転開始[151]。
- 1993年（平成5年）3月14日：広川ビーチ駅が開業[115]。
- 1996年（平成8年）7月31日：特急「スーパーくろしお・オーシャンアロー」が運転開始[115]。
- 1997年（平成9年）3月8日：「スーパーくろしお・オーシャンアロー」が「オーシャンアロー」に改称[115][152]。高速化が完成し、和歌山駅 - 新宮駅間で約19分の短縮。
- 1998年（平成10年）10月10日：海南駅周辺の連続立体交差事業が完成。
- 2000年（平成12年）3月11日：新宮駅 - 紀伊田辺駅間でワンマン運転開始[149]。阪和線からの直通の快速列車が大幅に削減。
- 2001年（平成13年）3月3日：多気駅 - 新宮駅間でワンマン運転開始[153][154]。
- 2002年（平成14年）
  - 3月22日：165系の定期運用が終了[103]。
  - 3月24日：快速「ありがとう 165系号」が天王寺駅 - 白浜駅間で運転される[103]。
  - 11月2日：紀伊田辺駅 - 御坊駅間でワンマン運転開始[149]。
- 2003年（平成15年）

  - 10月1日：紀和駅 - 新宮駅間のコンコースの喫煙コーナーが廃止[155]。
  - 10月：きのくに線電化25周年記念イベントとして、11・12日に天王寺駅 - 新宮駅間でキハ58系による急行「きのくに」が復活運転、12・13日に和歌山駅 - 白浜駅間でEF58 150牽引の12系客車による急行「紀勢線電化25周年記念号」が運転される[156]。
- 2004年（平成16年）
  - 6月2日：冷水浦駅付近の高架橋でトレーラーが横転して積荷の材木が線路上へ落下し、快速列車が脱線して約1日半にわたって部分運休[157]。
  - 9月29日 - 10月26日：台風21号による紀伊長島駅 - 三野瀬駅間の赤羽川橋梁橋脚流出により、紀伊長島駅 - 船津駅間で運休[158]。
- 2005年（平成17年）12月7日：那智駅で紀伊勝浦発新宮行き普通列車がホームで停止できずに安全側線に進入する事故が発生。この事故で約1日半にわたって運休やダイヤの乱れが生じたが、人的被害はなかった[159]。
- 2008年（平成20年）
  - 4月1日：鵜殿駅 - 紀伊佐野駅間（10.0km）の貨物営業（日本貨物鉄道の第二種鉄道事業）廃止。
  - 10月4日：紀和駅周辺の連続立体交差事業が完成[37]。
- 2009年（平成21年）7月15日：紀勢本線全通50周年記念として亀山駅 - 白浜駅間でキハ85系による快速「紀勢本線全通50周年記念号」が運転[160]。キハ85系が紀伊勝浦駅 - 白浜駅間で運転されるのは初めて。
- 2011年（平成23年）
  - 4月2日 - 4月7日：東日本大震災の影響で車両保守部品が不足したことにより、新宮駅 - 和歌山市駅間で日中の列車の間引き運転が実施される[161]。
    - 日中の運転率は、新宮駅 - 紀伊勝浦駅間70%、周参見駅 - 御坊駅間60%、御坊駅 - 和歌山駅間50%で、和歌山駅 - 和歌山市駅間は9 - 15時台の全列車の運転を取りやめた[162]。

  - 9月4日：台風12号による那智川の増水で紀伊天満駅 - 那智駅間の那智川橋梁が流失するなどの被害を受ける[66]。
  - 9月6日：多気駅 - 尾鷲駅間で運転再開。
  - 9月7日：尾鷲駅 - 熊野市駅間で運転再開。
  - 9月17日：串本駅 - 白浜駅間で運転再開[70]。
  - 9月26日：紀伊勝浦駅 - 串本駅間で運転再開[71]。
  - 10月11日：熊野市駅 - 新宮駅間で運転再開[163]。
  - 12月3日：新宮駅 - 紀伊勝浦駅間で運転再開され、台風12号による不通区間が解消される[76]。
- 2012年（平成24年）3月17日：特急に287系が投入（新大阪駅 - 白浜駅間のみ）。これに伴い特急「オーシャンアロー」「スーパーくろしお」「くろしお」がすべて「くろしお」に列車名統一[164]。
- 2015年（平成27年）
  - 7月17日：台風11号による大雨で、紀伊由良駅 - 広川ビーチ駅間にて土砂崩壊するなどの被害を受け[165]、新宮駅 - 和歌山駅間が不通に[83]。
  - 7月18日：御坊駅 - 箕島駅間以外は運転再開[83]、バス代行を実施。
  - 7月26日：御坊駅 - 箕島駅間が運転再開[83]、25日限りでバス代行終了[166][88]。
  - 8月22日：台風16号の高波の影響で新宮駅 - 三輪崎駅間の土砂が流出し、新宮駅 - 紀伊勝浦駅間が不通となり、バス代行を実施[167]。
  - 8月30日：海南駅 - 宮前駅の各駅でICカード「ICOCA」が利用可能となる[168][169]。
  - 9月1日：新宮駅 - 紀伊勝浦駅間が運転再開、8月31日限りでバス代行終了[170][90]。
- 2016年（平成28年）
  - 4月1日：亀山駅 - 鵜殿駅間（176.6km）の貨物営業（日本貨物鉄道の第二種鉄道事業）廃止[171]。
  - 12月17日：新宮駅 - 海南駅の特急停車駅（新宮駅・紀伊勝浦駅・太地駅・古座駅・串本駅・周参見駅・白浜駅・紀伊田辺駅・南部駅・御坊駅・湯浅駅・藤並駅・箕島駅）でICカード「ICOCA」が利用可能となる。ただし、同区間を含む場合は乗車券機能のみ利用可能で、同区間を含むICOCA定期券は発売しない。
- 2017年（平成29年）
  - 7月15日：和歌山市駅 - 和歌山駅間でICカード「ICOCA」が利用可能となる[7]。また、和歌山市駅接続で南海線とのIC連絡定期券の取扱いを開始[172]。
- 2019年（平成31年）4月14日：御坊駅構内で入換車両の脱線事故が発生。人的被害はなかったが、この事故で運休やダイヤの乱れが生じた[173]。
- 2020年（令和2年）3月14日：紀伊田辺駅 - 海南駅間の全駅でICカード「ICOCA」が利用可能となる[9]。この間では、IC専用型自動改札機で対応。
- 2021年（令和3年）
  - 3月13日：新宮駅 - 紀伊田辺駅間の全駅でICカード「ICOCA」が利用可能となる[12][13]。
  - 9月1日：新宮駅 - 紀伊田辺駅間の普通列車で「きのくに線サイクルトレイン」の実証実験を11月30日まで実施[38]。
  - 12月1日：新宮駅 - 紀伊田辺駅間の普通列車で「きのくに線サイクルトレイン」を通年実施開始[38]。
- 2024年（令和6年）
  - 5月11日：熊野市駅 - 新宮駅間の定期普通列車で「サイクルトレイン」の実証実験を6月9日までの土休日に実施[174]。
  - 8月9日：南海トラフ地震に関連する情報発出に伴い、和歌山駅 - 新宮駅間で特急列車の運転を取りやめ[175]。同年8月15日午後、運転を再開[176]。
  - 10月5日：紀伊長島駅 - 新宮駅間の定期普通列車で「サイクルトレイン」の実証実験を12月22日までの土休日、同月28日 - 2025年1月5日の各日、2025年1月11日 - 2月24日の土休日に実施（予定）[177]。

## 駅一覧
凡例
- 停車駅
  - 普通…すべての駅に停車
  - 快速…●印の駅は停車、｜印の駅は通過

- 線路 … ||：複線区間、◇・｜：単線区間（◇は列車交換可能）、∨：ここより下は単線、∧：ここより下は複線

### 東海旅客鉄道
- 全区間非電化（新宮駅構内を除く）
- 停車駅
  - 快速=「みえ」
  - 特急…「南紀 (列車)」参照

| 駅名       | 営業キロ | 営業キロ | 快速           | 接続路線                                                                             | 線路 | 所在地          | 所在地          | 所在地          |
| 駅名       | 駅間     | 累計     | 快速           | 接続路線                                                                             | 線路 | 所在地          | 所在地          | 所在地          |
| ---------- | -------- | -------- | -------------- | ------------------------------------------------------------------------------------ | ---- | --------------- | --------------- | --------------- |
| 亀山駅     | -        | 0.0      | 伊勢鉄道線経由 | 東海旅客鉄道：CJ 関西本線 (CJ17)（名古屋方面） 西日本旅客鉄道： 関西本線（柘植方面） | ◇    | 三重県          | 亀山市          | 亀山市          |
| 下庄駅     | 5.5      | 5.5      | 伊勢鉄道線経由 |                                                                                      | ◇    | 三重県          | 亀山市          | 亀山市          |
| 一身田駅   | 6.6      | 12.1     | 伊勢鉄道線経由 |                                                                                      | ◇    | 三重県          | 津市            | 津市            |
| 津駅       | 3.4      | 15.5     | ●              | 近畿日本鉄道：E 名古屋線 (E39) 伊勢鉄道：■伊勢線 (12)                                | ◇    | 三重県          | 津市            | 津市            |
| 阿漕駅     | 3.8      | 19.3     | ｜             |                                                                                      | ◇    | 三重県          | 津市            | 津市            |
| 高茶屋駅   | 4.1      | 23.4     | ｜             |                                                                                      | ◇    | 三重県          | 津市            | 津市            |
| 六軒駅     | 5.7      | 29.1     | ｜             |                                                                                      | ◇    | 三重県          | 松阪市          | 松阪市          |
| 松阪駅     | 5.5      | 34.6     | ●              | 東海旅客鉄道：■名松線 近畿日本鉄道：M 山田線 (M64)                                   | ◇    | 三重県          | 松阪市          | 松阪市          |
| 徳和駅     | 3.0      | 37.6     | ｜             |                                                                                      | ◇    | 三重県          | 松阪市          | 松阪市          |
| 多気駅     | 4.9      | 42.5     | ●              | 東海旅客鉄道：■参宮線                                                                | ◇    | 三重県          | 多気郡          | 多気町          |
| 相可駅     | 3.9      | 46.4     | 参宮線直通     |                                                                                      | ｜   | 三重県          | 多気郡          | 多気町          |
| 佐奈駅     | 3.2      | 49.6     | 参宮線直通     |                                                                                      | ◇    | 三重県          | 多気郡          | 多気町          |
| 栃原駅     | 5.5      | 55.1     | 参宮線直通     |                                                                                      | ◇    | 三重県          | 多気郡          | 大台町          |
| 川添駅     | 5.7      | 60.8     | 参宮線直通     |                                                                                      | ◇    | 三重県          | 多気郡          | 大台町          |
| 三瀬谷駅   | 7.1      | 67.9     | 参宮線直通     |                                                                                      | ◇    | 三重県          | 多気郡          | 大台町          |
| 滝原駅     | 5.1      | 73.0     | 参宮線直通     |                                                                                      | ◇    | 三重県          | 多気郡          | 大台町          |
| 阿曽駅     | 4.1      | 77.1     | 参宮線直通     |                                                                                      | ｜   | 三重県          | 度会郡 大紀町   | 度会郡 大紀町   |
| 伊勢柏崎駅 | 5.1      | 82.2     | 参宮線直通     |                                                                                      | ◇    | 三重県          | 度会郡 大紀町   | 度会郡 大紀町   |
| 大内山駅   | 4.7      | 86.9     | 参宮線直通     |                                                                                      | ◇    | 三重県          | 度会郡 大紀町   | 度会郡 大紀町   |
| 梅ケ谷駅   | 2.6      | 89.5     | 参宮線直通     |                                                                                      | ◇    | 三重県          | 度会郡 大紀町   | 度会郡 大紀町   |
| 紀伊長島駅 | 8.9      | 98.4     | 参宮線直通     |                                                                                      | ◇    | 三重県          | 北牟婁郡 紀北町 | 北牟婁郡 紀北町 |
| 三野瀬駅   | 7.5      | 105.9    | 参宮線直通     |                                                                                      | ◇    | 三重県          | 北牟婁郡 紀北町 | 北牟婁郡 紀北町 |
| 船津駅     | 6.3      | 112.2    | 参宮線直通     |                                                                                      | ◇    | 三重県          | 北牟婁郡 紀北町 | 北牟婁郡 紀北町 |
| 相賀駅     | 4.4      | 116.6    | 参宮線直通     |                                                                                      | ◇    | 三重県          | 北牟婁郡 紀北町 | 北牟婁郡 紀北町 |
| 尾鷲駅     | 6.7      | 123.3    | 参宮線直通     |                                                                                      | ◇    | 三重県          | 尾鷲市          | 尾鷲市          |
| 大曽根浦駅 | 4.1      | 127.4    | 参宮線直通     |                                                                                      | ◇    | 三重県          | 尾鷲市          | 尾鷲市          |
| 九鬼駅     | 7.0      | 134.4    | 参宮線直通     |                                                                                      | ◇    | 三重県          | 尾鷲市          | 尾鷲市          |
| 三木里駅   | 4.1      | 138.5    | 参宮線直通     |                                                                                      | ｜   | 三重県          | 尾鷲市          | 尾鷲市          |
| 賀田駅     | 4.1      | 142.6    | 参宮線直通     |                                                                                      | ◇    | 三重県          | 尾鷲市          | 尾鷲市          |
| 二木島駅   | 4.2      | 146.8    | 参宮線直通     |                                                                                      | ｜   | 三重県          | 熊野市          | 熊野市          |
| 新鹿駅     | 4.0      | 150.8    | 参宮線直通     |                                                                                      | ◇    | 三重県          | 熊野市          | 熊野市          |
| 波田須駅   | 2.4      | 153.2    | 参宮線直通     |                                                                                      | ｜   | 三重県          | 熊野市          | 熊野市          |
| 大泊駅     | 2.0      | 155.2    | 参宮線直通     |                                                                                      | ｜   | 三重県          | 熊野市          | 熊野市          |
| 熊野市駅   | 2.4      | 157.6    | 参宮線直通     |                                                                                      | ◇    | 三重県          | 熊野市          | 熊野市          |
| 有井駅     | 2.0      | 159.6    | 参宮線直通     |                                                                                      | ｜   | 三重県          | 熊野市          | 熊野市          |
| 神志山駅   | 4.5      | 164.1    | 参宮線直通     |                                                                                      | ◇    | 三重県          | 南牟婁郡        | 御浜町          |
| 紀伊市木駅 | 1.5      | 165.6    | 参宮線直通     |                                                                                      | ｜   | 三重県          | 南牟婁郡        | 御浜町          |
| 阿田和駅   | 2.8      | 168.4    | 参宮線直通     |                                                                                      | ◇    | 三重県          | 南牟婁郡        | 御浜町          |
| 紀伊井田駅 | 5.4      | 173.8    | 参宮線直通     |                                                                                      | ｜   | 三重県          | 南牟婁郡        | 紀宝町          |
| 鵜殿駅     | 2.8      | 176.6    | 参宮線直通     |                                                                                      | ◇    | 三重県          | 南牟婁郡        | 紀宝町          |
| 新宮駅     | 3.6      | 180.2    | 参宮線直通     | 西日本旅客鉄道： 紀勢本線（和歌山方面）                                              | ◇    | 和歌山県 新宮市 | 和歌山県 新宮市 | 和歌山県 新宮市 |

下記を除く32駅は無人駅である。
- JR東海直営駅（7駅）
  - 亀山駅・津駅・松阪駅・多気駅・紀伊長島駅・尾鷲駅・熊野市駅
- JR西日本の直営駅
  - 新宮駅

### 西日本旅客鉄道
- 全区間直流電化
- 停車駅
  - 特急…「くろしお (列車)」・「南紀 (列車)」を参照
  - 普通（阪和線内で快速または紀州路快速となる列車を含む）… 各駅に停車する（表中省略、阪和線内で快速または紀州路快速となる普通の停車駅については阪和線を参照）
- 全駅和歌山県内に所在

#### 新宮駅 - 和歌山駅間（きのくに線）
| 駅名・信号場名 | 駅間 営業 キロ | 累計 営業キロ | 累計 営業キロ | 快速 | 接続路線                                                                                        | 線路 | 所在地   | 所在地     |
| 駅名・信号場名 | 駅間 営業 キロ | 新宮 から     | 亀山 から     | 快速 | 接続路線                                                                                        | 線路 | 所在地   | 所在地     |
| -------------- | -------------- | ------------- | ------------- | ---- | ----------------------------------------------------------------------------------------------- | ---- | -------- | ---------- |
| 新宮駅         | -              | 0.0           | 180.2         |      | 東海旅客鉄道：紀勢本線（亀山方面）                                                              | ◇    | 新宮市   | 新宮市     |
| 三輪崎駅       | 4.7            | 4.7           | 184.9         |      |                                                                                                 | ◇    | 新宮市   | 新宮市     |
| 紀伊佐野駅     | 1.7            | 6.4           | 186.6         |      |                                                                                                 | ◇    | 新宮市   | 新宮市     |
| 宇久井駅       | 2.1            | 8.5           | 188.7         |      |                                                                                                 | ◇    | 東牟婁郡 | 那智勝浦町 |
| 那智駅         | 4.3            | 12.8          | 193.0         |      |                                                                                                 | ◇    | 東牟婁郡 | 那智勝浦町 |
| 紀伊天満駅     | 0.9            | 13.7          | 193.9         |      |                                                                                                 | ｜   | 東牟婁郡 | 那智勝浦町 |
| 紀伊勝浦駅     | 1.2            | 14.9          | 195.1         |      |                                                                                                 | ◇    | 東牟婁郡 | 那智勝浦町 |
| 湯川駅         | 2.7            | 17.6          | 197.8         |      |                                                                                                 | ◇    | 東牟婁郡 | 那智勝浦町 |
| 太地駅         | 2.1            | 19.7          | 199.9         |      |                                                                                                 | ｜   | 東牟婁郡 | 太地町     |
| 下里駅         | 1.2            | 20.9          | 201.1         |      |                                                                                                 | ◇    | 東牟婁郡 | 那智勝浦町 |
| 紀伊浦神駅     | 3.9            | 24.8          | 205.0         |      |                                                                                                 | ◇    | 東牟婁郡 | 那智勝浦町 |
| 紀伊田原駅     | 4.0            | 28.8          | 209.0         |      |                                                                                                 | ◇    | 東牟婁郡 | 串本町     |
| 古座駅         | 6.0            | 34.8          | 215.0         |      |                                                                                                 | ◇    | 東牟婁郡 | 串本町     |
| 紀伊姫駅       | 3.9            | 38.7          | 218.9         |      |                                                                                                 | ｜   | 東牟婁郡 | 串本町     |
| 串本駅         | 2.9            | 41.6          | 221.8         |      |                                                                                                 | ◇    | 東牟婁郡 | 串本町     |
| 紀伊有田駅     | 5.8            | 47.4          | 227.6         |      |                                                                                                 | ◇    | 東牟婁郡 | 串本町     |
| 田並駅         | 1.8            | 49.2          | 229.4         |      |                                                                                                 | ◇    | 東牟婁郡 | 串本町     |
| 田子駅         | 4.3            | 53.5          | 233.7         |      |                                                                                                 | ｜   | 東牟婁郡 | 串本町     |
| 和深駅         | 2.7            | 56.2          | 236.4         |      |                                                                                                 | ◇    | 東牟婁郡 | 串本町     |
| 江住駅         | 5.6            | 61.8          | 242.0         |      |                                                                                                 | ◇    | 西牟婁郡 | すさみ町   |
| 見老津駅       | 3.0            | 64.8          | 245.0         |      |                                                                                                 | ◇    | 西牟婁郡 | すさみ町   |
| 双子山信号場   | -              | 70.5          | 250.7         |      |                                                                                                 | ◇    | 西牟婁郡 | すさみ町   |
| 周参見駅       | 9.0            | 73.8          | 254.0         |      |                                                                                                 | ◇    | 西牟婁郡 | すさみ町   |
| 紀伊日置駅     | 7.2            | 81.0          | 261.2         |      |                                                                                                 | ◇    | 西牟婁郡 | 白浜町     |
| 椿駅           | 6.1            | 87.1          | 267.3         |      |                                                                                                 | ◇    | 西牟婁郡 | 白浜町     |
| 紀伊富田駅     | 5.2            | 92.3          | 272.5         |      |                                                                                                 | ◇    | 西牟婁郡 | 白浜町     |
| 白浜駅         | 2.9            | 95.2          | 275.4         |      |                                                                                                 | ◇    | 西牟婁郡 | 白浜町     |
| 朝来駅         | 4.3            | 99.5          | 279.7         |      |                                                                                                 | ◇    | 西牟婁郡 | 上富田町   |
| 紀伊新庄駅     | 3.5            | 103.0         | 283.2         |      |                                                                                                 | ◇    | 田辺市   | 田辺市     |
| 紀伊田辺駅     | 2.2            | 105.2         | 285.4         | ●    |                                                                                                 | ∧    | 田辺市   | 田辺市     |
| 芳養駅         | 4.1            | 109.3         | 289.5         | ●    |                                                                                                 | \|\| | 田辺市   | 田辺市     |
| 南部駅         | 5.0            | 114.3         | 294.5         | ●    |                                                                                                 | \|\| | 日高郡   | みなべ町   |
| 岩代駅         | 5.1            | 119.4         | 299.6         | ●    |                                                                                                 | \|\| | 日高郡   | みなべ町   |
| 切目駅         | 5.9            | 125.3         | 305.5         | ●    |                                                                                                 | \|\| | 日高郡   | 印南町     |
| 印南駅         | 3.8            | 129.1         | 309.3         | ●    |                                                                                                 | \|\| | 日高郡   | 印南町     |
| 稲原駅         | 4.3            | 133.4         | 313.6         | ●    |                                                                                                 | \|\| | 日高郡   | 印南町     |
| 和佐駅         | 6.8            | 140.2         | 320.4         | ●    |                                                                                                 | \|\| | 日高郡   | 日高川町   |
| 道成寺駅       | 4.3            | 144.5         | 324.7         | ●    |                                                                                                 | \|\| | 御坊市   | 御坊市     |
| 御坊駅         | 1.6            | 146.1         | 326.3         | ●    | 紀州鉄道：紀州鉄道線                                                                            | \|\| | 御坊市   | 御坊市     |
| 紀伊内原駅     | 2.9            | 149.0         | 329.2         | ｜   |                                                                                                 | \|\| | 日高郡   | 日高町     |
| 紀伊由良駅     | 5.3            | 154.3         | 334.5         | ●    |                                                                                                 | \|\| | 日高郡   | 由良町     |
| 広川ビーチ駅   | 6.8            | 161.1         | 341.3         | ｜   |                                                                                                 | \|\| | 有田郡   | 広川町     |
| 湯浅駅         | 2.6            | 163.7         | 343.9         | ●    |                                                                                                 | \|\| | 有田郡   | 湯浅町     |
| 藤並駅         | 3.4            | 167.1         | 347.3         | ●    |                                                                                                 | \|\| | 有田郡   | 有田川町   |
| 紀伊宮原駅     | 3.9            | 171.0         | 351.2         | ｜   |                                                                                                 | \|\| | 有田市   | 有田市     |
| 箕島駅         | 4.4            | 175.4         | 355.6         | ●    |                                                                                                 | \|\| | 有田市   | 有田市     |
| 初島駅         | 2.5            | 177.9         | 358.1         | ｜   |                                                                                                 | \|\| | 有田市   | 有田市     |
| 下津駅         | 3.0            | 180.9         | 361.1         | ｜   |                                                                                                 | \|\| | 海南市   | 海南市     |
| 加茂郷駅       | 2.7            | 183.6         | 363.8         | ●    |                                                                                                 | \|\| | 海南市   | 海南市     |
| 冷水浦駅       | 3.9            | 187.5         | 367.7         | ｜   |                                                                                                 | \|\| | 海南市   | 海南市     |
| 海南駅         | 2.8            | 190.3         | 370.5         | ●    |                                                                                                 | \|\| | 海南市   | 海南市     |
| 黒江駅         | 1.8            | 192.1         | 372.3         | ●    |                                                                                                 | \|\| | 海南市   | 海南市     |
| 紀三井寺駅     | 3.6            | 195.7         | 375.9         | ●    |                                                                                                 | \|\| | 和歌山市 | 和歌山市   |
| 宮前駅         | 2.9            | 198.6         | 378.8         | ｜   |                                                                                                 | \|\| | 和歌山市 | 和歌山市   |
| 和歌山駅       | 2.1            | 200.7         | 380.9         | ●    | 西日本旅客鉄道：紀勢本線（和歌山市方面）・ 阪和線 (JR-R54)・ 和歌山線 和歌山電鐵：貴志川線 (01) | ∨    | 和歌山市 | 和歌山市   |

この区間の駅のうち下記を除く39駅は無人駅である。
- JR西日本の直営駅（8駅）
  - 新宮駅・紀伊勝浦駅・串本駅・白浜駅・紀伊田辺駅・御坊駅・海南駅・和歌山駅
- JR西日本交通サービスによる業務委託駅（4駅）
  - 藤並駅・箕島駅・黒江駅・紀三井寺駅

#### 和歌山駅 - 和歌山市駅間
- この区間は全区間和歌山市内に所在。

| 駅名       | 駅間 営業 キロ | 累計 営業キロ | 累計 営業キロ | 接続路線                                                                                                   | 線路 |
| 駅名       | 駅間 営業 キロ | 新宮 から     | 亀山 から     | 接続路線                                                                                                   | 線路 |
| ---------- | -------------- | ------------- | ------------- | --- | ---- |
| 和歌山駅   | -              | 200.7         | 380.9         | 西日本旅客鉄道： 紀勢本線（きのくに線）（新宮方面）・ 阪和線 (JR-R54)・ 和歌山線 和歌山電鐵：貴志川線 (01) | ∨    |
| 紀和駅     | 1.8            | 202.5         | 382.7         | | ｜   |
| 和歌山市駅 | 1.5            | 204.0         | 384.2         | 南海電気鉄道： 南海本線・ 和歌山港線 (NK45)                                                                | ｜   |

- JR西日本の直営駅（1駅）
  - 和歌山駅（前節参照）
- 無人駅（1駅）
  - 紀和駅
- 南海電気鉄道の管轄駅（1駅）
  - 和歌山市駅（JR線改札口にJR西日本の券売機設置）

### 廃止区間
( )内の数字は起点からの営業キロ。
貨物支線（1968年 6月1日廃止）
紀伊由良駅 (0.0km) - 由良内駅 (2.0km)
貨物支線（1982年11月15日廃止）
新宮駅 (0.0km) - 熊野地駅 (1.5km)
旧線（1938年5月20日廃止）
熊野地駅 (0.0km) - 広角駅 (2.4km) - 三輪崎駅 (4.4km)

### 廃駅・廃止信号場
廃止区間の駅を除く。( )内の数字は亀山駅起点の営業キロ。
- 狗子ノ川駅：1967年廃止、宇久井駅 - 那智駅間 (191.4km)
- 南広信号場：1967年廃止、広川ビーチ駅付近 (341.3km)
- 手平駅：1941年廃止、宮前駅付近 (379.1km)
- 和歌山操駅：1986年廃止、宮前駅 - 和歌山駅間 (379.5km)

### 過去の接続路線
- 阿漕駅：中勢鉄道線 - 1942年11月30日まで
- 松阪駅：三重電気鉄道松阪線 - 1964年12月13日まで
- 徳和駅：関急伊勢線 - 1942年8月11日まで
- 藤並駅：有田鉄道線 - 2002年12月31日まで
- 海南駅：
  - 野上電気鉄道野上線（日方駅・連絡口駅） - 1994年3月31日まで
  - 南海和歌山軌道線 - 1971年1月9日まで
- 紀和駅：和歌山線
  - 和歌山線は1974年まで紀和駅からも分岐していた。こちらが1903年に開通した元々の和歌山線で、和歌山駅から分岐するようになったのは1961年である（正式な旅客営業は1972年から。ただしそれ以前から一部の旅客列車が運転されていて、運賃は紀伊中ノ島駅経由の営業キロで計算していた）。
- 和歌山駅：南海和歌山軌道線 - 1971年3月31日まで
- 和歌山市駅：
  - 南海加太線（廃止区間）
    - 南海加太線は、和歌山市駅 - 北島駅 - 東松江駅 - 加太駅間であったが、1950年に台風のため和歌山市駅 - 北島駅間が不通となり、1955年に同区間が廃止され、北島駅 - 東松江駅間が北島支線、紀ノ川駅 - 東松江駅 - 加太駅間が加太線となった。詳細は南海加太線・南海北島支線の項を参照。なお、加太線に直通する列車は和歌山市駅から発着している。

  - 南海和歌山軌道線 - 1971年3月31日まで

## 利用状況

### 平均通過人員
各年度の平均通過人員（人/日）は以下のとおりである。
| 年度                   | 平均通過人員（人/日）      | 平均通過人員（人/日）           | 平均通過人員（人/日）           | 平均通過人員（人/日）           | 出典            |
| 年度                   | JR東海区間 （亀山 - 新宮） | JR西日本区間（新宮 - 和歌山市） | JR西日本区間（新宮 - 和歌山市） | JR西日本区間（新宮 - 和歌山市） | 出典            |
| 年度                   | JR東海区間 （亀山 - 新宮） | 新宮 - 白浜                     | 白浜 - 和歌山                   | 和歌山 - 和歌山市               | 出典            |
| ---------------------- | -------------------------- | ------------------------------- | ------------------------------- | ------------------------------- | --------------- |
| 2013年度（平成25年度） | 1,957                      | 5,460                           | 5,460                           | 5,460                           | [ 178 ] [ 179 ] |
| 2013年度（平成25年度） | 1,957                      | 1,461                           | 9,137                           | 3,263                           | [ 178 ] [ 179 ] |
| 2014年度（平成26年度） | 1,818                      | 5,423                           | 5,423                           | 5,423                           | [ 180 ] [ 181 ] |
| 2014年度（平成26年度） | 1,818                      | 1,525                           | 9,000                           | 3,492                           | [ 180 ] [ 181 ] |
| 2015年度（平成27年度） | 1,773                      | 5,353                           | 5,353                           | 5,353                           | [ 182 ] [ 183 ] |
| 2015年度（平成27年度） | 1,773                      | 1,392                           | 8,984                           | 3,575                           | [ 182 ] [ 183 ] |
| 2016年度（平成28年度） | 1,746                      | 5,144                           | 5,144                           | 5,144                           | [ 184 ] [ 185 ] |
| 2016年度（平成28年度） | 1,746                      | 1,252                           | 8,701                           | 3,653                           | [ 184 ] [ 185 ] |
| 2017年度（平成29年度） | 1,741                      | 5,098                           | 5,098                           | 5,098                           | [ 186 ] [ 187 ] |
| 2017年度（平成29年度） | 1,741                      | 1,222                           | 8,630                           | 3,999                           | [ 186 ] [ 187 ] |
| 2018年度（平成30年度） | 1,753                      | 5,064                           | 5,064                           | 5,064                           | [ 188 ] [ 189 ] |
| 2018年度（平成30年度） | 1,753                      | 1,173                           | 8,601                           | 4,250                           | [ 188 ] [ 189 ] |
| 2019年度（令和元年度） | 1,721                      | 4,830                           | 4,830                           | 4,830                           | [ 190 ] [ 191 ] |
| 2019年度（令和元年度） | 1,721                      | 1,085                           | 8,222                           | 4,404                           | [ 190 ] [ 191 ] |
| 2020年度（令和02年度） | 1,125                      | 3,234                           | 3,234                           | 3,234                           | [ 192 ] [ 193 ] |
| 2020年度（令和02年度） | 1,125                      | 608                             | 5,594                           | 3,554                           | [ 192 ] [ 193 ] |
| 2021年度（令和03年度） | 1,144                      | 3,427                           | 3,427                           | 3,427                           | [ 194 ] [ 195 ] |
| 2021年度（令和03年度） | 1,144                      | 731                             | 5,849                           | 3,740                           | [ 194 ] [ 195 ] |
| 2022年度（令和04年度） |                            | 3,951                           | 3,951                           | 3,951                           | [ 196 ]         |
| 2022年度（令和04年度） | 793                        | 6,797                           | 4,096                           |                                 | [ 196 ]         |
| 2023年度（令和05年度） |                            | 4,119                           | 4,119                           | 4,119                           | [ 197 ]         |
| 2023年度（令和05年度） | 935                        | 6,985                           | 4,375                           |                                 | [ 197 ]         |

### 収支・営業系数
2019年度（令和元年度）の平均通過人員が2,000人/日未満の線区（新宮駅 - 白浜駅間）における各3か年平均の収支（運輸収入、営業費用、営業損益）、営業係数、収支率は以下のとおりである。▲はマイナスを意味する。
| 年度                                       | 収支（億円） | 収支（億円） | 収支（億円） | 営業 係数 （円） | 収支率 | 出典    |
| 年度                                       | 運輸 収入    | 営業 費用    | 営業 損益    | 営業 係数 （円） | 収支率 | 出典    |
| ------------------------------------------ | ------------ | ------------ | ------------ | ---------------- | ------ | ------- |
| 2017 - 2019年度（平成29 - 令和元年度）平均 | 6.7          | 35.4         | ▲28.6        | 525              | 19.0%  | [ 198 ] |
| 2018 - 2020年度（平成30 - 令和2年度）平均  | 5.4          | 34.7         | ▲29.3        | 647              | 15.5%  | [ 198 ] |
| 2019 - 2021年度（令和元 - 3年度）平均      | 4.4          | 33.9         | ▲29.5        | 769              | 13.0%  | [ 199 ] |
| 2020 - 2022年度（令和2 - 4年度）平均       | 3.9          | 32.4         | ▲28.5        | 838              | 11.9%  | [ 200 ] |
| 2021 - 2023年度（令和3 - 5年度）平均       | 4.9          | 34.2         | ▲29.3        | 703              | 14.2%  | [ 201 ] |